# Aeropuerto Internacional de la Ciudad de México
El Aeropuerto Internacional de la Ciudad de México (Código IATA: MEX - Código OACI: MMMX - Código DGAC: ME1), oficialmente Aeropuerto Internacional Benito Juárez de la Ciudad de México (AICM), es un aeropuerto comercial que sirve a la zona metropolitana del valle de México. Es el aeropuerto más transitado de México y América Latina, por número pasajeros y operaciones aéreas; transportando más de 46 millones de pasajeros en 2022. El aeropuerto mantiene 35 mil puestos de trabajo directos y alrededor de 15 mil indirectamente en el área adyacente. Es propiedad del Grupo Aeroportuario de la Ciudad de México y es operado por Aeropuertos y Servicios Auxiliares, en los últimos años, el Aeropuerto de Toluca se ha convertido en un aeropuerto alternativo. Es el aeropuerto mejor conectado de toda América Latina por la cantidad de rutas y aerolíneas que operan.
Este aeropuerto Hot and High es atendido por 31 líneas aéreas de pasajeros nacionales e internacionales y por 12 aerolíneas de carga. Debido a que es el principal centro de conexiones de la aerolínea más grande del país (Aeroméxico, junto con Aeroméxico Connect), el aeropuerto se ha convertido en un centro de conexiones de SkyTeam. También es un centro de conexiones de Volaris y de Viva. En un día común, más de 90,000 pasajeros pasan por el aeropuerto desde y hacia más de 100 destinos en tres continentes.
Operando actualmente en los límites de su capacidad, el AICM está en una nueva fase de remodelación desde 2019. Se ha considerado posible construcción de una tercera Terminal en la actual área del Hangar Presidencial y Militar. También está previsto que se libere de sobrecarga con la operación del Aeropuerto Internacional Felipe Ángeles en la base aérea de Santa Lucía, el cual fue inaugurado el 21 de marzo de 2022.

## Ubicación
Situado en el pueblo de Peñón de los Baños, dentro de la alcaldía Venustiano Carranza —una de las dieciséis demarcaciones en las que Ciudad de México se divide—, el aeropuerto está a cinco kilómetros al este del Centro Histórico y está rodeado por las zonas urbanizadas de Gustavo A. Madero al norte y Venustiano Carranza al oeste, al sur y al este. Como el aeropuerto está situado en el lado este de la capital mexicana y sus pistas de aterrizaje se ubican con rumbo suroeste-noreste, la aproximación de aterrizaje de los aviones de pasajeros es por lo general directamente sobre la conurbación de Ciudad de México, cuando el viento es del noreste. Por lo tanto, hay un problema de sobrevuelo y de contaminación acústica.

## Descripción
El AICM en 1901 era conocido como campo de aviación Balbuena. 
El aeropuerto fue inaugurado con el nombre de Puerto Aéreo Central y poco después este fue cambiado por el de Aeropuerto Central para posteriormente ser renombrado a Aeropuerto Internacional Benito Juárez de la Ciudad de México hasta 1998, cuando al formarse el consorcio que obtuvo la concesión operativa del mismo, el nombre de Benito Juárez no fue incluido, ya que nunca se publicó en el Diario Oficial.
El código IATA del aeropuerto es MEX. Cuenta con 44 posiciones de contacto (33 puertas de embarque directo) (11 posiciones para salas móviles 7A/B/C, 14A/B, 16A, 19A/B/C/D y 36A) en la terminal 1 y en la terminal 2, 30 salas de embarque directo y 10 salas móviles. Haciendo un total de 63 puertas de embarque y 21 salas móviles con un total de 84 salas de operaciones aéreas.
Actualmente cuenta con 2 pistas de despegue y aterrizaje (5L/23R y 5R/23L). Fue el primer aeropuerto en América Latina en recibir vuelos regulares de los Airbus A380 por parte de Air France con 7 frecuencias a la semana, los cuales finalizaron el 22 de marzo de 2020.

## Historia

### Llanos de Balbuena
En 1910, se empezarían a utilizar los llanos de Balbuena por Alberto Braniff para realizar sus vuelos, siendo el primero el 8 de enero de 1910. En noviembre del siguiente año se inaguraría el Aeródromo de Balbuena sobre los llanos, para que el 30 de noviembre de ese año, el entonces presidente Francisco I. Madero realizara un vuelo de 11 minutos sobre Balbuena en un Deperdussin pilotado por Geo M. Dyott. De esta forma Madero se convirtió en el primer jefe de Estado del mundo en viajar en un avión.

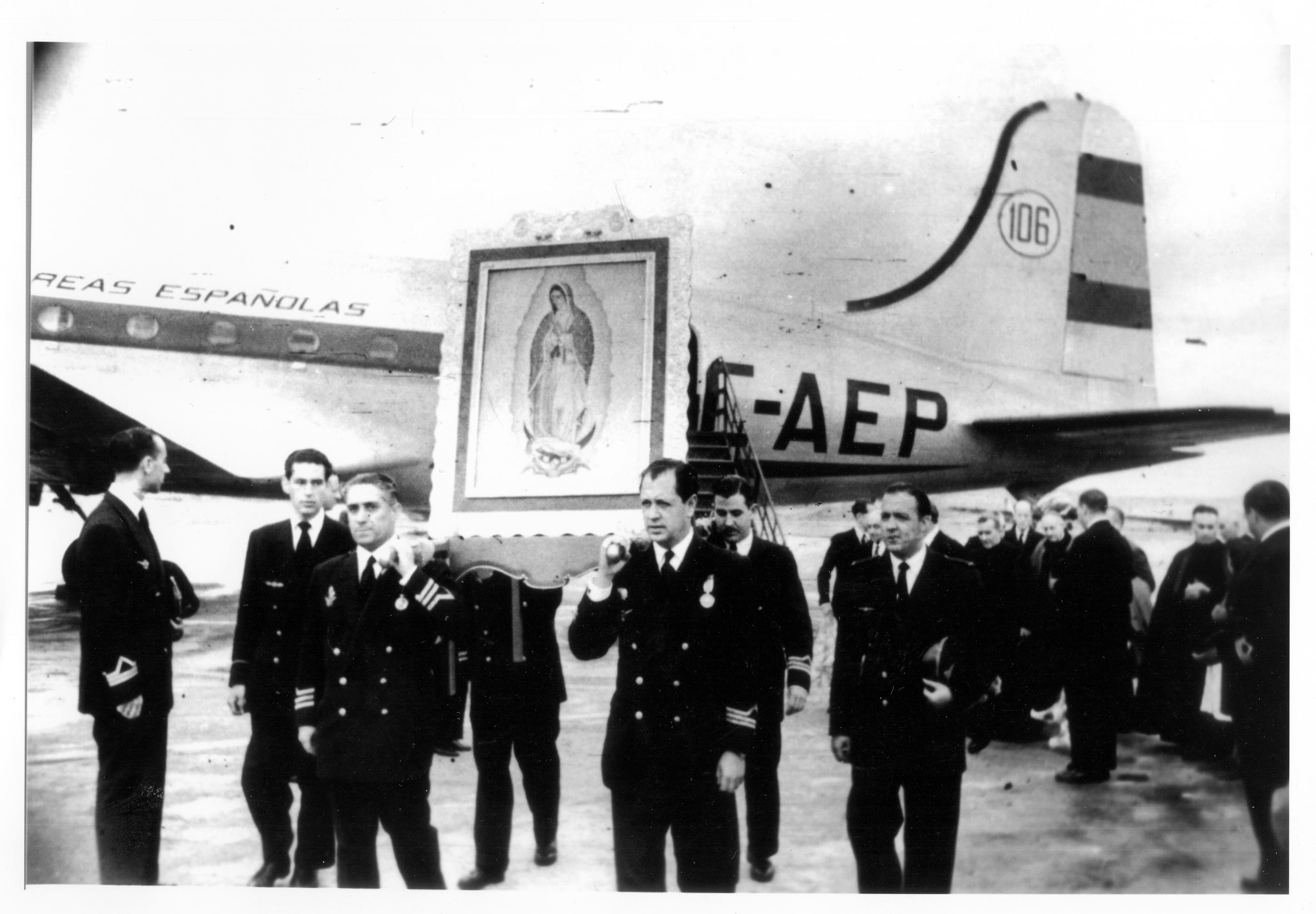
Inauguración del vuelo de Iberia México-Madrid el 1 de marzo de 1950.

La primera decisión de crear una instalación aeroportuaria en el país y en el Distrito Federal fue tomada el 5 de febrero de 1915 por Venustiano Carranza, esto al crear la aviación militar, la cual ocuparía parte de los llanos. Tras este acto, incrementaría la necesidad de ir normando las actividades de aviación civil ocasionaron que en el año de 1920 se creara la sección técnica de navegación aérea, la cual sería una dependencia de la Secretaría de Comunicaciones y Obras Públicas (SCOP). La SCOP otorgaría el 12 de julio de 1921 la primera concesión para el transporte aéreo de pasajeros, correo y express para la Compañía Mexicana de Transportación Aérea (Mexicana). Esta sección alcanzaría el 1 de julio de 1928, por acuerdo presidencial, la denominación de Departamento de Aeronáutica Civil, además de que lograría el iInició de operaciones del Puerto Aéreo Central de Ciudad de México.

### Construcción de Terminal

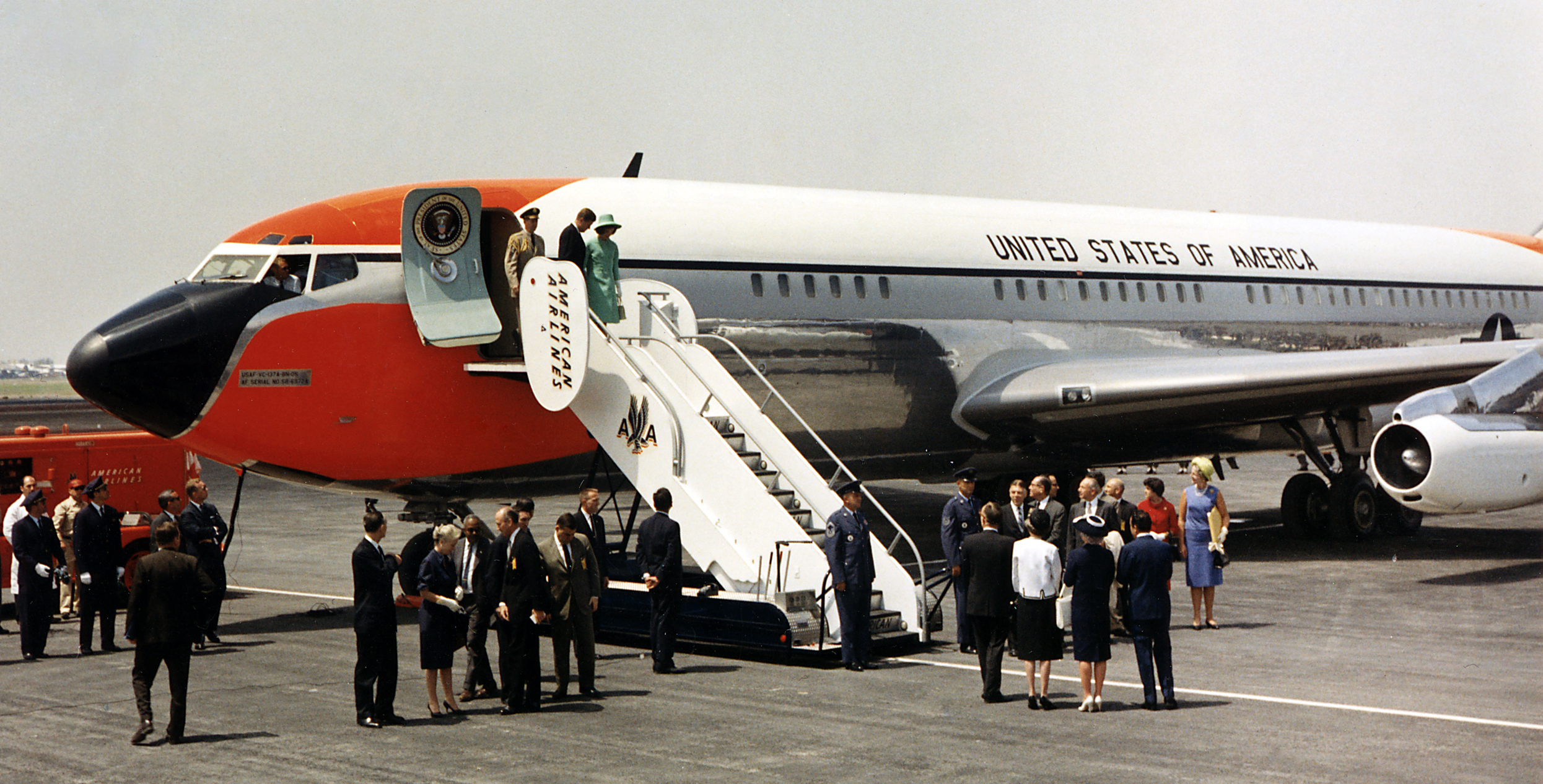
El presidente y la señora Kennedy descienden del Air Force One el 29 de junio de 1962.

Las obras de construcción de la nueva terminal se lograrían iniciar en 1949 y quedarían a cargo de laecretaría de Comunicaciones y Obras Públicas. La construcción tendría un costo de 55 millones de pesos de los cuales 37 se emplearon para la ampliación y perfeccionamiento de sus pistas, y los 18 millones restantes se ocuparon en la nueva estación de pasajeros.El 19 de noviembre de 1952, el entonces presidente Miguel Alemán inauguró el nuevo edificio terminal del entonces Aeropuerto Central. El primer vuelo que partiría de la terminal fue el número 18 de Aeronaves de México rumbo al puerto de Acapulco.

El Aeropuerto Central de México dotado con todos sus equipos y sistemas, comenzaría a operar en forma hasta el 1 de julio de 1954. Casi una década después, el 2 de diciembre de 1963 el Ing. Walter Cross Buchanan, secretario de Comunicaciones y Transportes dictó un acuerdo que lo nombraba oficialmente “Aeropuerto Internacional de la Ciudad de México”.

Mapa del aeropuerto

### Línea del tiempo

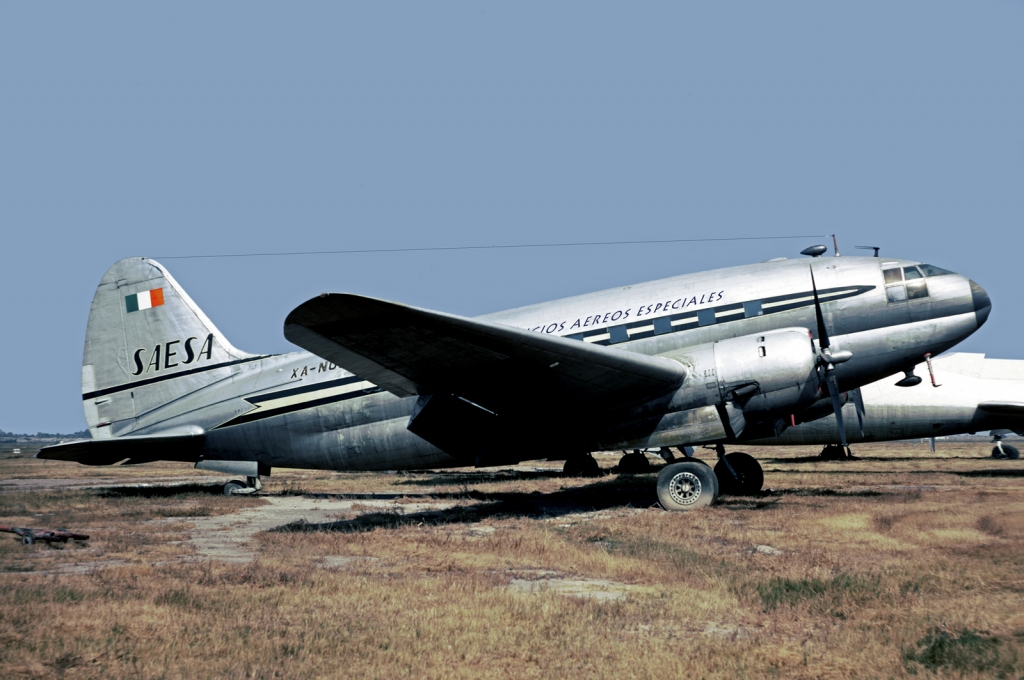
Curtiss C-46 Commando de Servicios Aéreos Especiales S.A. (XA-NUD) en el AICM en 1971.

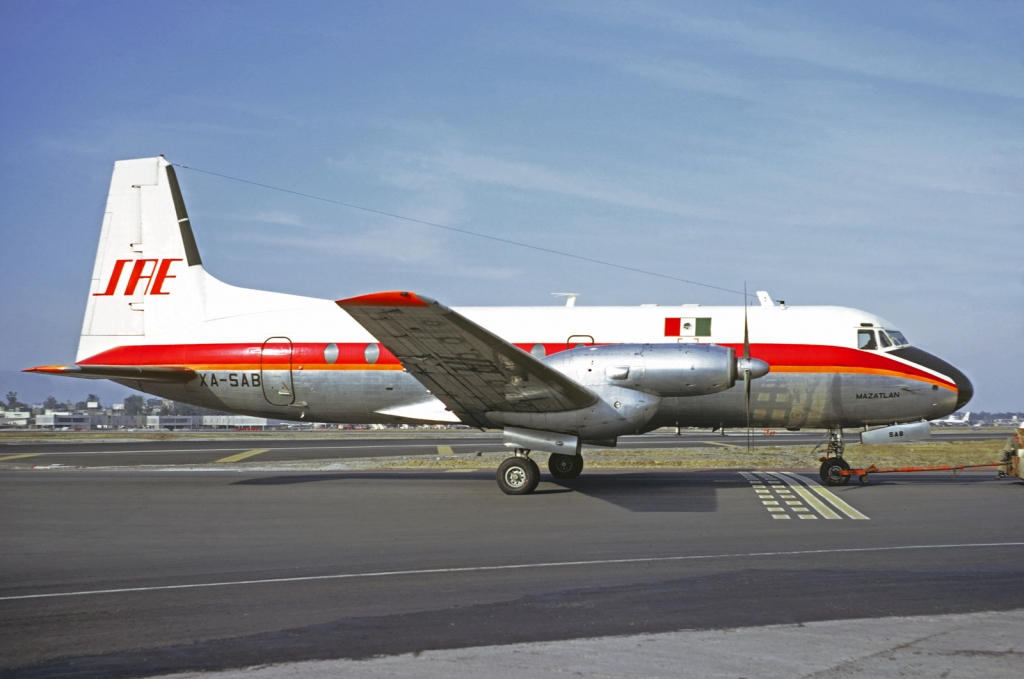
Hawker Siddeley HS 748 de Servicios Aéreos Especiales S.A. (XA-SAB) en el AICM en 1971.

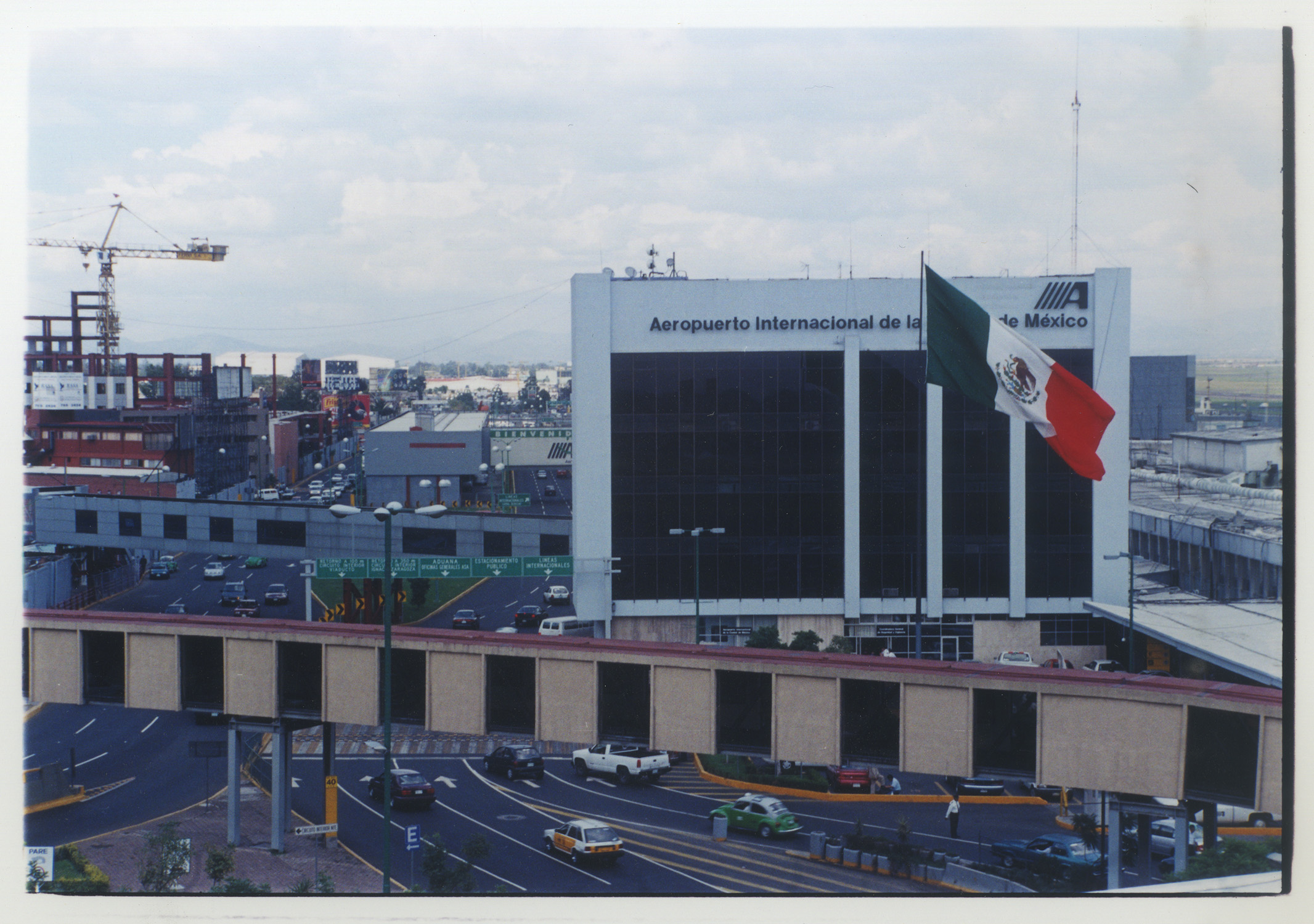
Imagen del aeropuerto en los años 90.

- 10 de junio de 1965.- El gobierno de la república creó “Aeropuertos y Servicios Auxiliares” (ASA) para coordinar la operación de todos los aeropuertos del país.
- 13 de enero de 1994.- El gobierno federal emitió un decreto el, que ordenaba la salida de todas las operaciones de aviación privada y taxis aéreos, a partir del 31 de mayo de ese año ante la evolución que mostraba el AICM en cuanto al número de pasajeros y de operaciones.
- 11 de abril de 1994.- El entonces presidente Carlos Salinas de Gortari puso en operación las instalaciones de la nueva Terminal Internacional del AICM, construida por una empresa privada en coinversión con ASA.
- 1 de noviembre de 1998.- Como parte del programa de reestructuración de la red aeroportuaria nacional, para concesionar a la iniciativa privada 35 de las 60 terminales del país, el primero de noviembre de 1998 el AICM se desincorporó de la red de ASA para conformar el Grupo Aeroportuario de la Ciudad de México, S.A. de C.V., una empresa de participación estatal mayoritaria.
- 30 de mayo de 2003.- El gobierno federal anunció su ampliación para aumentar su capacidad y atender a 32 millones de pasajeros anualmente. De esta forma, se amplió y modernizó la Terminal 1 en una superficie total de 90 mil metros cuadrados e inició la construcción de la Terminal 2.
- 24 de noviembre de 2006.- Por decreto presidencial fue denominado oficialmente: Aeropuerto Internacional “Benito Juárez” de la Ciudad de México.
- 15 de noviembre de 2007.- Inició operaciones la Terminal 2, aunque fue inaugurada oficialmente por el entonces presidente Felipe Calderón hasta el 26 de marzo de 2008. La T2 tiene un edificio con 242 mil metros cuadrados y posee 23 posiciones de contacto para aeronaves. Con la T2 el aeropuerto capitalino incrementó más de 30 por ciento su capacidad de atención a usuarios y pasajeros los cuales realizan su traslado entre ambas terminales mediante un aerotren que opera sin conductor, totalmente automatizado, sobre una vía de tres kilómetros aproximadamente; con capacidad para transportar a 100 pasajeros por viaje. El recorrido entre una terminal y otra lo realiza en cuatro minutos y medio.
- 23 de julio de 2020.- Se inaugura la extensión de la Terminal 2, conocida como "Dedo L" la cual aumentó 7 posiciones de contacto que evitan el uso de COBUS.

### Acontecimientos

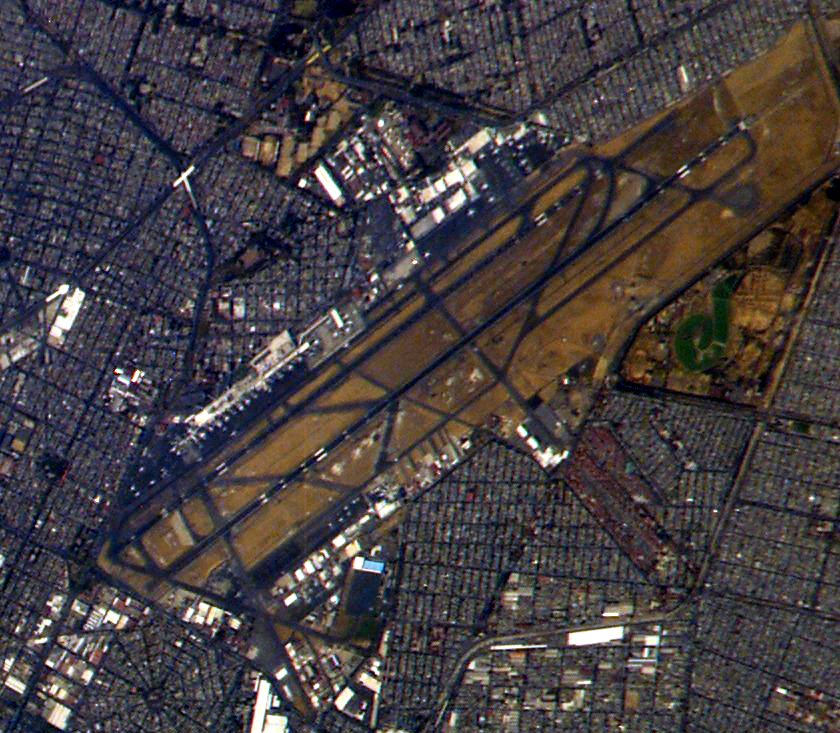
Vista aérea del aeropuerto.

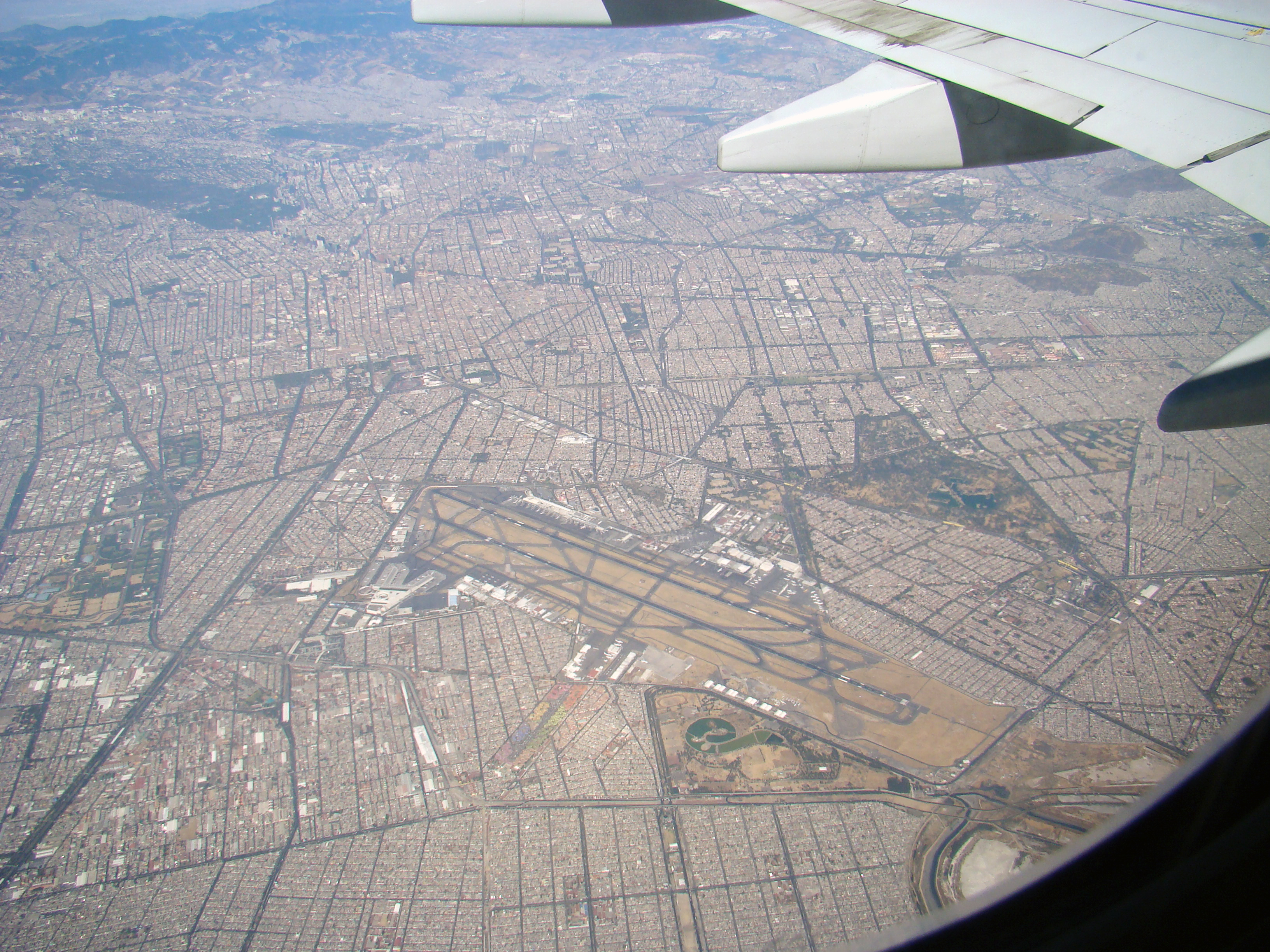
El aeropuerto visto desde un avión en 2011.

- El primer aterrizaje se efectuó el 20 de julio de 1921
- En 1928 se inició en un pequeño espacio del actual campo aéreo, la construcción de la nueva terminal para la aviación civil. El 5 de noviembre de 1928, aterrizó en una de sus pistas Felipe H. García con un biplano Hanrriot.
- El servicio regular se inició el 1 de marzo de 1929.
- Es inaugurado oficialmente el 15 de mayo de 1931.
- El 11 de febrero de 1931 se puso en servicio un sistema de iluminación, que incluía un faro, luces de linderos e iluminación de pistas y plataformas para operaciones nocturnas. En 1929 y 1934 ese recinto aéreo fue utilizado por la Compañía Mexicana de Aviación, Corporación Aeronáutica de Transportes, Pickwick Latinoamericana, Aerovías Centrales y Líneas Aéreas Occidentales.
- Su primera ruta internacional fue al Aeropuerto Internacional de Los Ángeles por parte de Mexicana de Aviación.
- La terminal se construyó entre 1946 y 1952, durante el Gobierno de Miguel Alemán Valdés junto con muchos aeropuertos de México. Fue adaptado a la era del "jet" por la Oficina de Aeropuertos de la Secretaría de Comunicaciones y Obras Públicas (SCOP) bajo la dirección del ingeniero Dagoberto Flores Calderón (quien después fue consultor de la OACI para construir aeropuertos en Centroamérica y Sudamérica), reinaugurándose el 19 de noviembre de 1952, desapareciendo en el proceso el Aeropuerto Militar de Balbuena.
- El 31 de octubre de 1979 ocurrió un accidente con el avión de Western Airlines vuelo 2605
- El 18 de mayo de 1980, se inició la primera fase expansionista, que incluyó la ampliación del edificio terminal a más del doble. Se optó por un concepto de terminal única, en vez de múltiples terminales como en otros aeropuertos, con el fin de completar una obra gigantesca pero cómoda y accesible a la vez.
- En junio de 1990, se inauguraron las nuevas zonas de documentación del área internacional del aeropuerto, completando la absoluta división de operaciones nacionales e internacionales, por lo que incluso las puertas de abordaje estarían separadas con el fin de aumentar la funcionalidad de la terminal.
- En 2001, se inauguró el ala este del aeropuerto, utilizado principalmente por las aerolíneas pertenecientes a la alianza Sky Team, extendiendo el aeropuerto, mismo que terminaba en la puerta 28. El 'ala este' consiste en una única sala de última espera, diversas tiendas libres de impuestos así como servicios y diez puertas de embarque, nueve de las cuales son de contacto directo, ocho con aeropasillo y una con puerta a la plataforma. El edificio está conectado al área internacional por un pasillo equipado con deslizadores de alta velocidad para aminorar el tiempo de recorrido.
- En 2002, se inició el proyecto llamado "Ampliación del Aeropuerto Internacional de la Ciudad de México a su máxima capacidad".
- En 2005, la expansión del edificio nacional (Salas A/B/C/D), fue completada, aumentando el andador público a más del doble, construyendo un segundo piso en la misma área, y una nueva sala de pre-espera en la sala B. Asimismo, se integraron nuevas bandas de reclamo de equipaje y se efectuó una remodelación en las fachadas del edificio, integrando unas placas de mármol gris del suelo al techo, y un techo en forma de 'olas' que permite reducir los costos de electricidad por el aprovechamiento de la luz de día. Asimismo, el edificio internacional sufrió importantes modificaciones, empezando por la separación de flujo de pasajeros de llegada y salida en distintos pisos, tres nuevas zonas de documentación, de las cuales una de ellas estaría destinada a dar servicio a las aerolíneas de la alianza Sky Team, 13 nuevas bandas de reclamo de equipaje en una nueva zona del edificio, nuevas áreas de tiendas, restaurantes y bares, la separación de pasajeros de llegada de acuerdo a su lugar de procedencia (Migración M1 y M2), nuevas vialidades de acceso y una remodelación en las fachadas del aeropuerto. En el interior, se utilizó una combinación gris y roja de colores con vidrios, pisos y techos de dichos colores brindando más luz y sensación de amplitud, y por fuera se optó por cubrir la terminal con barras de acero y aluminio, llevando al edificio a tener una apariencia arquitectónica contemporánea-urbana.
- Se inició la construcción de la Terminal 2 del aeropuerto, rompiendo con el concepto de terminal única del mismo, pero siendo la única solución viable al corto plazo para brindar un alivio a la saturación tan importante que presentaba la ahora Terminal 1.
- El 15 de noviembre del 2007 se inauguró la Terminal 2 de este aeropuerto. Ubicada al otro extremo de la ahora Terminal 1, este edificio es obra de los arquitectos L. Francisco Serrano, Susana García Fuertes, Pablo Serrano y Luis Sánchez.[13] La terminal permitió al aeropuerto incrementar sus operaciones un 40%. El primer vuelo que salió de esta terminal fue de la mexicana Aeromar, seguido por un vuelo de la norteamericana Delta Air Lines. El edificio consiste en un sistema de doble nivel de acceso vehicular, uno para llegadas y otro para salidas, cuatro zonas de documentación capaces de contener las operaciones de múltiples aerolíneas, incluyendo las de Aeroméxico y su subsidiaria Aeroméxico Connect, que juntas engloban al mayor número de operaciones de una aerolínea en el aeropuerto. Con la forma de un "pantalón", la Terminal 2 divide las operaciones nacionales de las internacionales, cada una destinada a un pasillo de salas de abordaje y pasillos telescópicos, de los cuales se inauguró con 23 pero fue expandida a 30. La inauguración oficial se llevó a cabo en marzo de 2008, una vez que las nuevas vialidades fueron terminadas.[14]
- El 29 de septiembre de 2014 se declara saturado el espacio aéreo del aeropuerto entre las 7:00 y 23:59 horas. Se establece un límite de 61 operaciones por hora por seguridad.[15]
- En 2019, a pesar de la saturación, el aeropuerto superó la cifra de 50 millones de pasajeros por primera, siendo también el primer aeropuerto de Latinoamérica en alcanzar esa cifra. Ese mismo año entra en remodelación nuevamente para mejorar su eficiencia, así como la calidad de ambas terminales.[16]
- El 3 de marzo de 2022 se declaran saturadas ambas terminales del aeropuerto (de 5:00 a 23:59 T1 y de 6:00 a 23:00 T2). Se establece el mismo límite de operaciones (61/h).[15]

### Saturación aérea, proyecto Texcoco y Santa Lucía
La ampliación del Aeropuerto Internacional de la Ciudad de México ha sido declarada de manera urgente en consecuencia de la saturación de las instalaciones actuales que tienen una capacidad de atender anualmente hasta 32 millones de personas. Al 2016 se estima que el aeropuerto atendió a más de 41 millones de personas. Esto provocó que no aumente la oferta de destinos internacionales ni la llegada de nuevas aerolíneas extranjeras por falta de espacio.[cita requerida]

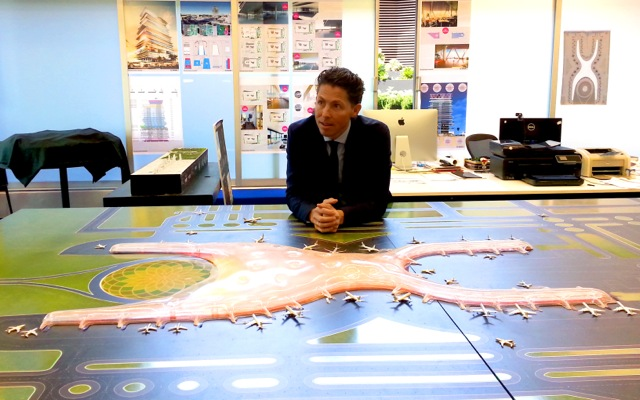
Arquitecto Fernando Romero con maqueta del nuevo aeropuerto

En primera instancia planeó y comenzó la construcción del Nuevo Aeropuerto de la Ciudad de México abreviado NAIM cuya localización fue en los terrenos de la zona federal del extinto Lago de Texcoco que se ubica en los municipios de Texcoco, Atenco y Ecatepec. Estos terrenos se ubican cercanos al actual Aeropuerto Internacional de la Ciudad de México.
El Nuevo Aeropuerto de la Ciudad de México (NAICM) sería delimitado por el perímetro siguiente:
- Al Norte por el Depósito de Evaporación Solar "El Caracol” que es el enorme espiral que se ubica junto a la zona conocida como Las Américas en Ecatepec de Morelos.
- Al Sur por la Autopista Peñón - Texcoco, que sería el acceso principal al aeródromo.
- Al Oriente por la nueva Autopista Pirámides - Texcoco y por terrenos de cultivo de Texcoco y Atenco.
- Al Poniente por el Circuito Exterior Mexiquense y el área urbana del Municipio de Ecatepec de Morelos.

 El nuevo aeropuerto requeriría:
- Una inversión superior a los 13 300 millones de dólares.
- Capacidad de atender a mínimo 70 millones de pasajeros anualmente.
- 100 posiciones de aviones.
- 6 pistas con la posibilidad de tener operaciones simultáneas.

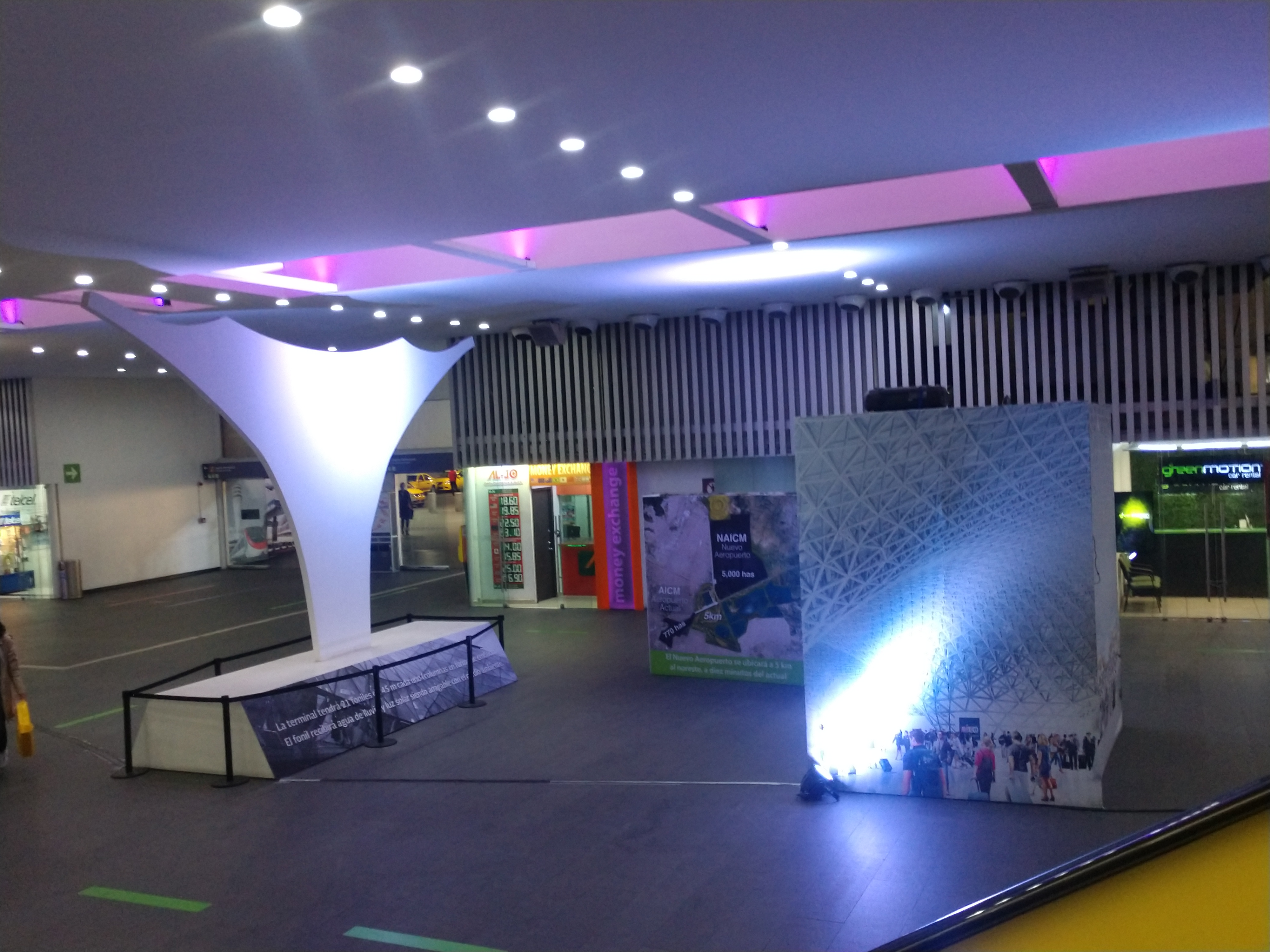
Exposición del nuevo aeropuerto en el aeropuerto actual.

En diciembre de 2013, el entonces Secretario de Comunicaciones y Transportes, Gerardo Ruíz Esparza confirmó que se eligió la opción de ampliar a la zona oriente el actual Aeropuerto Internacional de la Ciudad de México, con una expansión de 2500 hectáreas, 5000 hectáreas en la Ciudad de México y una nueva terminal. La Secretaría de Hacienda y Crédito Público autorizó 15 mil millones de pesos de los 118 mil millones de pesos autorizados para el 2014.
Sin embargo, la construcción del NAIM fue cancelada por el actual gobierno del presidente Andrés Manuel López Obrador, que de acuerdo a una consulta ciudadana (referéndum), se optó por el acondicionamiento y remodelación del actual aeropuerto, del Aeropuerto Internacional de Toluca y la construcción del Aeropuerto Internacional Felipe Ángeles en terrenos de la Base Aérea Militar N.º 1 de Santa Lucía para crear un sistema metropolitano de aeropuertos en el Valle de México cuyo propósito sería tener a disposición conexión aérea segura en caso de que alguno de los aeropuertos existentes quede inhabilitado por algún desastre natural en dicha zona de sismos geológico.
Con esto se detiene en definitiva el plan de la administración anterior de tener un único aeropuerto NAIM que además sería terminado en 2023 solo en su primera etapa la cual igualaría la capacidad actual del AICM y dejando fuera de operaciones a este último mencionado según el plan establecido y etapa final en 2026 probablemente.
El uso del terreno y construcciones ya hechas en Texcoco actualmente están a la espera de alguna decisión por parte del gobierno federal y gran parte de los materiales fue redirigido a la Base Aérea Militar N.º 1 de Santa Lucía para el nuevo Aeropuerto Internacional Felipe Ángeles.

### Remodelación y Ampliación (2019-)

#### Dedo L
Con ocho mil 760 metros cuadros de construcción, distribuidos en cuatro plantas, se construiría el Dedo “L”, el cual permitirá dar una mejor atención y mayor comodidad a los viajeros. Esta nueva instalación cuenta con salas de espera en el primer piso y mezzanine. Dos bandas transportadoras de 45 metros corren a lo largo del nivel 1 y se cuenta con dos elevadores. En la planta baja se localizan las áreas de servicios y mantenimiento, mientras que en la azotea se alojan los equipos de aire acondicionado.

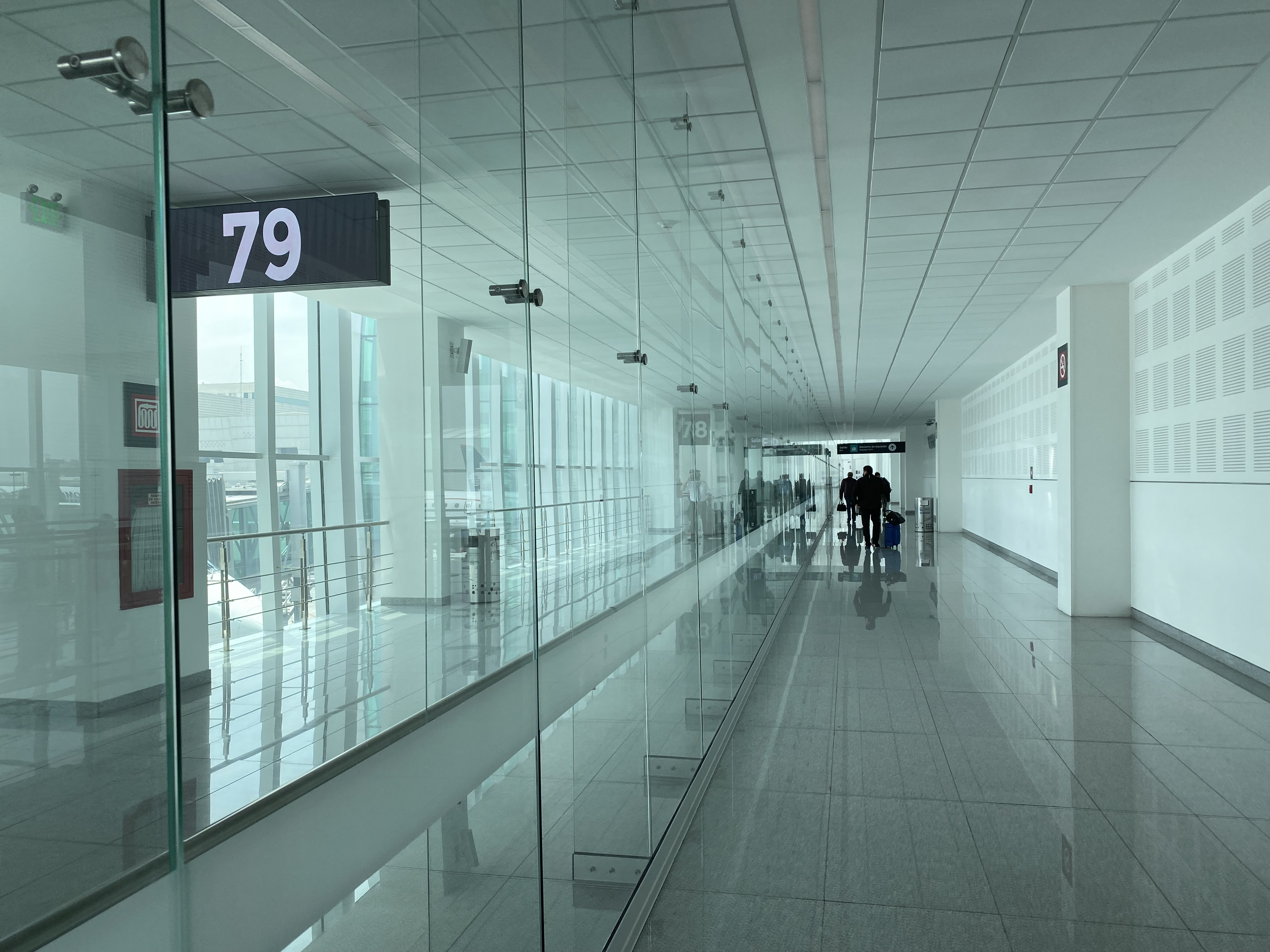
Sala 79 en el Dedo L de la Terminal 2 del aeropuerto.

Al disponer de siete nuevas posiciones de contacto se disminuirá hasta en un 65% el uso de aerocares en la Terminal 2. Esto significa que hasta 4.2 millones de pasajeros anuales verán reducir sus tiempos de espera en los procedimientos de abordaje y descenso del avión. Se evitará la práctica de abordar un autocar para trasladarse a la posición remota donde se encuentra el avión o del avión al edificio terminal.
Se trata de un ahorro significativo de tiempo para los usuarios, pero también para las aerolíneas representa un menor costo por uso de aerocares y una mayor eficiencia y puntualidad en sus operaciones aéreas.
La construcción del Dedo “L” tuvo un costo de 497 millones de pesos, se llevó a cabo en 7 meses y medio, generando más de 3 mil empleos.

#### Remodelación de las terminales
En octubre de 2024, la Secretaría de Marina que está a cargo del aeropuerto, convocó a estudiantes de arquitectura, arquitectos, diseñadores de interiores, urbanistas, despachos, talleres y asociaciones de arquitectos, para el proyecto para la conceptualización arquitectónica del AICM. El proyecto busca renovar las fachadas, los ambulatorios, las salas de espera, las áreas de bandas de equipaje y de migración de las dos terminales, integrando elementos naturales como plantas y agua con su estructura arquitectónica y una nueva gama de colores en sus acabados.
Según las autoridades, el objetivo del proyecto es impulsar la renovación de la imagen del principal aeropuerto del país, para consolidarlo como uno moderno, eficiente y sustentable, con un enfoque en la satisfacción del usuario. Los resultados de la convocatoria se dieron a conocer en noviembre del mismo año, resultando ganadores Jesús Alexandro Rosas Candelario, Bernardo Briseño Martínez, Ricardo Ochoa Cárdenas y Alejandro Piña Morales con las propuestas presentadas para la Terminal 1 en la fachada, salas de última espera, ambulatorio y en la Terminal 2 para la sala de última espera, ambulatorio y salas de reclamo de equipaje.
Mientras que, Armando Román diseñará para la Terminal 1 en lo referente a las salas de documentación e Isabel Arechederra Tovar para salas de reclamo de equipaje. Para las salas de migración, los ganadores fueron el arquitecto Jacobo Octavio Arvizu Hernández, la arquitecta Karen Adriana Arreola Morales y el arquitecto Juan Zabdiel Montiel González. Mientras que para la Terminal 2 Isabel Arechederra Tovar diseñara las salas de migración. La única categoría que quedó desierta de las 12 que se contemplaban, fue la referente a las fachadas de ambas terminales.

## Terminales

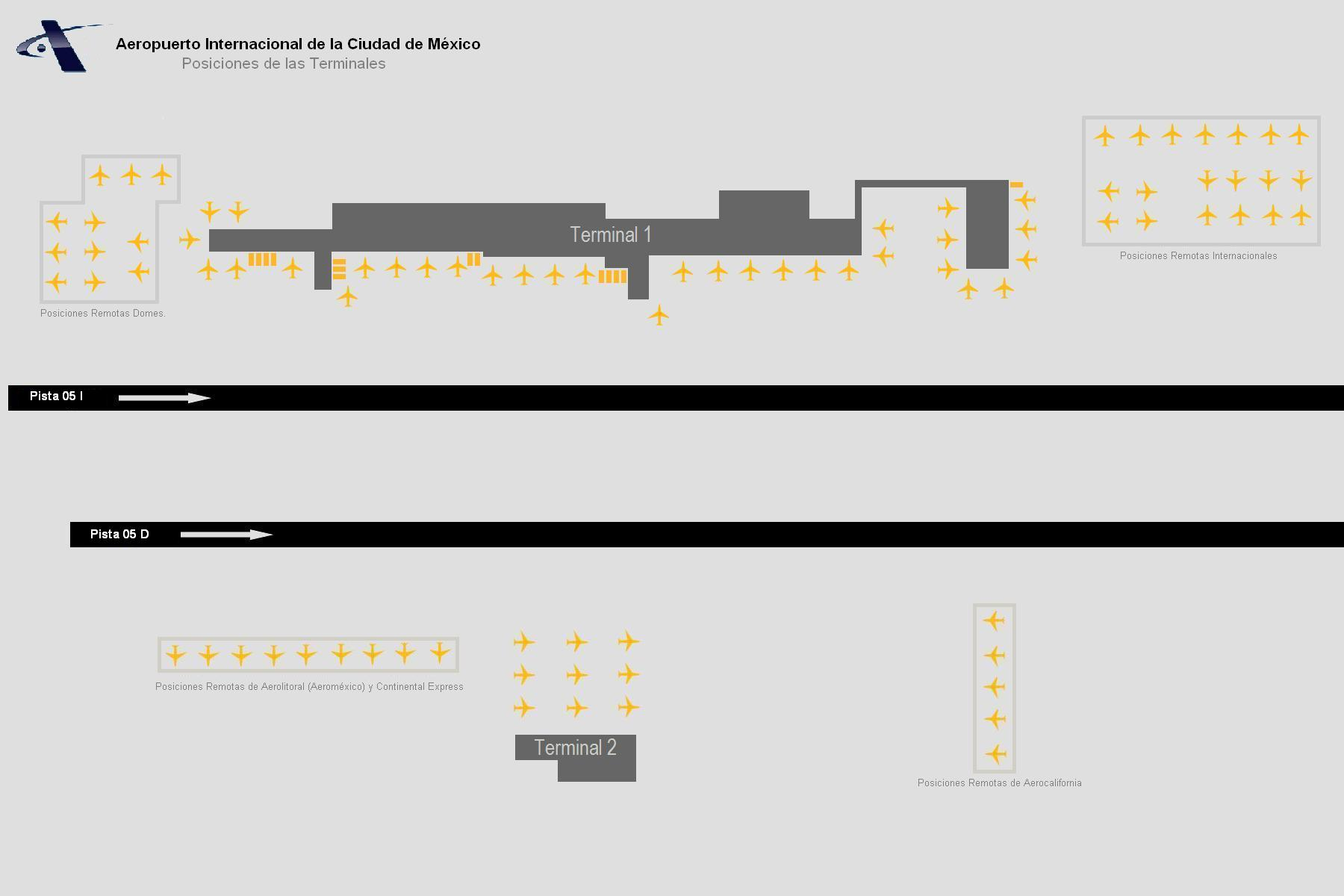
Localización de las Terminales del AICM (Antes de que la T2 fuera construida)

### Terminal 1
- (Construida en 1954, expandida en 1970, 1989, 1998, 2000 y 2004)
- Superficie total de la terminal: 54.8 hectáreas
- Posiciones de contacto: 33
- Posiciones Remotas: 20 (34 antes de la construcción de la T2)
- Número de Pasarelas de acceso a aeronaves: 32
- Número de salas lado aire: 10 (A, B, C, D, E, F, G, H, I, J)
- Número de salas lado tierra (salas de documentación): 9 (A1, A2, B, C, D, D1, F1, F2, F3)
- Número de salas móviles: 11 (A7-A, A7-B, A7-C, A9-A, A9-B, A9-C, A9-D, A9-E, F19-A, F19-C, F19-D)
- Servicios de hotel: 600 habitaciones (Camino Real), 110 habitaciones (Hilton), 288 habitaciones Courtyard Mexico City Airport
- Servicio de Estacionamiento: 3100 vehículos (Nacional), 2400 vehículos (Internacional)
- Espacio por pasajero en la T1: 17 metros cuadrados
- Número de bandas de reclamo de equipaje: 22
- Salones Premium en la T1: Admirals Club (American Airlines), Salón Centurión (American Express), Salón Beyond (Citibanamex), Elite Lounge (MasterCard), The Grand Lounge Elite 19, Sala Avianca (Avianca), The Grand Lounge Elite (Air France-KLM-ANA-Visa), Iberia vip Lounge (Iberia-British Airways), Televisa vip Lounge, United Club (United Airlines y VIPort Lounge).

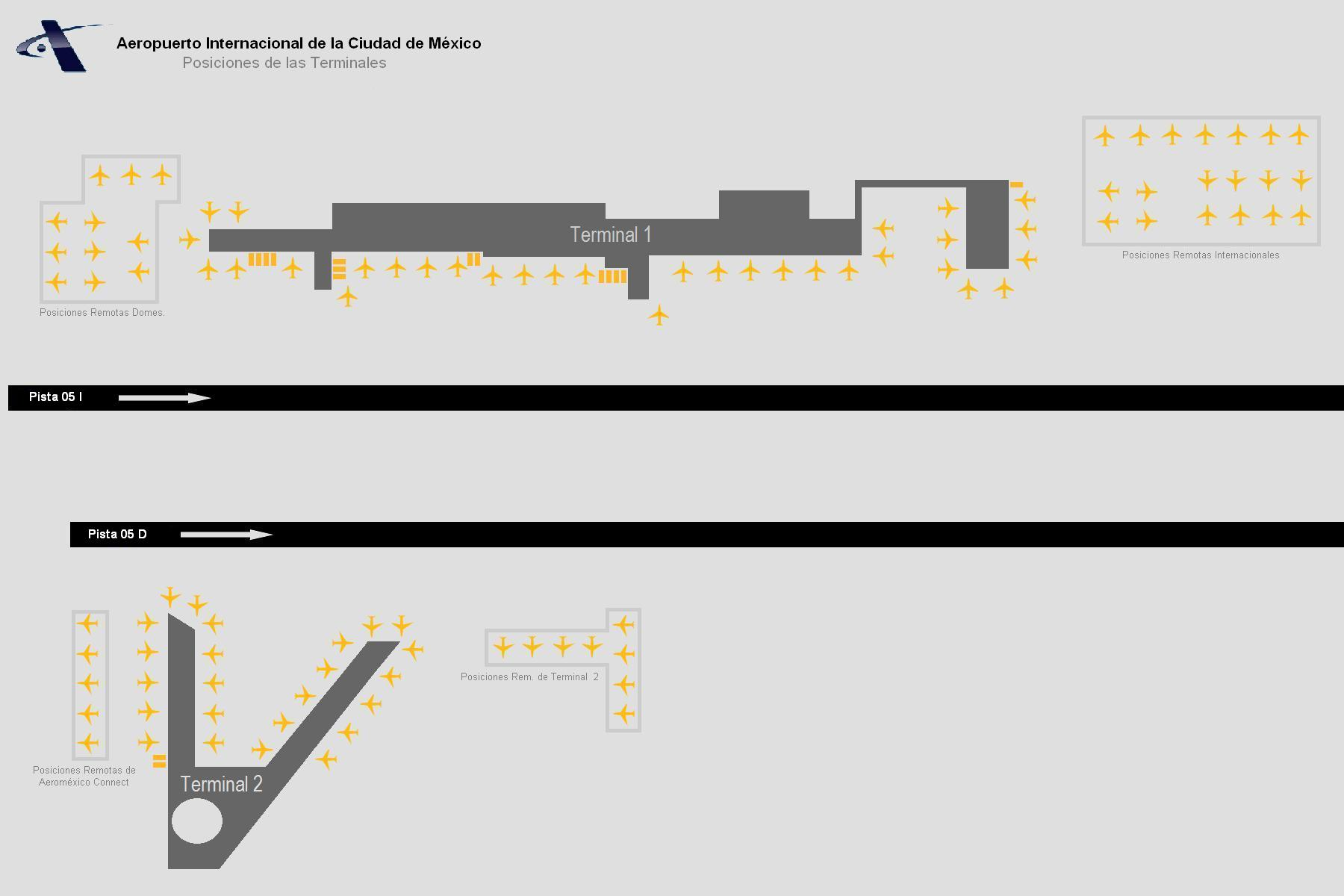
Localización de las Terminales del AICM (Después de que la T2 fue construida)

#### Falta de capacidad y restricción de espacios
El Aeropuerto ha sufrido desde principios de los 90 de falta de capacidad debido a limitaciones de espacio a sus alrededores, ya que se encuentra localizado en un área densamente poblada y no cuenta con más espacio para expandirse. Algunos analistas han reportado que el aeropuerto ha crecido a la misma velocidad que la demanda, que ahora sirve a más de 40 millones de pasajeros al año. Sólo aviones del gobierno, militares y comerciales están autorizados a aterrizar en el aeropuerto. Las aeronaves privadas deben usar aeropuertos alternos como el Aeropuerto Internacional Lic. Adolfo López Mateos en Toluca, el Aeropuerto Internacional General Mariano Matamoros en Cuernavaca o el Aeropuerto Internacional de Puebla en Puebla.

### Terminal 2

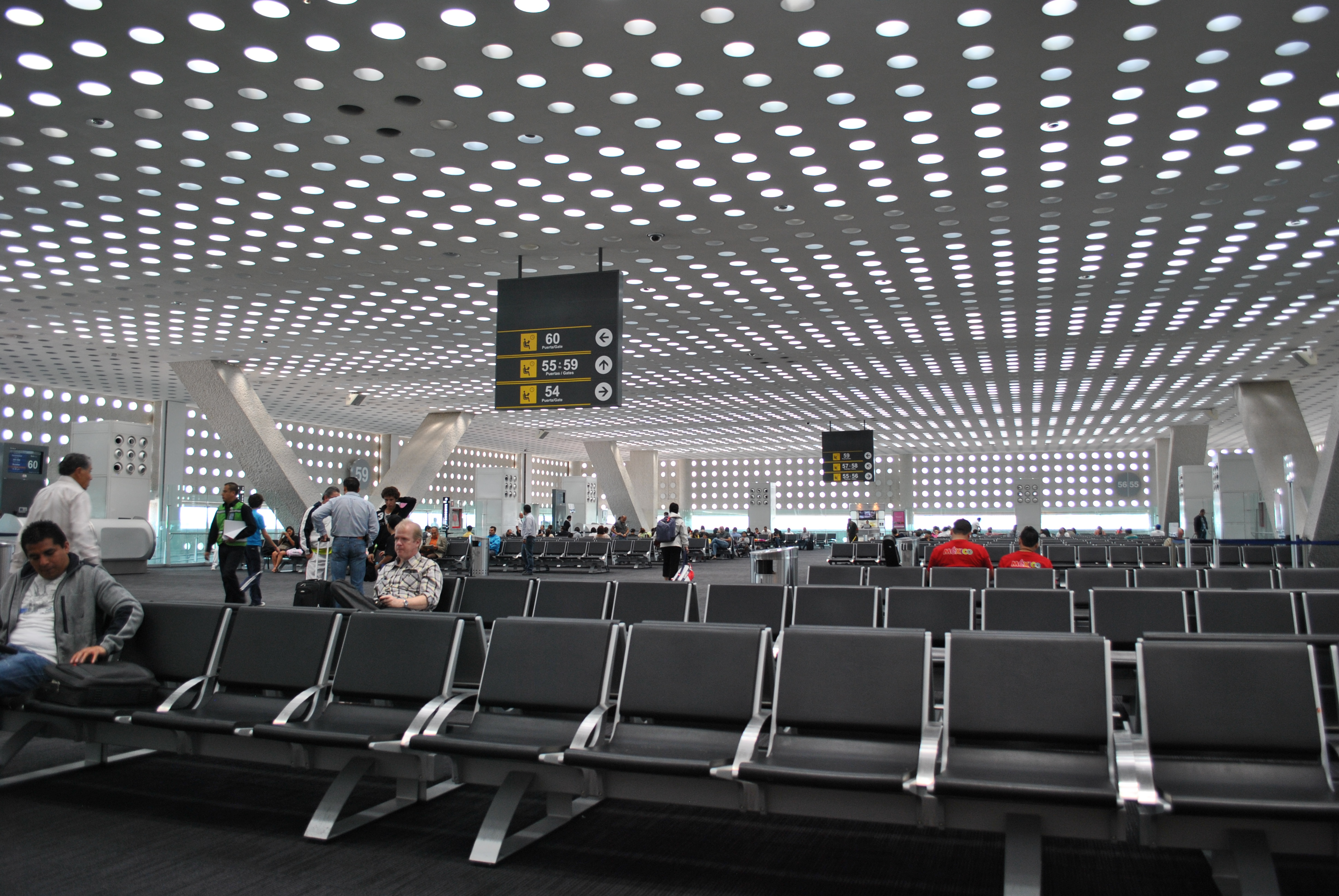
Sala de Espera de la Terminal 2.

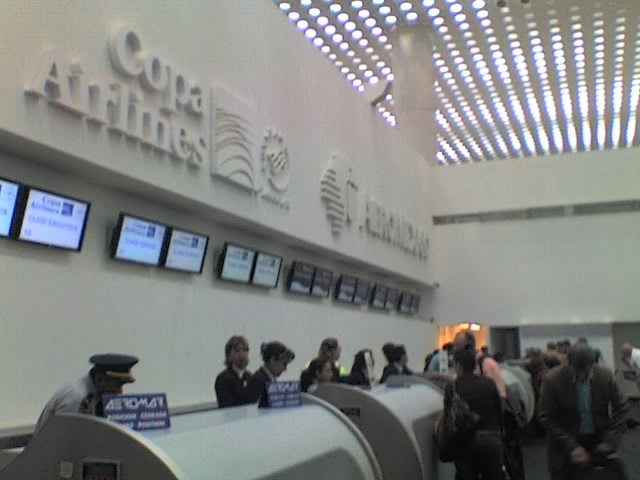
Mostradores de la Sala L3 de la Terminal 2.

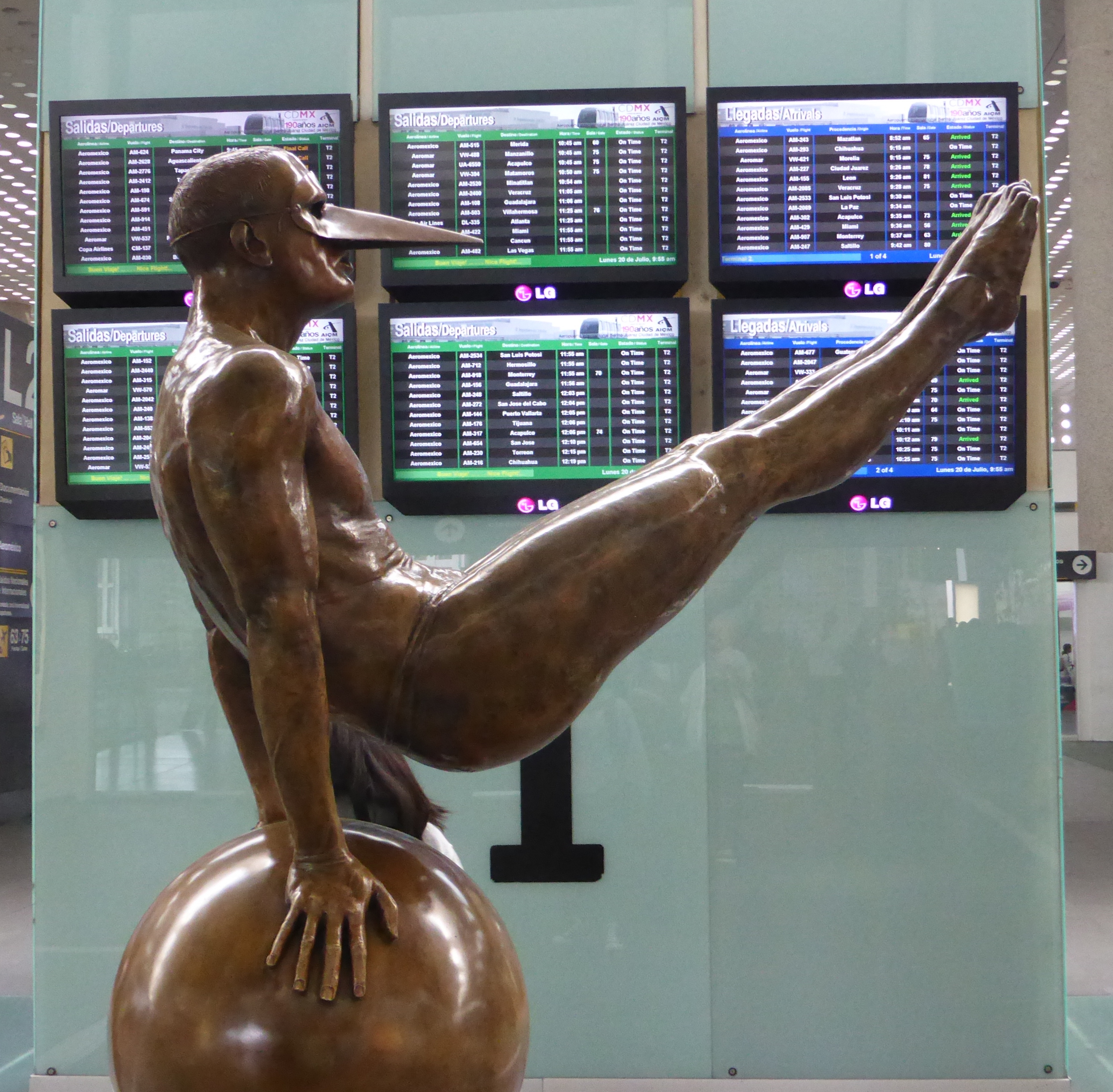
Terminal 2 - Pantallas de información.

- Superficie total de la terminal: 24.2 hectáreas
- Posiciones de contacto: 30
- Posiciones Remotas: 10
- Número de Pasarelas de acceso a aeronaves: 30
- Número de salas lado aire: 2 (nacional, internacional)
- Número de salas lado tierra (salas de documentación: 3 (L1, L2, L3)
- Servicios de hotel: 287 habitaciones (NH)
- Servicio de Estacionamiento: 3,000 vehículos
- Espacio por pasajero en la T2: 22 metros cuadrados
- Número de bandas de reclamo de equipaje: 15
- Salones Premium en la T2: Salón Beyond (Citibanamex), Salón Centurión (American Express), Salón Premier Nacional, Salón Premier Internacional y Terraza Premier by Heineken (Aeroméxico), HSBC Premier Lounge (HSBC) y VIPort Lounge.
- Superficie de plataforma: 42.6 hectáreas
- Capacidad del Aerotrén interterminales: 7,800 pasajeros diarios

Originalmente programada para ser inaugurada el 30 de noviembre de 2006 por el presidente Vicente Fox, fue inaugurada hasta el 15 de noviembre de 2007, por el entonces secretario de Comunicaciones y Transportes, Luis Téllez. A las 7:15 dos camiones de bomberos cruzaron sus chorros de agua para bautizar la salida del vuelo 465 de la aerolínea Aeromar, que cubrió la ruta México-Colima, saliendo en la nueva central aeroportuaria coincidiendo con el vigésimo aniversario de la aerolínea. La primera salida internacional de esta nueva terminal fue para el vuelo 251 de la compañía Delta Air Lines con destino a la ciudad de Atlanta, con un itinerario de salida de 7:30 horas.

#### Características de la Terminal 2
Algunas de sus características son:

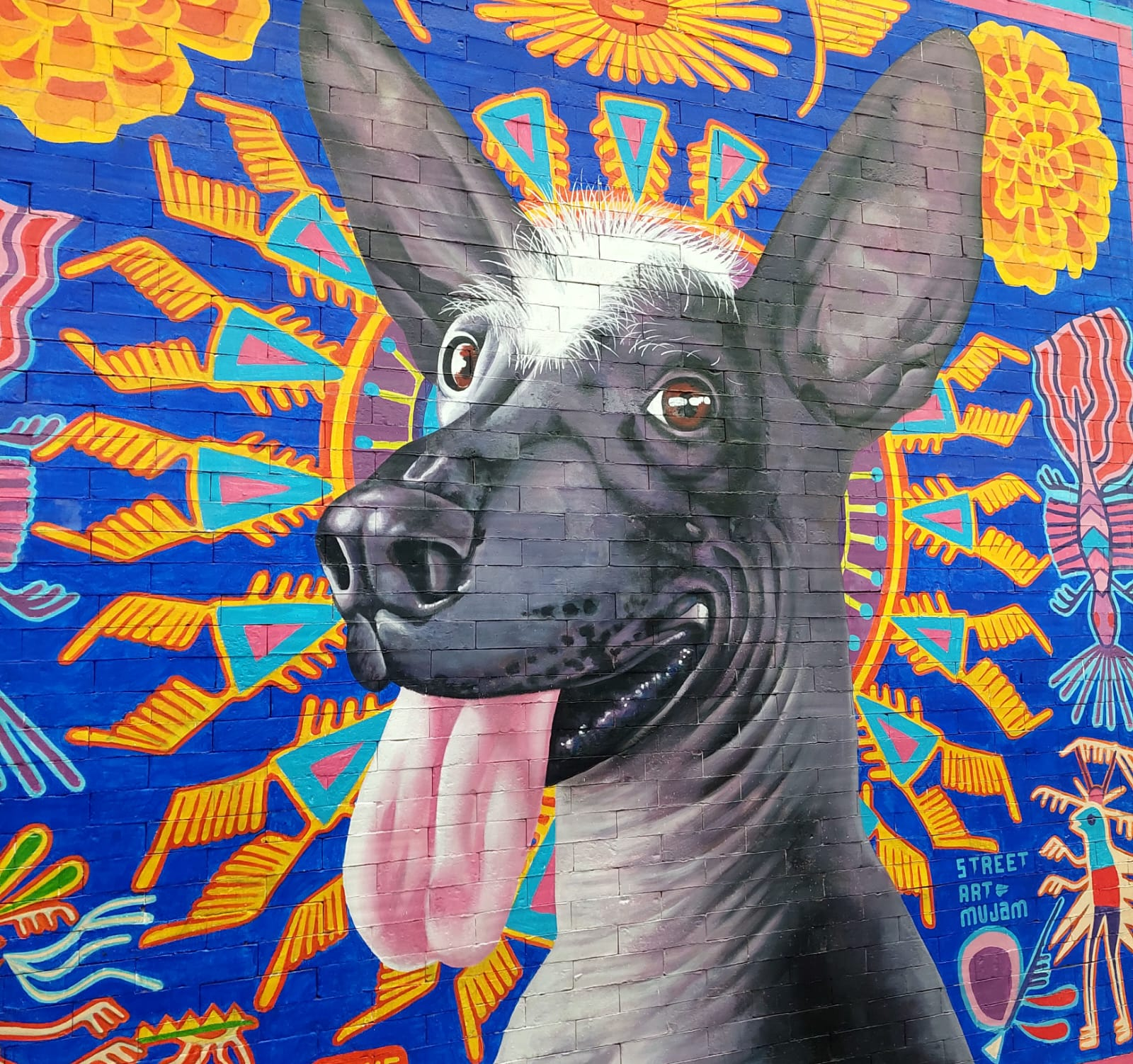
Mural alusivo a la cultura mexicana en las paredes del Aeropuerto

- Mural alusivo a la cultura mexicana en las paredes del Aeropuerto Un edificio de 7.5 hectáreas, 30 posiciones de contacto, y 10 posiciones remotas
- Un sistema doble de calles de rodaje para alimentar la cabecera de la pista en uso, así como con un sistema de transporte que permita la intercomunicación entre las dos terminales, usando dos sistemas de transporte: Automated People Mover (APM), y aerocares
- Un estacionamiento cubierto para 3000 vehículos y uno complementario exterior para empleados y tripulaciones, además de una estación de autobuses y áreas para el servicio de taxis
- Vialidades para el acceso a la Terminal 2 y conexión interna con la Terminal 1
- Un turbosinoducto para el suministro de combustibles, sistemas de gestión aeroportuario, sistemas de seguridad y aeropasillos como apoyo a las posiciones de contacto[26]
- Una zona comercial para dar alojamiento a comercios, bancos, servicios de comida, etc., así como un hotel de 350 habitaciones y facilidades para ejecutivos de negocio
- Acceso de doble nivel para pasajeros de llegada y de salida
- En la terminal 2 operan las siguientes aerolíneas: Aeroméxico, Aeroméxico Connect, Delta Air Lines y Copa Airlines.
- Desde 2011 opera en dicha terminal la Clínica de Atención Preventiva del Viajero (CAPV) de la Facultad de Medicina de la UNAM.[27]

## Salones vip del aeropuerto

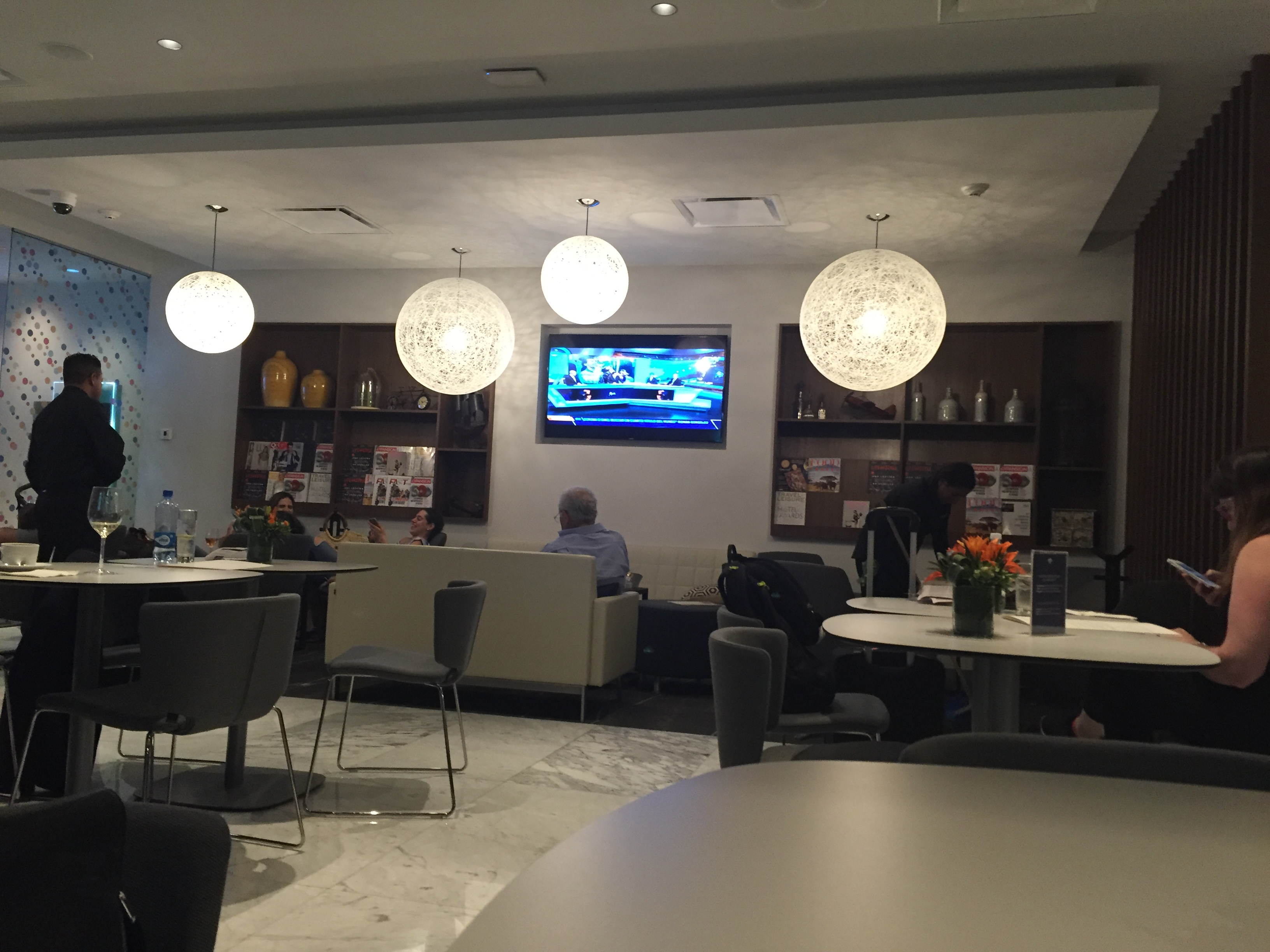
Salón Centurión de American Express en la terminal 1.

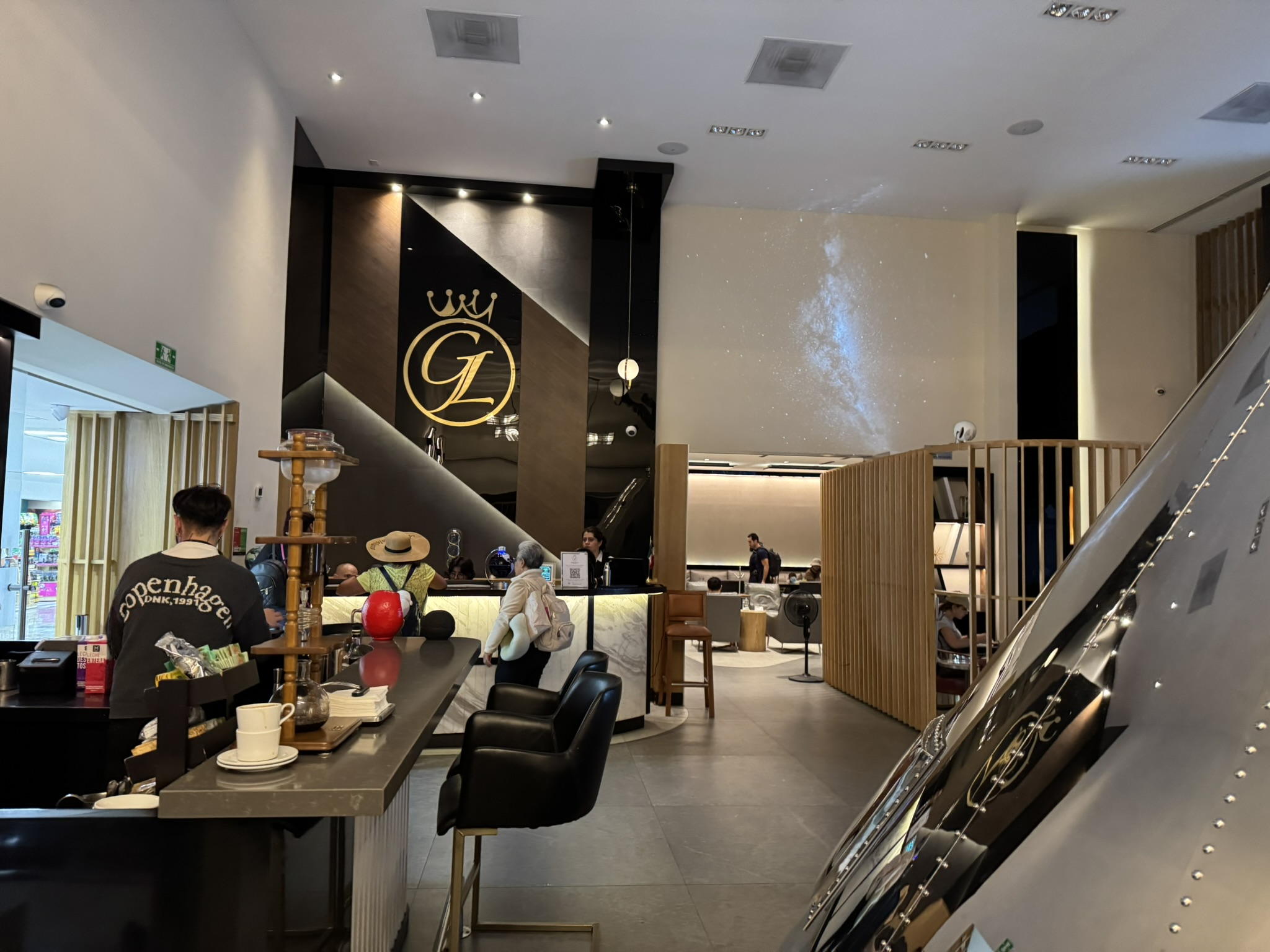
Salón VIP Grand Lounge de la Terminal 1 del aeropuerto.

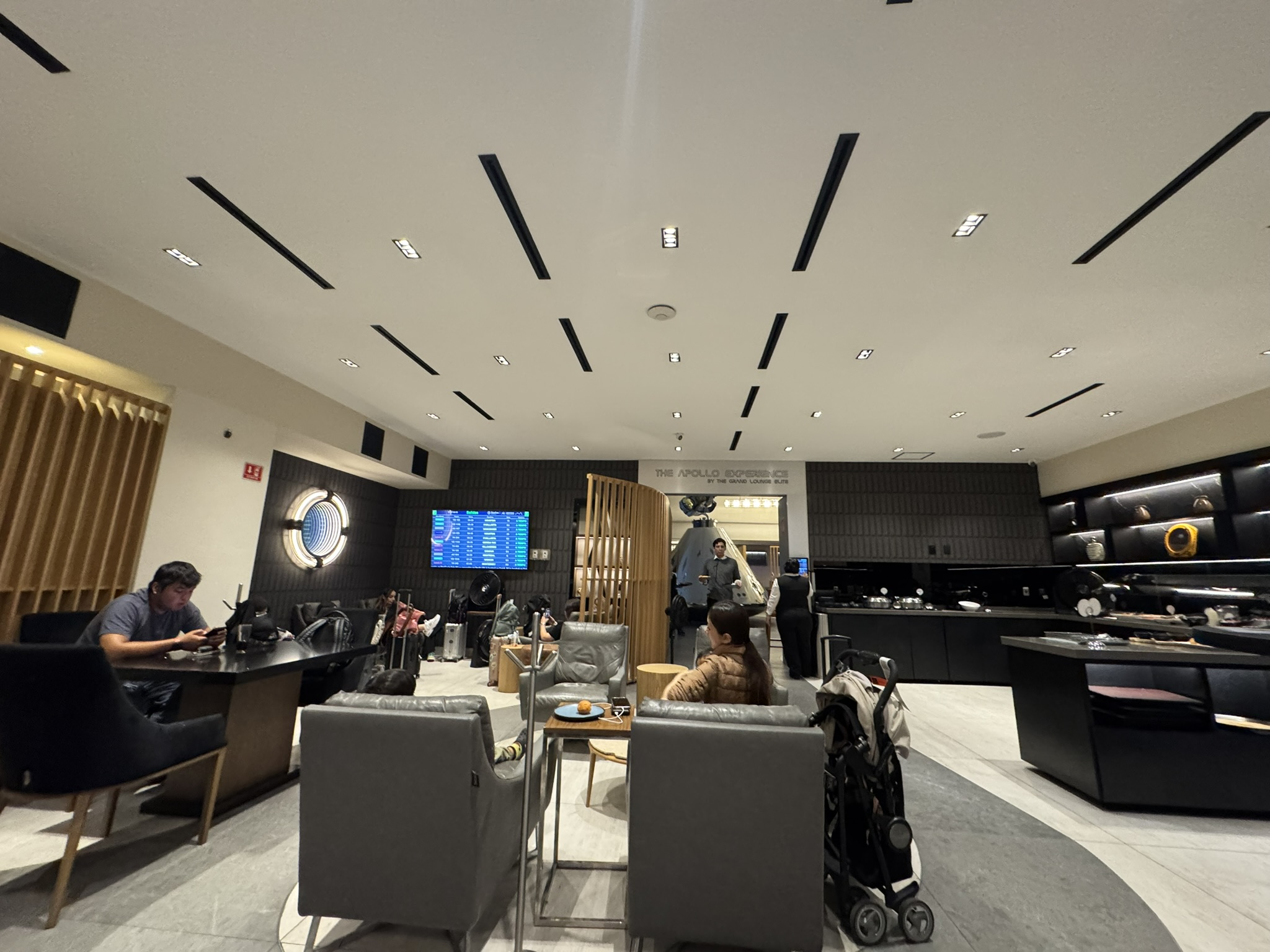
Salón VIP Grand Lounge de la Terminal 1 del aeropuerto.

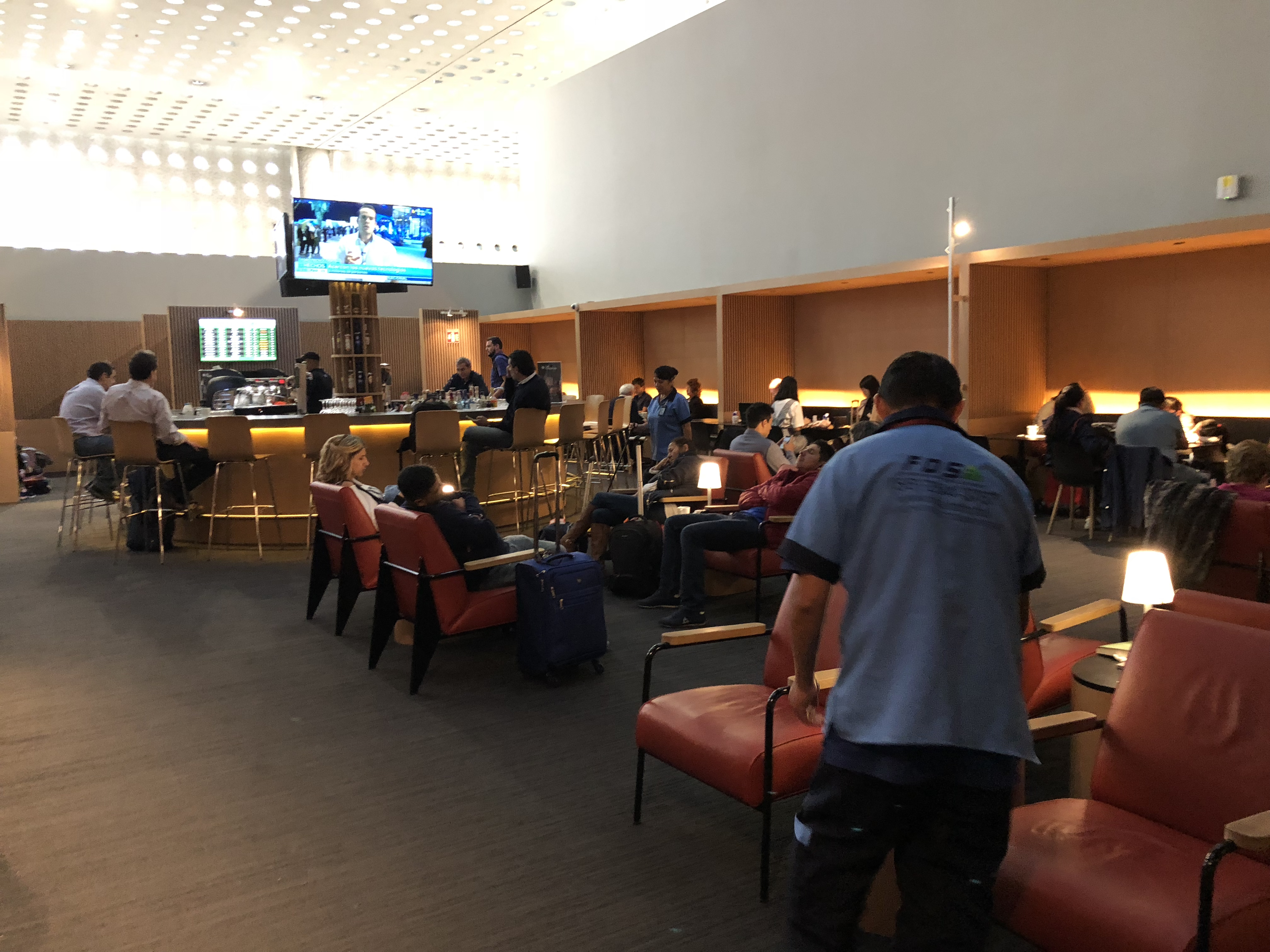
Salón Premier Internacional de Aeroméxico de la terminal 2.

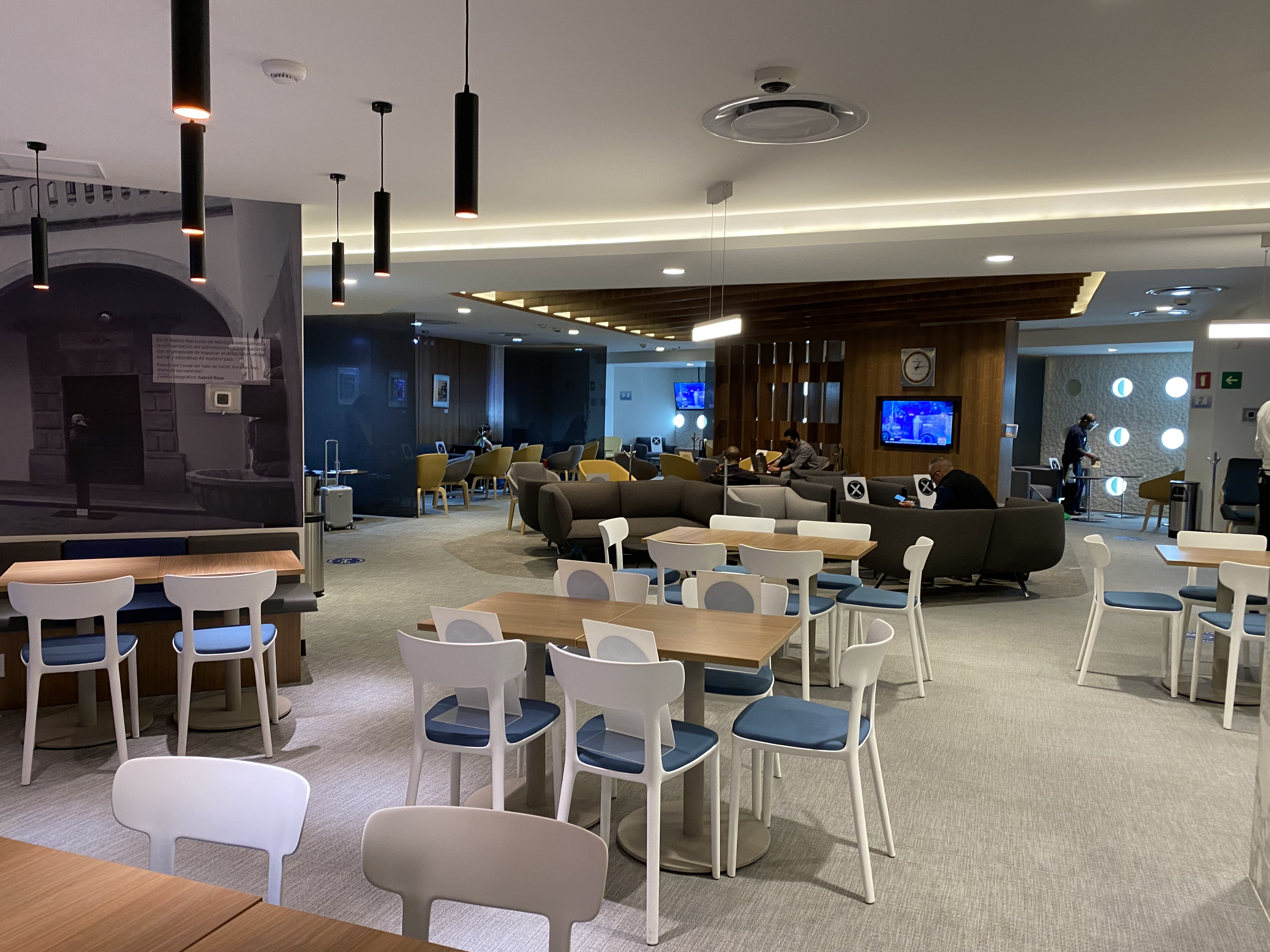
Salón Beyond de Citibanamex en la terminal 2.

Las terminales 1 y 2 del aeropuerto cuentan con varios salones vip:
- Terminal 1: 
  - Admirals Club [American Airlines]
  - Elite Lounge [MasterCard]
  - Salón Centurión [American Express]
  - Salón Beyond [Citibanamex]
  - Televisa Vip Lounge
  - Terraza Elite
  - The Grand Lounge Elite
  - The Grand Lounge Elite 19
  - The Lounge by Global Network
  - United Club [United Airlines]
  - VIPort Lounge

- Terminal 2: 
  - HSBC Premier Lounge [HSBC]
  - Salón Beyond [Citibanamex]
  - Salón Centurión [American Express]
  - Salón Premier Nacional [Aeroméxico]
  - Salón Premier Internacional [Aeroméxico]
  - Terraza Premier by Heineken [Aeroméxico]
  - VIPort Lounge

## Numeralia

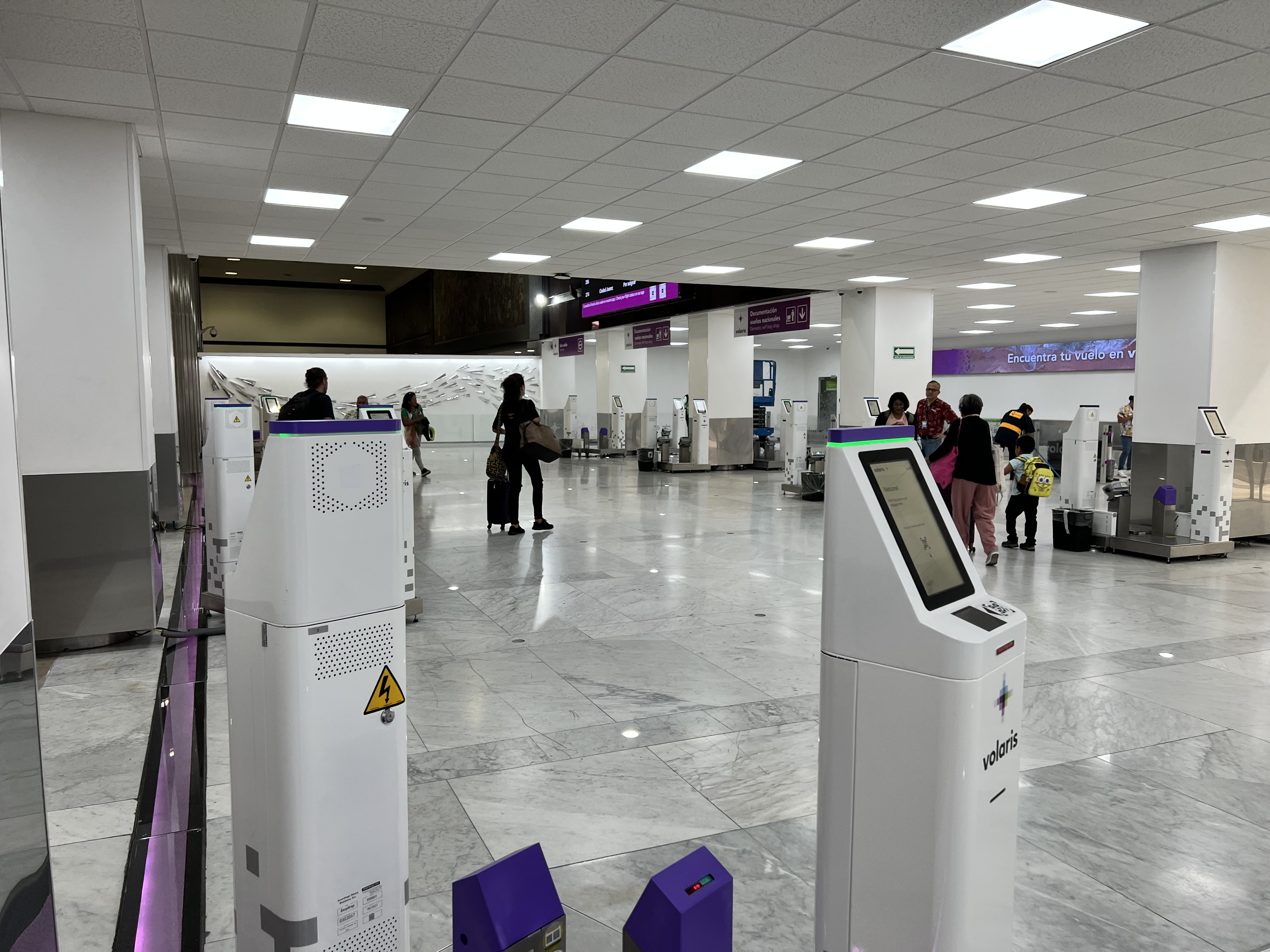
Nuevos mostradores de Volaris en el aeropuerto.

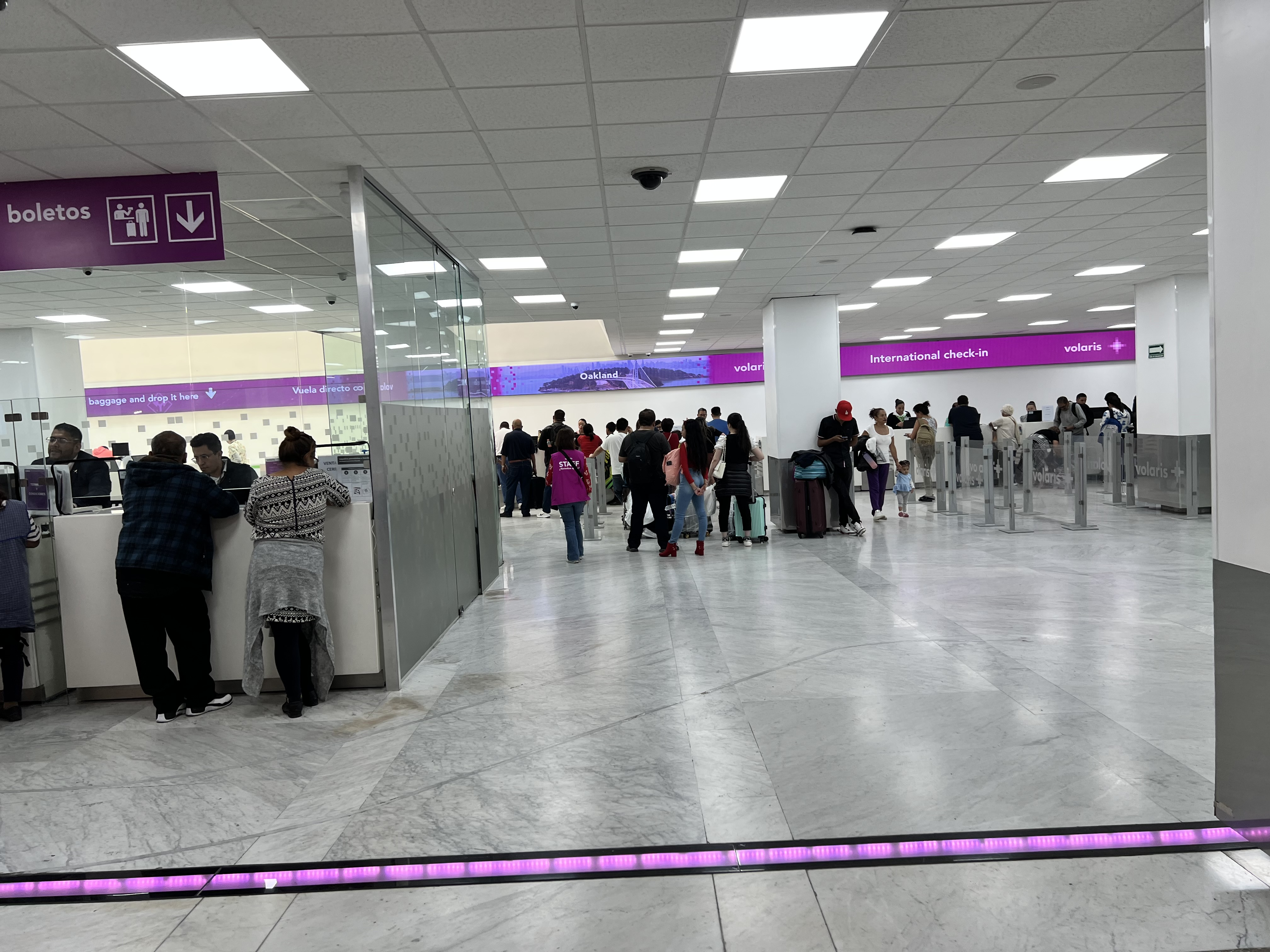
Nuevos mostradores de Volaris en el aeropuerto.

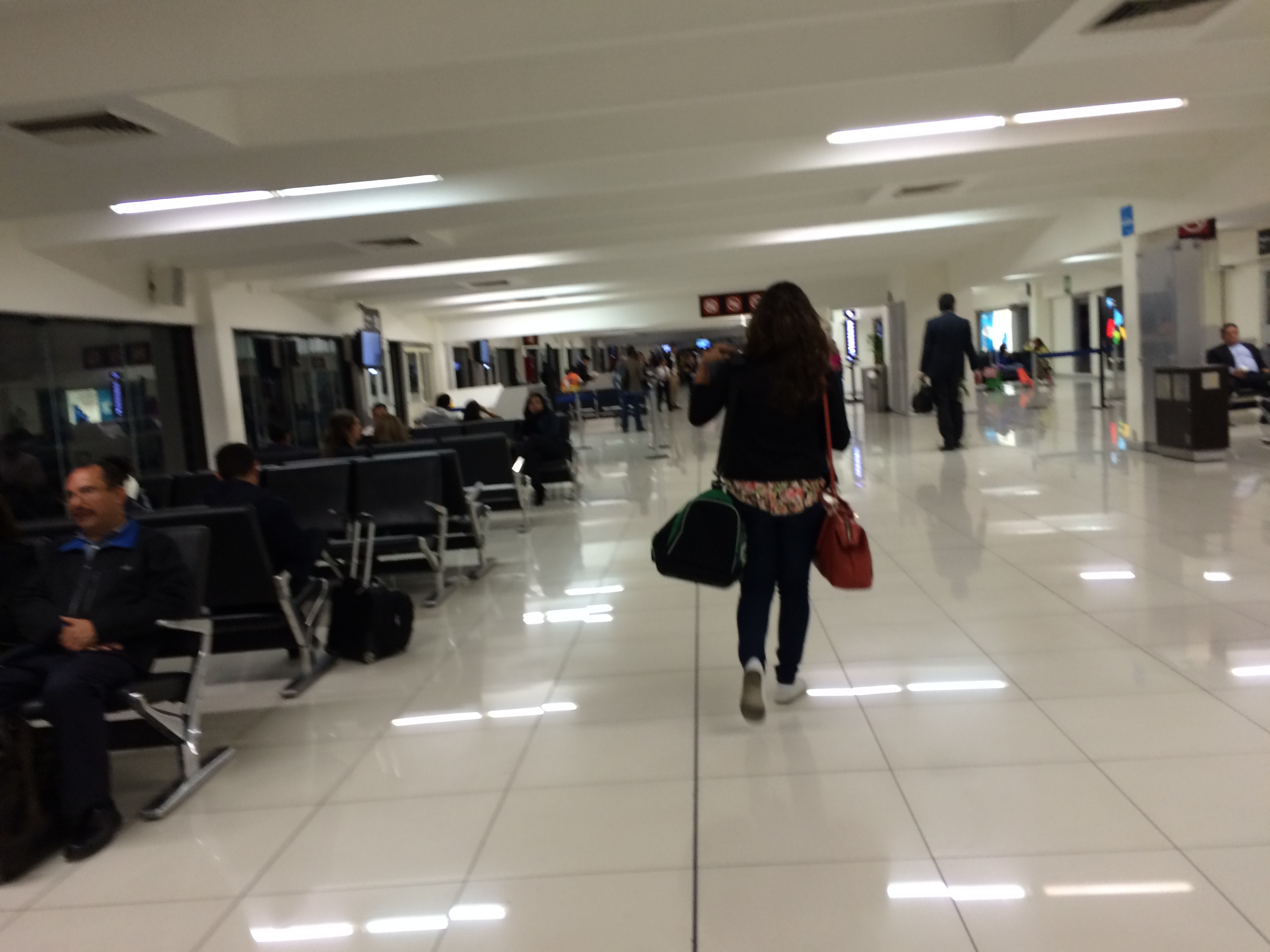
Pasillo de la Terminal 1 del aeropuerto.

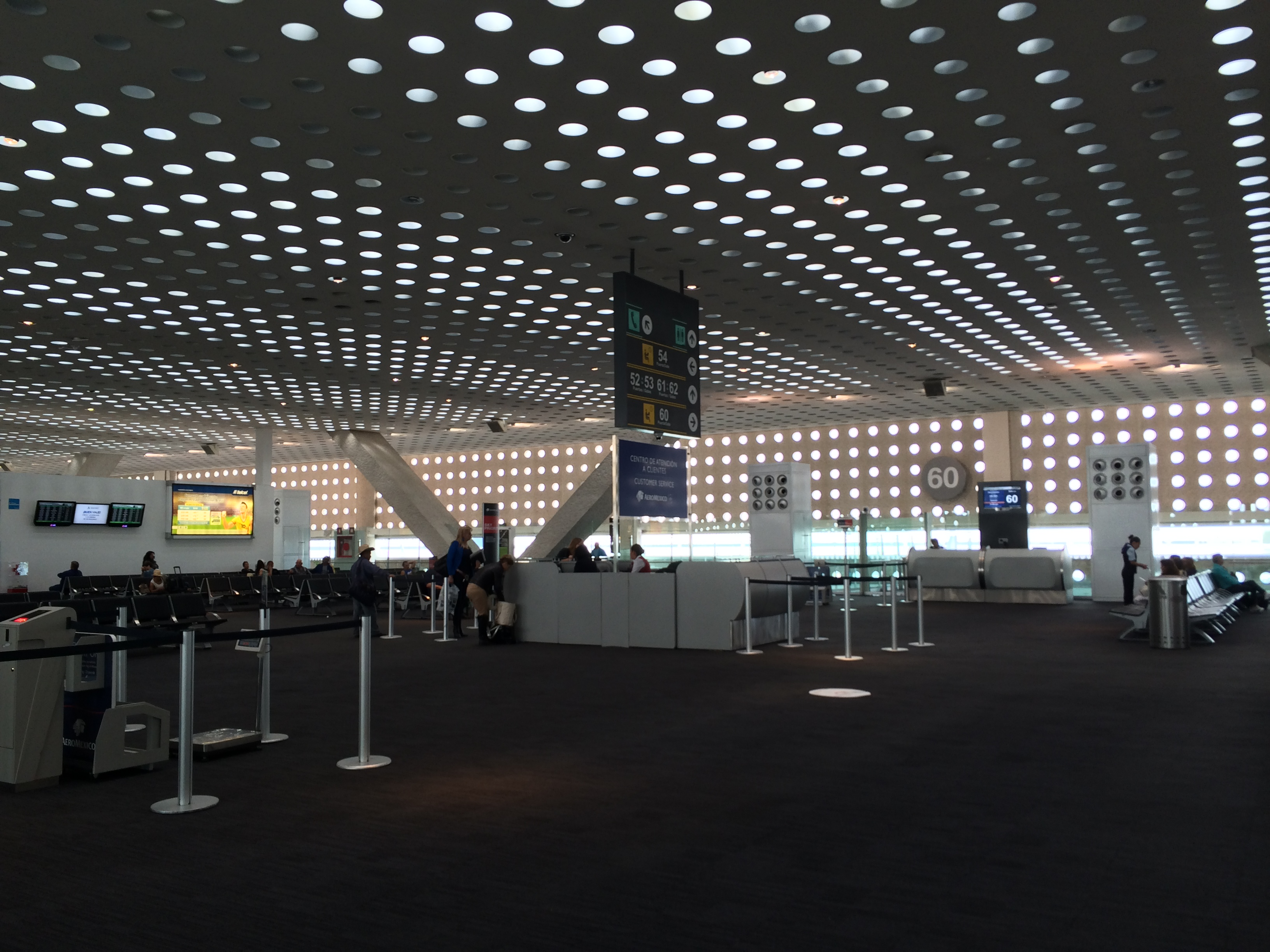
Pasillo de la Terminal 2 del aeropuerto.

- Capacidad instalada: 47 millones de pasajeros.
- Superficie: 746.43 hectáreas
- Metros construidos: 574,802.63 metros cuadrados
- T1: 332,136.08 m²
- T2: 242,667.55 m²
- Pistas: dos
- 5R (derecha) - 23L (Izquierda) con 3,985m x 45 m
- 5L (izquierda) - 23R (Derecha) con 3,963m x 45 m
- Rodajes: 32 calles de rodaje y 6 calles de acceso
- Posiciones de contacto: 63 (33 en Terminal 1 y 30 en Terminal 2)
- Posiciones remotas: 32
- Total de posiciones: 95
- Operaciones diarias: 1,340 en promedio. (sólo aviación comercial)
- Abordadores mecánicos: 63 Pasillos telescópicos
- Taxis: 1553 taxis atendiendo a 21 mil pasajeros diarios.
- Autobuses foráneos: 157 corridas a 9 destinos (Cuernavaca, Puebla, Pachuca, Tulancingo, Querétaro, San Juan del Río, Toluca, Córdoba y Orizaba).
- Estacionamientos (tres): 6,514 cajones (en total).

## Aerolíneas y destinos

### Pasajeros

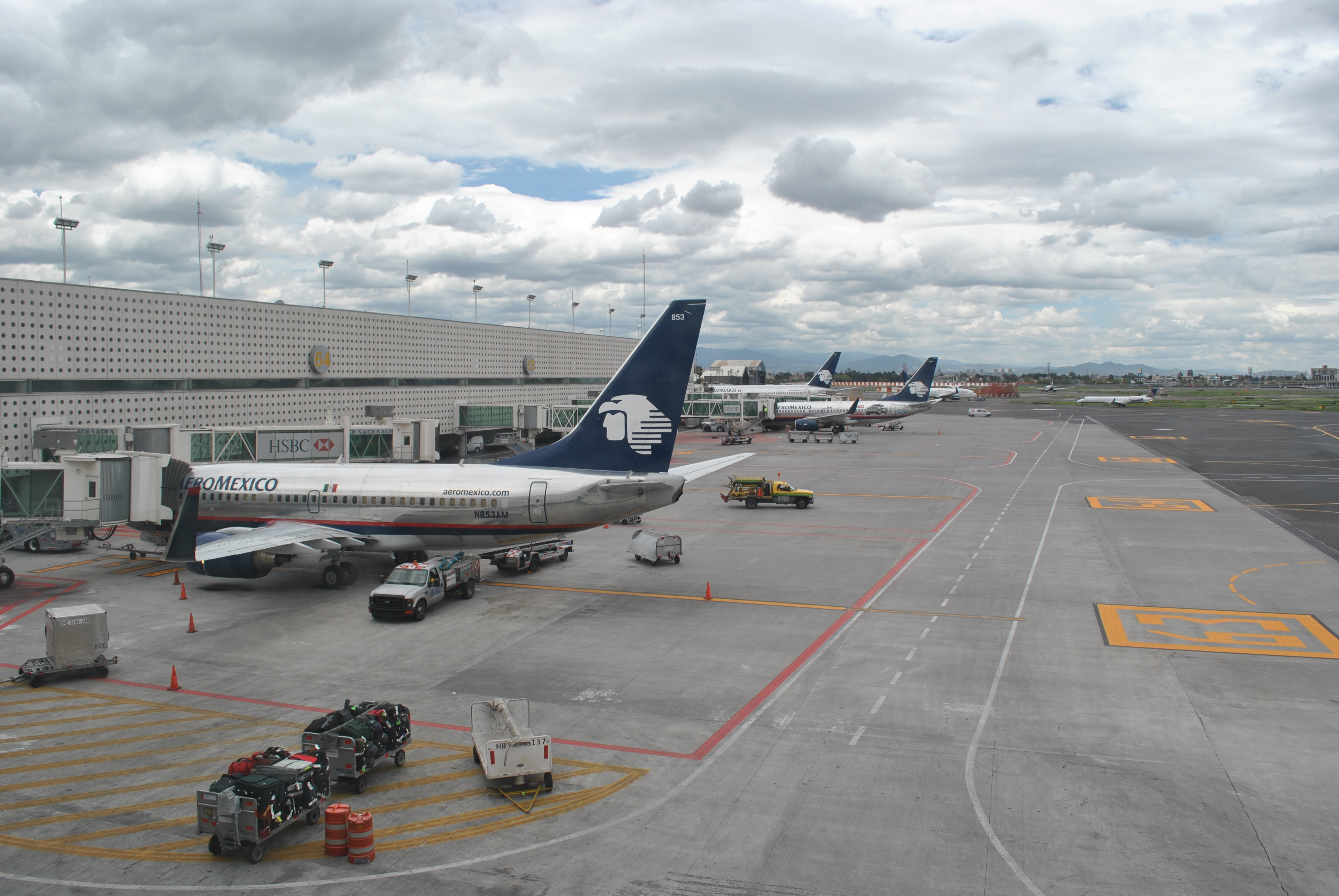
Terminal 2 - Avión de Aeroméxico estacionado en la Sala Norte. Aeroméxico es la mayor aerolínea que opera en el Aeropuerto Benito Juárez.

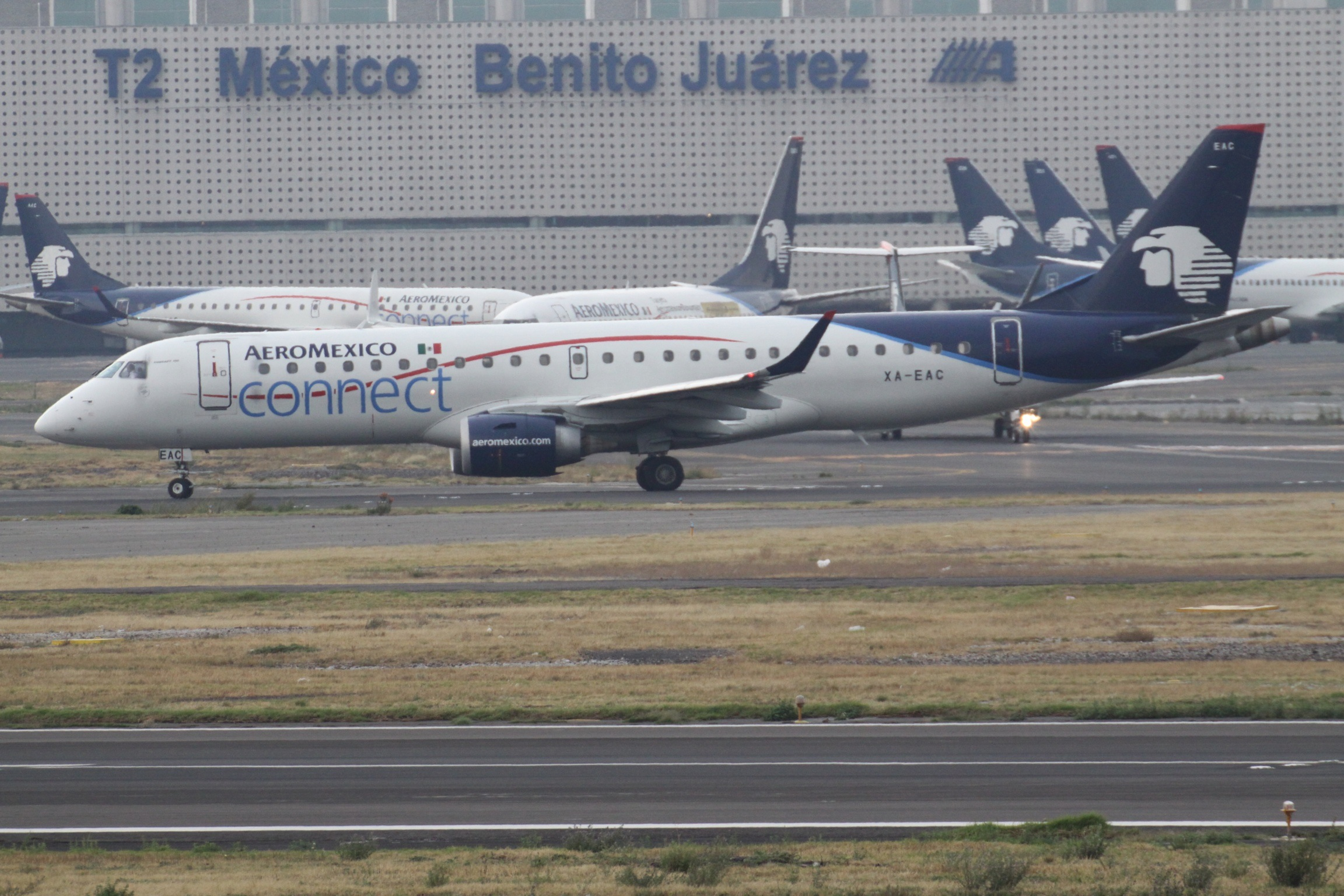
Embraer 190 de Aeroméxico Connect carreteando con la T2 al fondo. Connect opera la mayoría de destinos desde el aeropuerto (41).

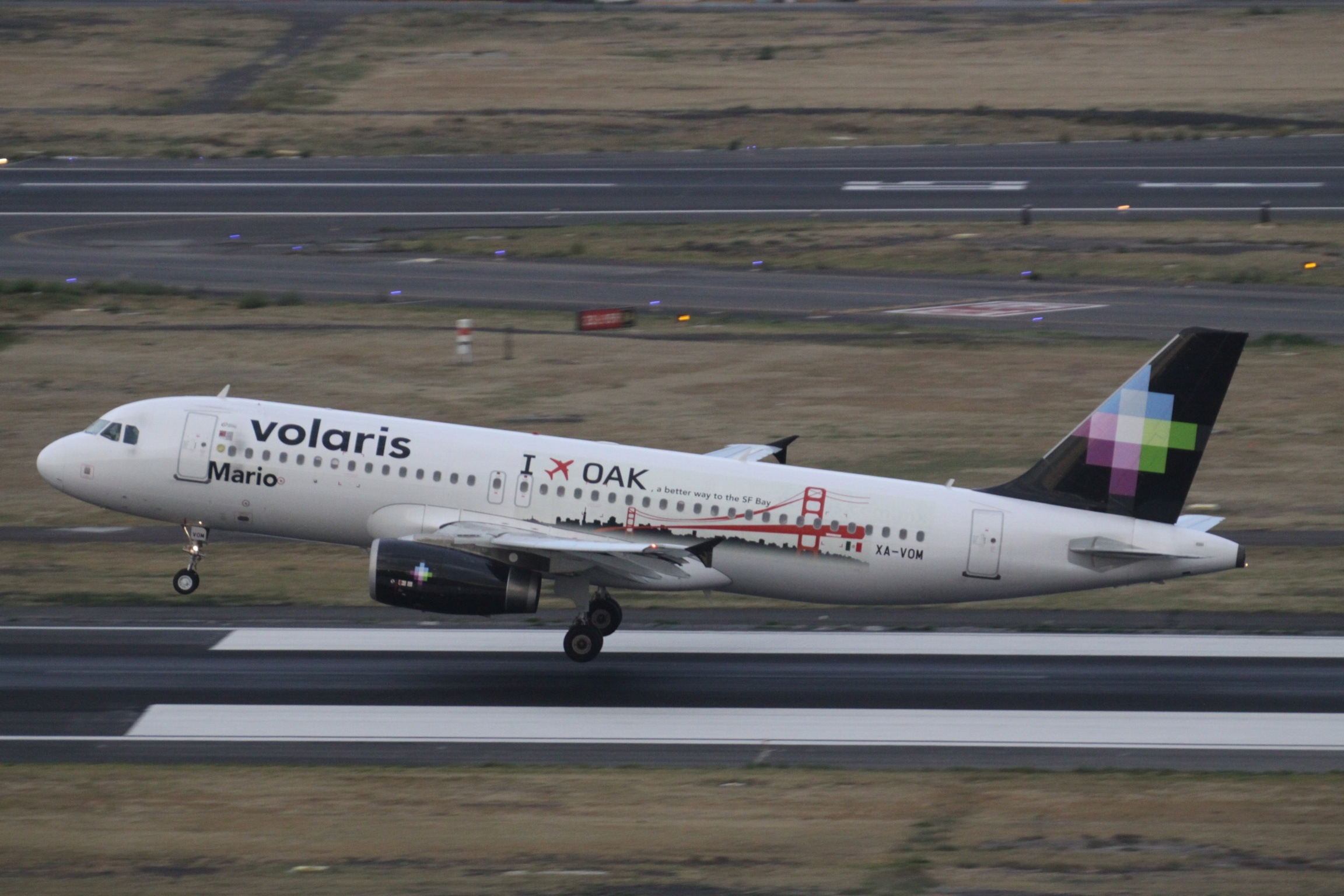
Airbus A320 de Volaris aterrizando en el aeropuerto.

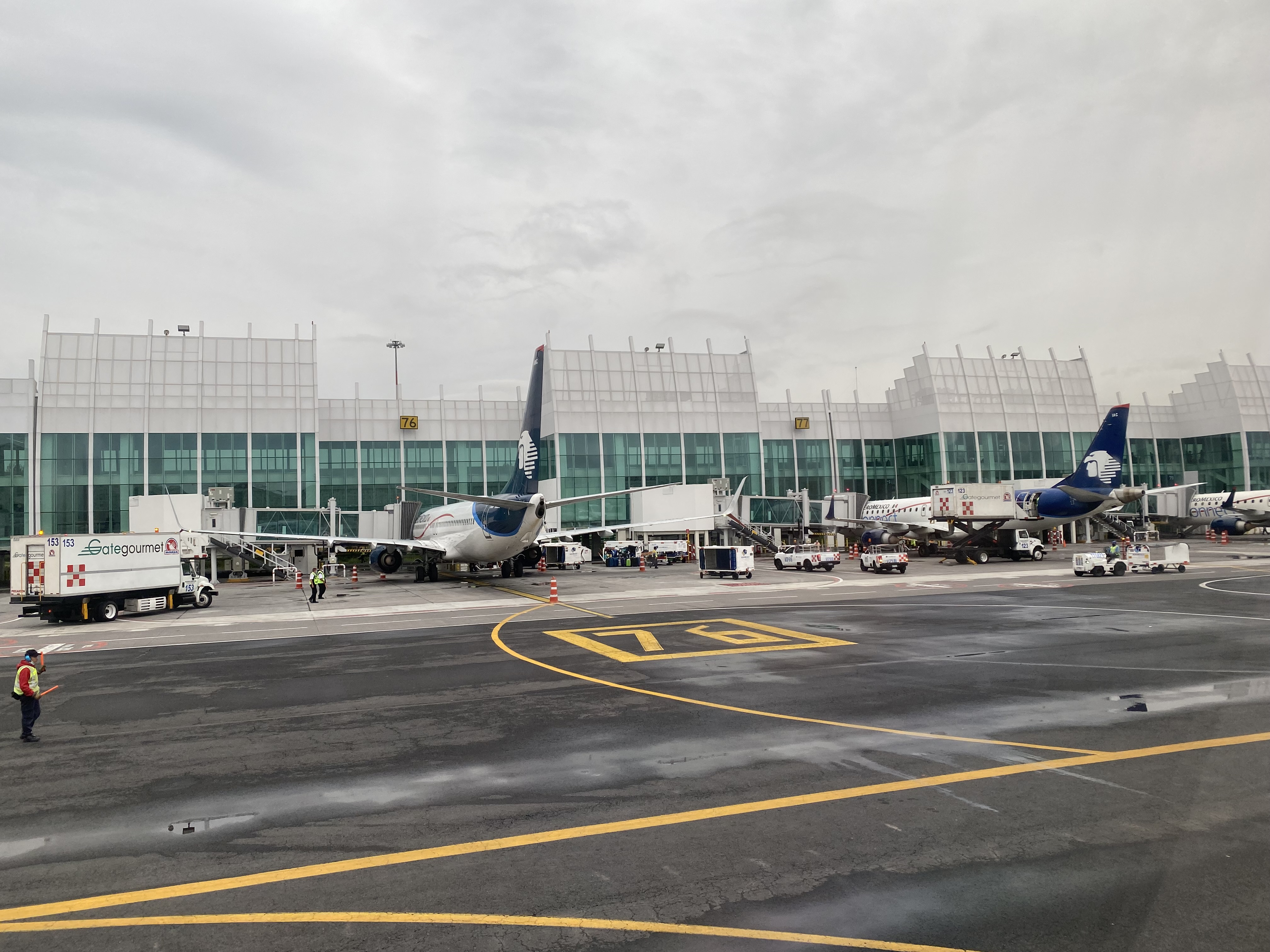
Dedo L en la Terminal 2 del aeropuerto.

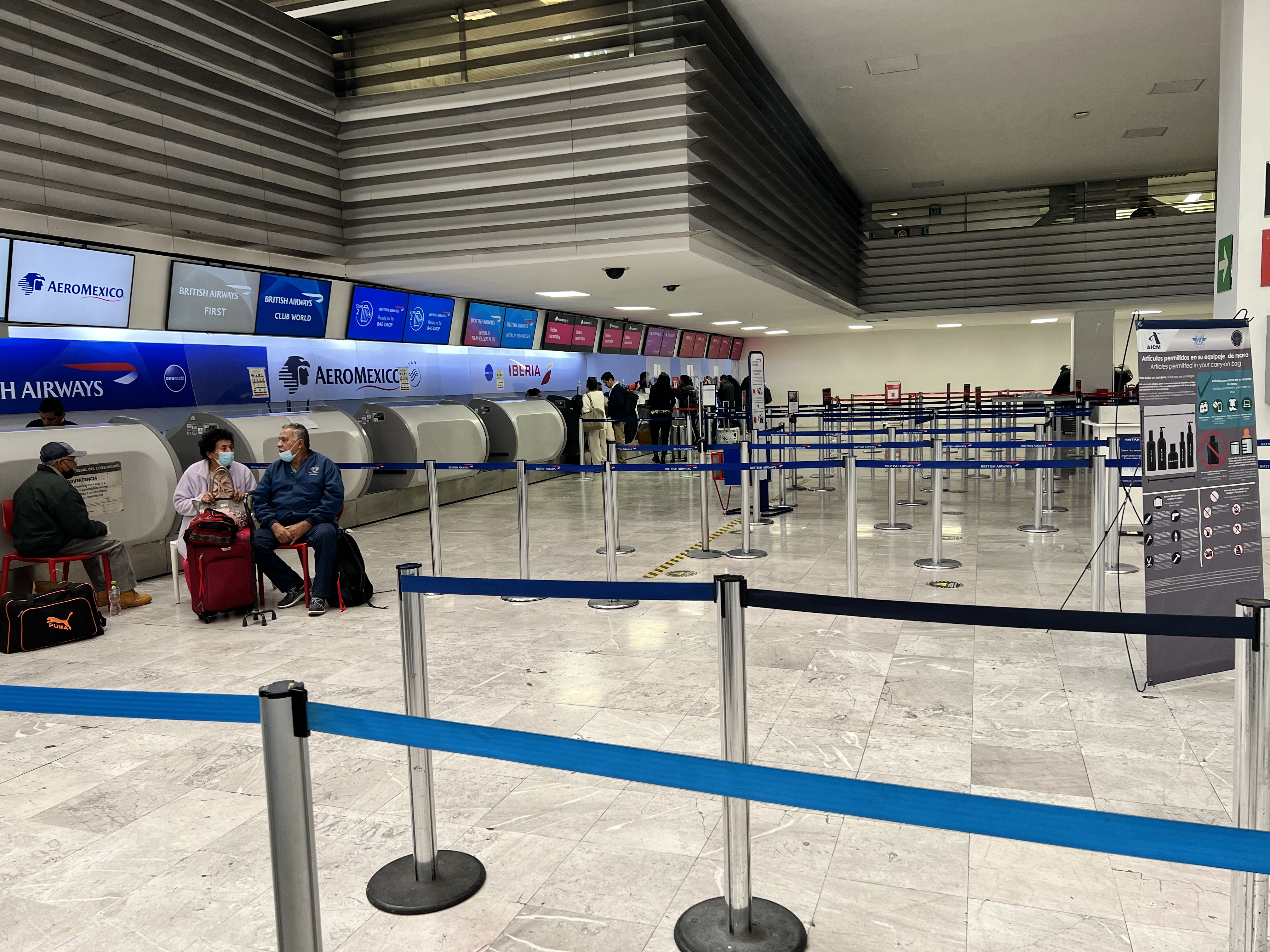
Mostradores de documentación internacionales de la T1.

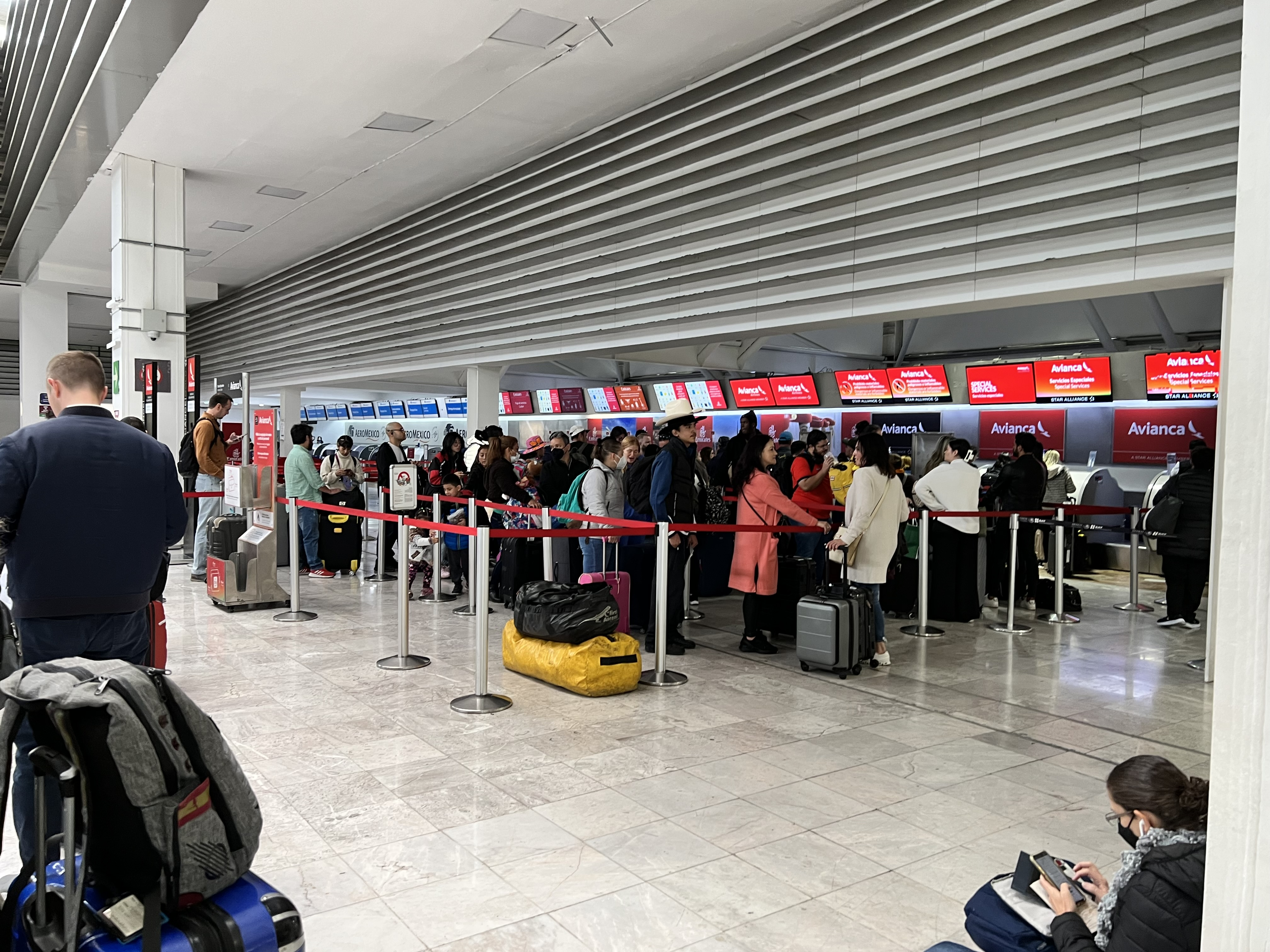
Mostradores de documentación internacionales de la T1.

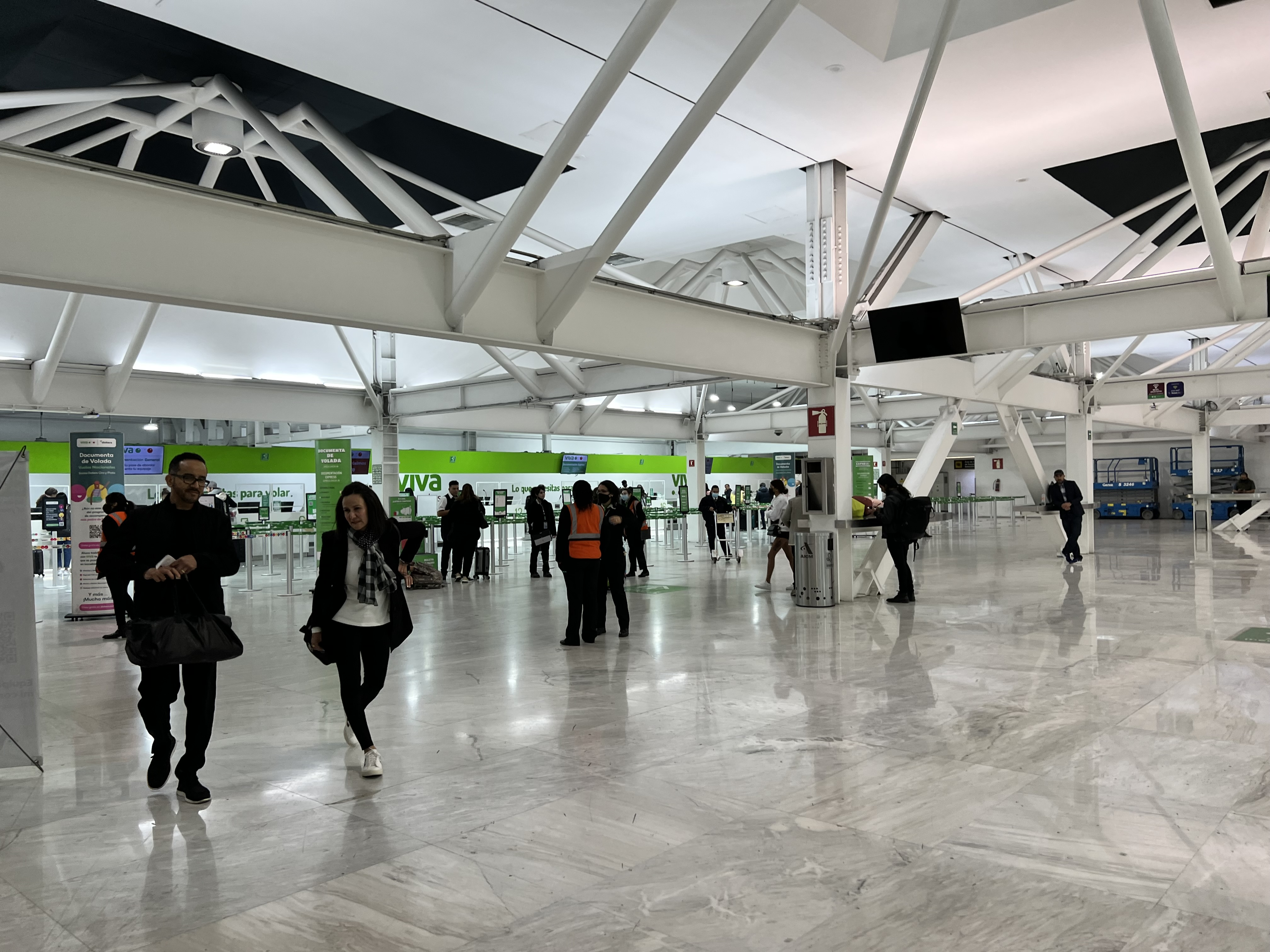
Mostradores de documentación internacionales de la T1.

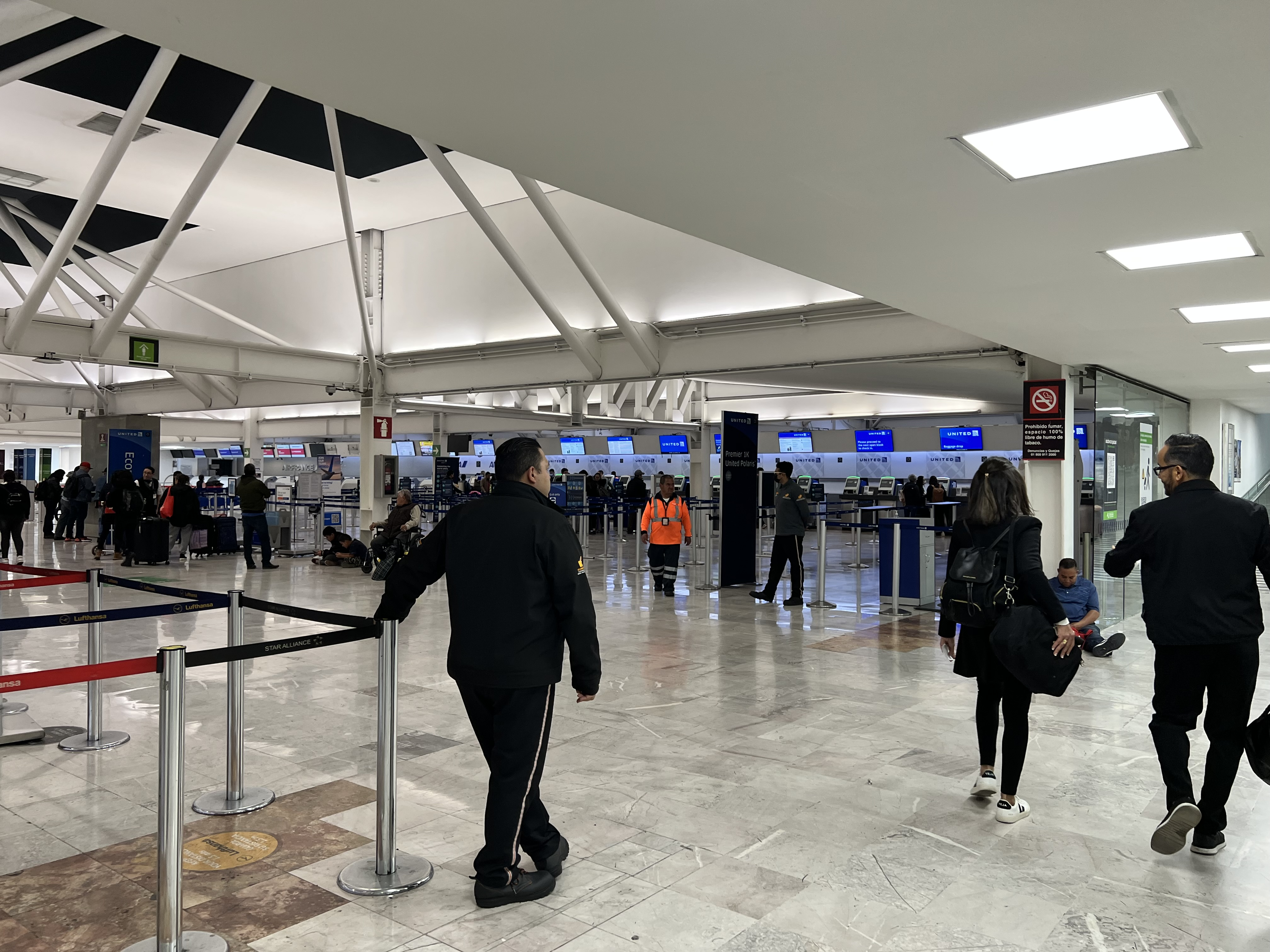
Mostradores de documentación internacionales de la T1.

El aeropuerto conecta 44 destinos nacionales y 65 internacionales en América, Europa y Asia. Sus más importantes aerolíneas extranjeras son United Airlines, Latam Airlines Group, American Airlines, Delta Air Lines y Avianca Holdings. Otras aerolíneas con presencia en menor escala incluyen Air Canada, All Nippon Airways, Copa Airlines, Hainan Airlines, Iberia, Lufthansa, Air France, KLM, British Airways, Turkish Airlines, China Southern Airlines y Emirates esta última con un vuelo diario a las ciudades de Barcelona, España y Dubái, Emiratos Árabes Unidos.
En términos de pasajeros internacionales, en 2022, MEX (14,506,234 de pasajeros) se mantiene en el segundo lugar más ocupado en México y el tercer lugar en América Latina, dejando al Aeropuerto Internacional de Cancún (19,637,065 pasajeros) en el primer lugar. Aeroméxico / Aeroméxico Connect operan el mayor número de salidas del aeropuerto, seguido de Vivas y Volaris. Aeroméxico también funciona para la mayoría de los destinos, seguido de Viva y Volaris. En temporada alta, Iberia y Air France son las que operan más vuelos transatlánticos (21 vuelos semanales), con servicio directo a Madrid y París, respectivamente. Como una compañía aérea extranjera, Lufthansa opera la mayoría de los destinos en Europa (2). Aeroméxico opera 2 vuelos trans-Pacífico con destinos en Corea y Japón. Como aerolínea americana, Delta Air Lines sirve la mayor cantidad de destinos en los Estados Unidos (7). Aeroméxico ofrece servicio a la mayor cantidad de destinos a América Central y América del Sur (18).
Esta tabla muestra los pasajeros vuelos servidos con un vuelo sin escalas o vuelo directo sin cambio de aeronave que transporta pasajeros originarios de Ciudad de México de acuerdo a los horarios publicados de las compañías aéreas, a menos que se indique lo contrario.
| Destinos por aerolínea                        | Destinos por aerolínea | Destinos por aerolínea | Destinos por aerolínea |
| Aerolínea                                     | Destinos | Terminal/ Sala         | Alianza                |
| --------------------------------------------- | --- | ---------------------- | ---------------------- |
| Aeroméxico                                    | Acapulco, Aguascalientes, Ámsterdam, Austin, Bogotá, Boston, Buenos Aires-Ezeiza, Cali, Cancún, Cartagena, Chetumal, Chicago-O'Hare, Chihuahua, Ciudad de Guatemala, Ciudad del Carmen, Ciudad Juárez, Ciudad de Panamá-Tocumen, Cozumel, Culiacán, Dallas/Fort Worth, Denver, Filadelfia, Guadalajara, Hermosillo, Houston-Intercontinental, Huatulco, La Habana, La Paz, Las Vegas, León/El Bajío, Lima, Londres-Heathrow, Los Ángeles, Madrid, Manzanillo, Mazatlán, Medellín-JMC, Mérida, Mexicali, Miami, Monterrey, Montreal-Trudeau, Newark, Nueva York-JFK, Oaxaca, Orlando, París-Charles de Gaulle, Phoenix–Sky Harbor, Puerto Vallarta, Punta Cana, Querétaro, Reynosa, Roma-Fiumicino, Salt Lake City, San Antonio, San Francisco, San José de Costa Rica, San José del Cabo, San Juan (inicia el 29 de octubre de 2025) San Luis Potosí, San Salvador, Santo Domingo, São Paulo-Guarulhos, Seattle/Tacoma, Seúl-Incheon, Tampa, Tampico, Tapachula, Tijuana, Tokio-Narita, Toronto-Pearson, Torreón/Gómez Palacio, Tuxtla Gutiérrez, Vancouver, Veracruz, Villahermosa, Washington–Dulles Estacional: Santiago de Chile | 2-L2-L3                | SkyTeam                |
| Aeroméxico Connect                            | Acapulco, Aguascalientes, Austin, Campeche, Cancún, Chetumal, Chihuahua, Ciudad de Guatemala, Ciudad del Carmen, Ciudad Juárez, Ciudad Obregón, Cozumel, Culiacán, Durango, Hermosillo, Houston-Intercontinental, Huatulco, Ixtapa/Zihuatanejo, La Paz, León/El Bajío, Los Mochis, Managua, Manzanillo, Matamoros, Mazatlán, Mérida, Minatitlán/Coatzacoalcos, Morelia, Nuevo Laredo, Oaxaca, Puerto Escondido, Puerto Vallarta, Querétaro, Raleigh/Durham, Reynosa, San Antonio, San José de Costa Rica, San José del Cabo, San Luis Potosí, San Pedro Sula, Santo Domingo, Tampa, Tampico, Tapachula, Tepic, Tuxtla Gutiérrez, Veracruz, Villahermosa, Zacatecas | 2-L2                   | SkyTeam                |
| Air Canada                                    | Montreal-Trudeau, Toronto-Pearson, Vancouver | 1-F1                   | Star Alliance          |
| Air France                                    | París-Charles de Gaulle | 1-F1                   | SkyTeam                |
| All Nippon Airways                            | Tokio-Narita | 1-F1                   | Star Alliance          |
| American Airlines                             | Charlotte, Chicago-O'Hare (reinicia el 26 de octubre de 2025), Dallas/Fort Worth, Los Ángeles, Miami, Nueva York-JFK, Phoenix–Sky Harbor | 1-F3                   | Oneworld               |
| Avianca                                       | Bogotá, Medellín–JMC | 1-F3                   | Star Alliance          |
| Avianca Costa Rica                            | San José de Costa Rica | 1-F3                   | Star Alliance          |
| Avianca El Salvador                           | San Salvador | 1-F3                   | Star Alliance          |
| British Airways                               | Londres-Heathrow | 1-F3                   | Oneworld               |
| China Southern Airlines                       | Shenzhen | 1-F3                   | N/A                    |
| Copa Airlines                                 | Ciudad de Panamá–Tocumen | 2-L3                   | Star Alliance          |
| Delta Air Lines                               | Atlanta, Detroit, Los Ángeles, Mineápolis/St. Paul, Nueva York-JFK, Salt Lake City | 2-L1                   | SkyTeam                |
| Emirates                                      | Barcelona, Dubái | 1-F3                   | N/A                    |
| Flair Airlines                                | Toronto-Pearson (inicia el 29 de octubre de 2025), Vancouver (inicia el 28 de octubre de 2025) | ASA                    | N/A                    |
| Hainan Airlines                               | Pekín–Capital | 1-F3                   | N/A                    |
| Iberia                                        | Madrid | 1-F3                   | Oneworld               |
| KLM                                           | Ámsterdam | 1-F1                   | SkyTeam                |
| LATAM Brasil                                  | São Paulo-Guarulhos | 1-F3                   | N/A                    |
| LATAM Chile                                   | Santiago de Chile | 1-F3                   | N/A                    |
| LATAM Perú                                    | Lima | 1-F3                   | N/A                    |
| Lufthansa                                     | Fráncfort, Múnich | 1-F1                   | Star Alliance          |
| Magnicharters                                 | Cancún, Huatulco, Ixtapa/Zihuatanejo, Mérida, Puerto Vallarta, San José del Cabo Estacional: Cozumel, Manzanillo | 1-D                    | N/A                    |
| Turkish Airlines                              | Estambul | 1-F2                   | Star Alliance          |
| United Airlines                               | Chicago-O'Hare, Houston-Intercontinental, Newark, San Francisco, Washington-Dulles Estacional: Denver (reinicia el 26 de octubre de 2025) | 1-F1                   | Star Alliance          |
| Viva                                          | Cancún, Guadalajara, Monterrey, Tijuana | 1-D1                   | N/A                    |
| Viva                                          | Chetumal, Chicago-O'Hare, Chihuahua, Ciudad Juárez, Hermosillo, Houston-Intercontinental, Huatulco, Las Vegas, Los Ángeles, Mazatlán, Mérida, Nueva York-JFK, Oaxaca, Puerto Escondido, Puerto Vallarta, Reynosa, San Antonio, San José del Cabo, Torreón/Gómez Palacio, Tuxtla Gutiérrez, Veracruz, Villahermosa Chárter: Varadero | 1-F2                   | N/A                    |
| Volaris                                       | Acapulco, Bogotá, Cancún, Chetumal, Chicago-O'Hare, Chihuahua, Ciudad Juárez, Cozumel, Culiacán, Dallas/Fort Worth, Denver, Guadalajara, Hermosillo, Houston-Intercontinental, Huatulco, Ixtapa/Zihuatanejo, La Paz, Las Vegas, Lima, Los Ángeles, Los Mochis, Mazatlán, Mérida, Mexicali, Miami, Monterrey, Newark (inicia el 2 de noviembre de 2025), Oakland, Oaxaca, Orlando, Puerto Escondido, Puerto Vallarta, Sacramento, San Antonio, San José del Cabo, Tapachula, Tijuana, Tuxtla Gutiérrez, Villahermosa | 1-B                    | N/A                    |
| Volaris Costa Rica                            | Ciudad de Guatemala, San José de Costa Rica | 1-B                    | N/A                    |
| Volaris El Salvador                           | San Salvador | 1-B                    | N/A                    |
| WestJet                                       | Calgary | 1-F1                   | N/A                    |
| Total: 109 destinos, 28 países, 30 aerolíneas | |                        |                        |

Notas
1. ↑  Los vuelos de Aeroméxico a Seúl-Incheon operan vía Monterrey, pero el vuelo de Seúl-Incheon a Ciudad de México es directo.
2. ↑  Los vuelos de China Southern Airlines a Shenzhen hacen escala para repostar combustible en Tijuana. Sin embargo, la aerolínea no tiene derechos de tráfico para transportar pasajeros únicamente entre la Ciudad de México y Tijuana.
3. ↑  Los vuelos de Emirates desde y hacia Dubái hacen escala en Barcelona.
4. ↑  Los vuelos de Hainan Airlines a Pekín–Capital hacen escala para repostar combustible en Tijuana. Sin embargo, la aerolínea no tiene derechos de tráfico para transportar pasajeros únicamente entre la Ciudad de México y Tijuana.
5. ↑  Los vuelos de Turkish Airlines desde la Ciudad de México a Estambul hacen una escala en Cancún, sin embargo, la aerolínea no tiene derechos de tráfico local entre la Ciudad de México y Cancún.

### Otros servicios
Además de las aerolíneas programadas mencionadas anteriormente, el aeropuerto de la Ciudad de México es utilizado por algunas aerolíneas adicionales para vuelos chárter, que incluyen:
- Sunwing Airlines

### Destinos nacionales

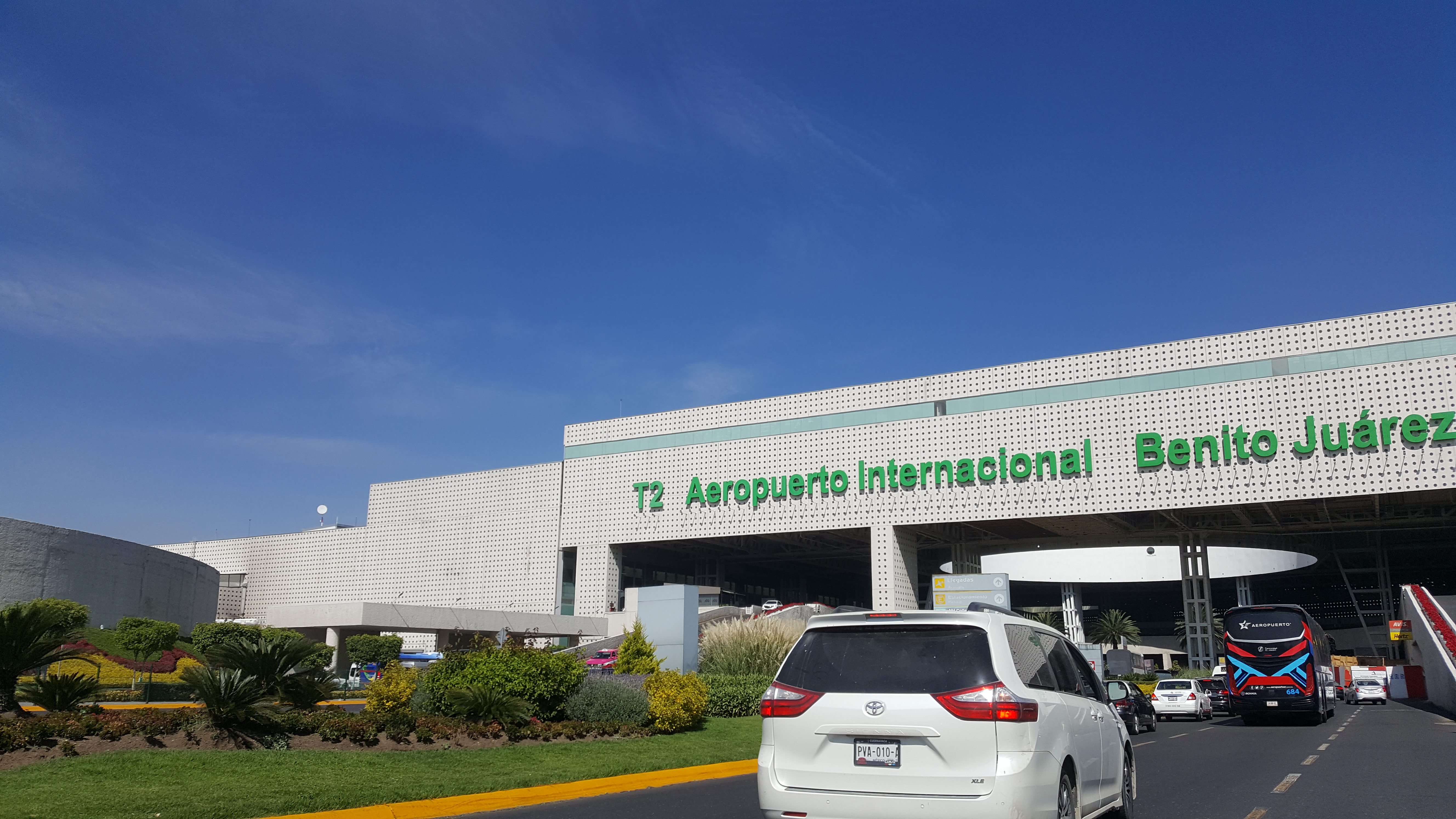
Fachada de la Terminal 2.

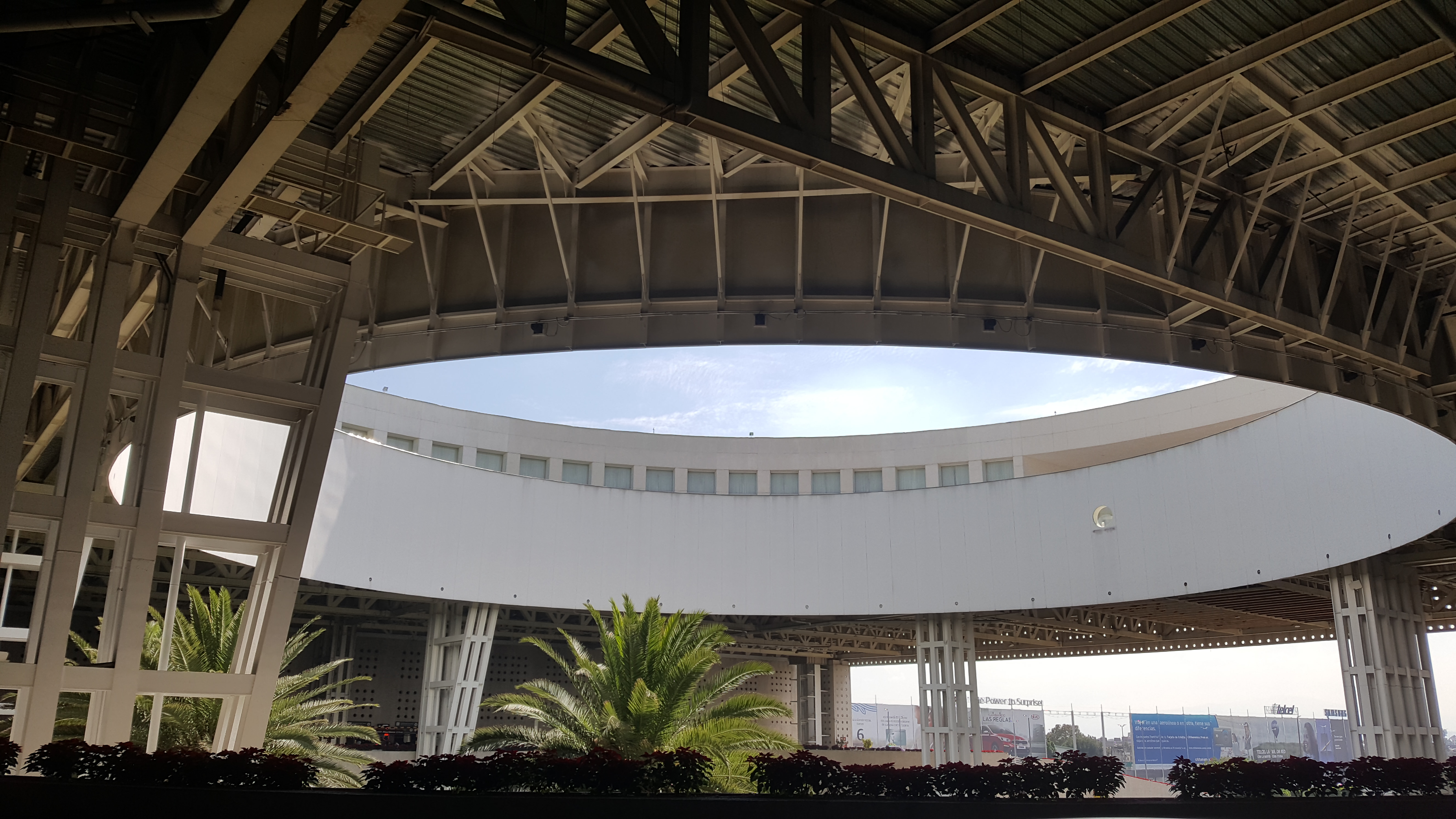
Terminal 2.

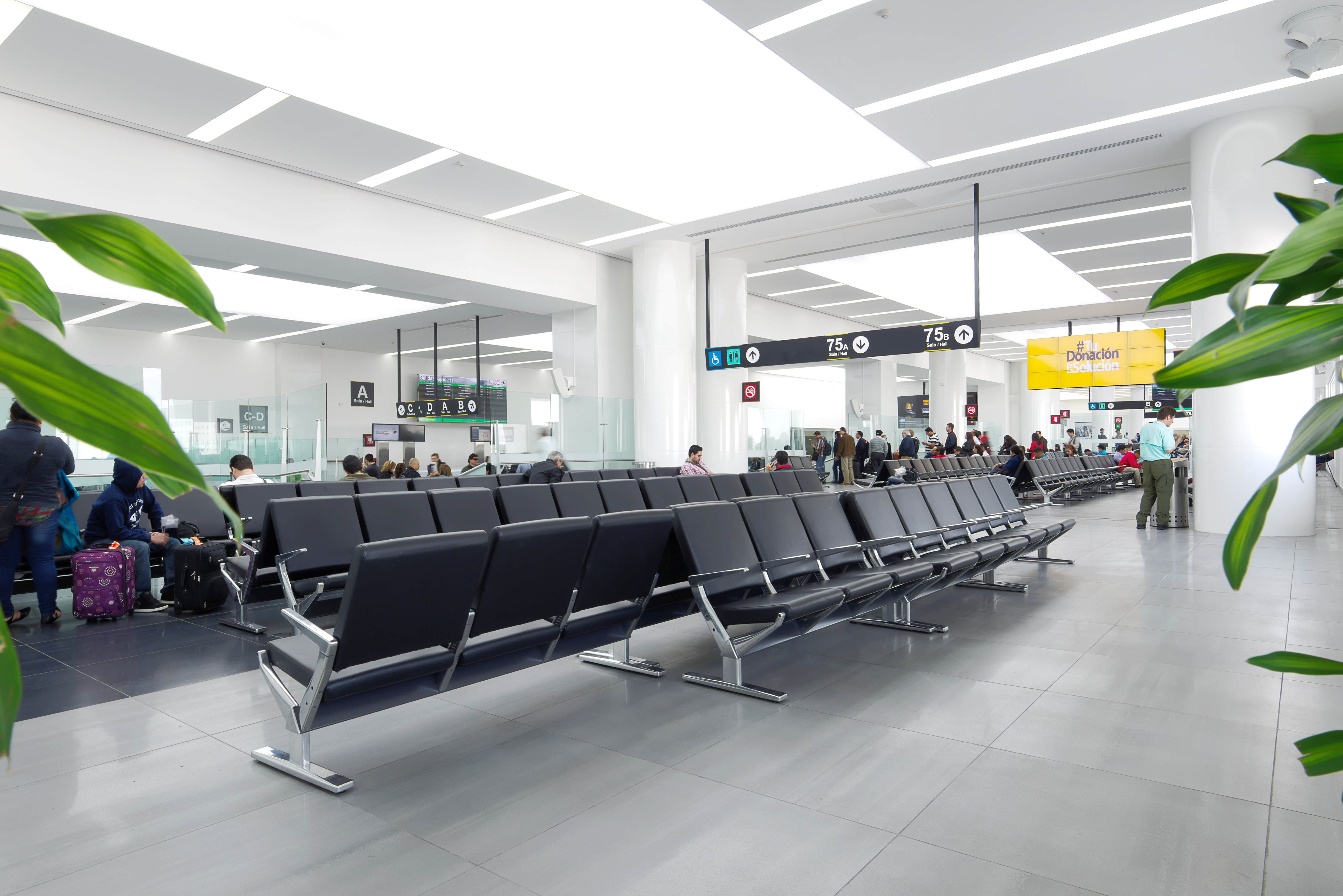
Sala 75 en la Terminal 2.

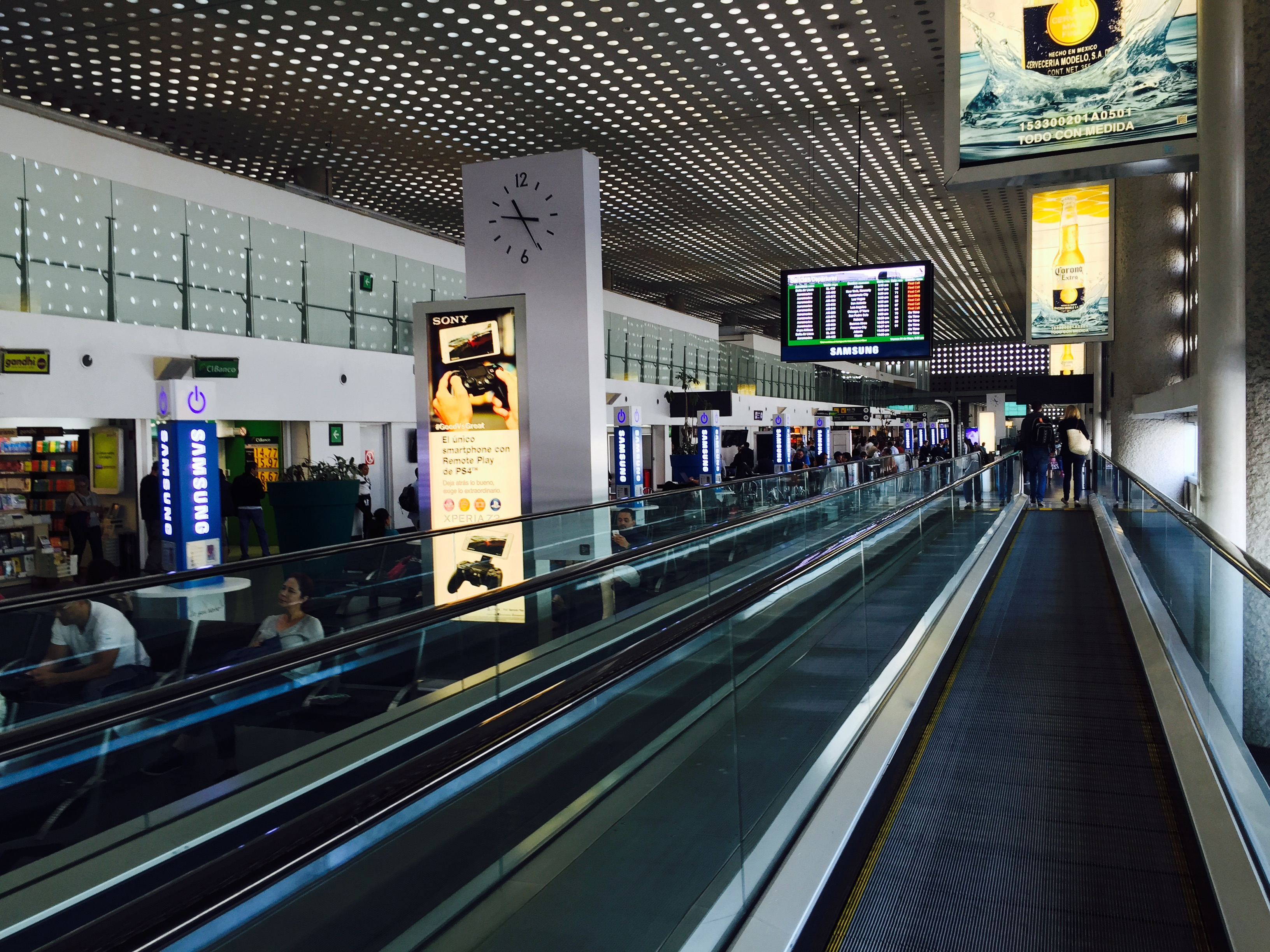
Corredor central de la Terminal 2.

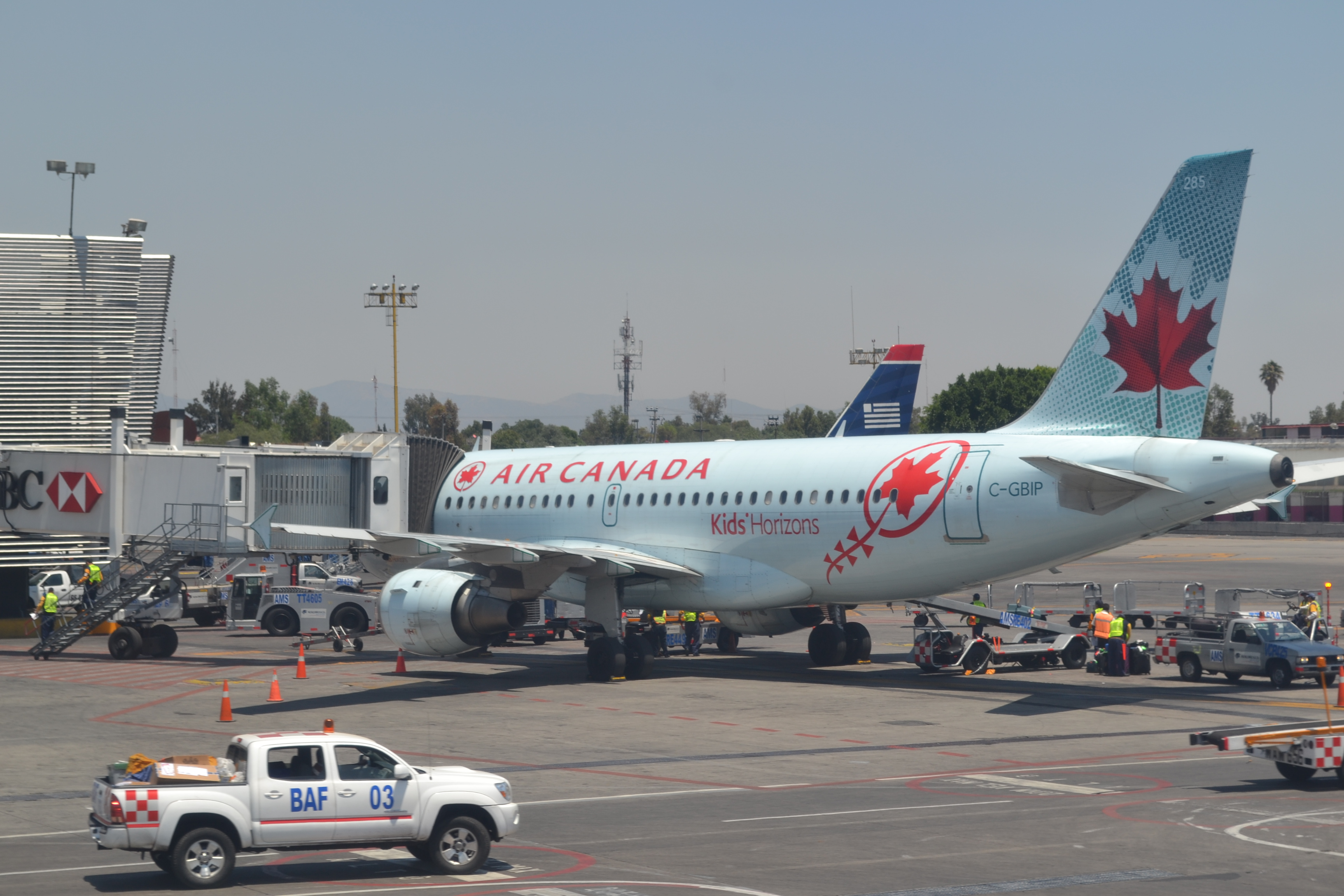
Avión de Air Canada en la Terminal 1.

Se brinda servicio a 44 ciudades dentro del país a cargo de 5 aerolíneas.
| Destinos nacionales del Aeropuerto de Ciudad de México MEX ACA AGU CPE CUN CTM CUU CME CJS CEN CZM CUL DGO GDL HMO HUX ZIH LAP BJX SJD LMM ZLO MAM MZT MID MXL MTT MTY MLM NLD OAX PXM PVR QRO REX SLP TPQ TAM TAP TIJ TRC TGZ VER VSA ZCL | Destinos nacionales del Aeropuerto de Ciudad de México MEX ACA AGU CPE CUN CTM CUU CME CJS CEN CZM CUL DGO GDL HMO HUX ZIH LAP BJX SJD LMM ZLO MAM MZT MID MXL MTT MTY MLM NLD OAX PXM PVR QRO REX SLP TPQ TAM TAP TIJ TRC TGZ VER VSA ZCL | Destinos nacionales del Aeropuerto de Ciudad de México MEX ACA AGU CPE CUN CTM CUU CME CJS CEN CZM CUL DGO GDL HMO HUX ZIH LAP BJX SJD LMM ZLO MAM MZT MID MXL MTT MTY MLM NLD OAX PXM PVR QRO REX SLP TPQ TAM TAP TIJ TRC TGZ VER VSA ZCL | Destinos nacionales del Aeropuerto de Ciudad de México MEX ACA AGU CPE CUN CTM CUU CME CJS CEN CZM CUL DGO GDL HMO HUX ZIH LAP BJX SJD LMM ZLO MAM MZT MID MXL MTT MTY MLM NLD OAX PXM PVR QRO REX SLP TPQ TAM TAP TIJ TRC TGZ VER VSA ZCL | Destinos nacionales del Aeropuerto de Ciudad de México MEX ACA AGU CPE CUN CTM CUU CME CJS CEN CZM CUL DGO GDL HMO HUX ZIH LAP BJX SJD LMM ZLO MAM MZT MID MXL MTT MTY MLM NLD OAX PXM PVR QRO REX SLP TPQ TAM TAP TIJ TRC TGZ VER VSA ZCL | Destinos nacionales del Aeropuerto de Ciudad de México MEX ACA AGU CPE CUN CTM CUU CME CJS CEN CZM CUL DGO GDL HMO HUX ZIH LAP BJX SJD LMM ZLO MAM MZT MID MXL MTT MTY MLM NLD OAX PXM PVR QRO REX SLP TPQ TAM TAP TIJ TRC TGZ VER VSA ZCL | Destinos nacionales del Aeropuerto de Ciudad de México MEX ACA AGU CPE CUN CTM CUU CME CJS CEN CZM CUL DGO GDL HMO HUX ZIH LAP BJX SJD LMM ZLO MAM MZT MID MXL MTT MTY MLM NLD OAX PXM PVR QRO REX SLP TPQ TAM TAP TIJ TRC TGZ VER VSA ZCL | Destinos nacionales del Aeropuerto de Ciudad de México MEX ACA AGU CPE CUN CTM CUU CME CJS CEN CZM CUL DGO GDL HMO HUX ZIH LAP BJX SJD LMM ZLO MAM MZT MID MXL MTT MTY MLM NLD OAX PXM PVR QRO REX SLP TPQ TAM TAP TIJ TRC TGZ VER VSA ZCL |
| Destinos | Aeroméxico | Viva | Volaris | Magnicharters | Otra | # | |
| --- | --- | --- | --- | --- | --- | --- | --- |
| Acapulco (ACA) | • | | • | | | 2 | |
| Aguascalientes (AGU) | • | | | | | 1 | |
| Campeche (CPE) | • | | | | | 1 | |
| Cancún (CUN) | • | • | • | • | | 4 | |
| Chetumal (CTM) | • | • | • | | | 3 | |
| Chihuahua (CUU) | • | • | • | | | 3 | |
| Ciudad del Carmen (CME) | • | | | | | 1 | |
| Ciudad Juárez (CJS) | • | • | • | | | 3 | |
| Ciudad Obregón (CEN) | • | | | | | 1 | |
| Cozumel (CZM) | • | | • | • | | 3 | |
| Culiacán (CUL) | • | • | • | | | 3 | |
| Durango (DGO) | • | | | | | 1 | |
| Guadalajara (GDL) | • | • | • | | | 3 | |
| Hermosillo (HMO) | • | • | • | | | 3 | |
| Huatulco (HUX) | • | • | • | • | | 4 | |
| Ixtapa-Zihuatanejo (ZIH) | • | | • | • | | 3 | |
| La Paz (LAP) | • | • | • | | | 3 | |
| León/El Bajío (BJX) | • | | | | | 1 | |
| Los Mochis (LMM) | • | | • | | | 2 | |
| Manzanillo (ZLO) | • | | | • | | 2 | |
| Matamoros (MAM) | • | | | | | 1 | |
| Mazatlán (MZT) | • | • | • | | | 3 | |
| Mérida (MID) | • | • | • | • | | 4 | |
| Mexicali (MXL) | • | | • | | | 2 | |
| Minatitlán (MTT) | • | | | | | 1 | |
| Monterrey (MTY) | • | • | • | | | 3 | |
| Morelia (MLM) | • | | | | | 1 | |
| Nuevo Laredo (NLD) | • | | | | | 1 | |
| Oaxaca (OAX) | • | • | • | | | 3 | |
| Puerto Escondido (PXM) | • | • | • | | | 3 | |
| Puerto Vallarta (PVR) | • | • | • | • | | 4 | |
| Querétaro (QRO) | • | | | | | 1 | |
| Reynosa (REX) | • | • | | | | 2 | |
| San José del Cabo (SJD) | • | • | • | • | | 4 | |
| San Luis Potosí (SLP) | • | | | | | 1 | |
| Tampico (TAM) | • | • | | | | 2 | |
| Tapachula (TAP) | • | | • | | | 2 | |
| Tepic (TPQ) | • | | | | | 1 | |
| Tijuana (TIJ) | • | • | • | | | 3 | |
| Torreón (TRC) | • | • | | | | 2 | |
| Tuxtla Gutiérrez (TGZ) | • | • | • | | | 3 | |
| Veracruz (VER) | • | • | | | | 2 | |
| Villahermosa (VSA) | • | • | • | | | 3 | |
| Zacatecas (ZCL) | • | | | | | 1 | |
| Total | 44 | 23 | 25 | 8 | 0 | 44 | |

### Destinos internacionales
| Destinos internacionales del Aeropuerto de Ciudad de México YYC YUL YYZ YVR AUS PHL BOS PHX LAX OAK SFO CLT DEN MIA MCO ATL ORD DTW LAS EWR JFK DFW IAH SAT SLC SEA IAD SJO HAV SAL GUA SAP MGA PTY EZE GRU SCL BOG MDE UIO LIM NRT FRA MUC MAD CDG AMS LHR IST VRA SDQ ICN MSP BCN DXB SMF FCO RDU TPA SZX PEK CTG PUJ CLO SJU | Destinos internacionales del Aeropuerto de Ciudad de México YYC YUL YYZ YVR AUS PHL BOS PHX LAX OAK SFO CLT DEN MIA MCO ATL ORD DTW LAS EWR JFK DFW IAH SAT SLC SEA IAD SJO HAV SAL GUA SAP MGA PTY EZE GRU SCL BOG MDE UIO LIM NRT FRA MUC MAD CDG AMS LHR IST VRA SDQ ICN MSP BCN DXB SMF FCO RDU TPA SZX PEK CTG PUJ CLO SJU | Destinos internacionales del Aeropuerto de Ciudad de México YYC YUL YYZ YVR AUS PHL BOS PHX LAX OAK SFO CLT DEN MIA MCO ATL ORD DTW LAS EWR JFK DFW IAH SAT SLC SEA IAD SJO HAV SAL GUA SAP MGA PTY EZE GRU SCL BOG MDE UIO LIM NRT FRA MUC MAD CDG AMS LHR IST VRA SDQ ICN MSP BCN DXB SMF FCO RDU TPA SZX PEK CTG PUJ CLO SJU | Destinos internacionales del Aeropuerto de Ciudad de México YYC YUL YYZ YVR AUS PHL BOS PHX LAX OAK SFO CLT DEN MIA MCO ATL ORD DTW LAS EWR JFK DFW IAH SAT SLC SEA IAD SJO HAV SAL GUA SAP MGA PTY EZE GRU SCL BOG MDE UIO LIM NRT FRA MUC MAD CDG AMS LHR IST VRA SDQ ICN MSP BCN DXB SMF FCO RDU TPA SZX PEK CTG PUJ CLO SJU | Destinos internacionales del Aeropuerto de Ciudad de México YYC YUL YYZ YVR AUS PHL BOS PHX LAX OAK SFO CLT DEN MIA MCO ATL ORD DTW LAS EWR JFK DFW IAH SAT SLC SEA IAD SJO HAV SAL GUA SAP MGA PTY EZE GRU SCL BOG MDE UIO LIM NRT FRA MUC MAD CDG AMS LHR IST VRA SDQ ICN MSP BCN DXB SMF FCO RDU TPA SZX PEK CTG PUJ CLO SJU | Destinos internacionales del Aeropuerto de Ciudad de México YYC YUL YYZ YVR AUS PHL BOS PHX LAX OAK SFO CLT DEN MIA MCO ATL ORD DTW LAS EWR JFK DFW IAH SAT SLC SEA IAD SJO HAV SAL GUA SAP MGA PTY EZE GRU SCL BOG MDE UIO LIM NRT FRA MUC MAD CDG AMS LHR IST VRA SDQ ICN MSP BCN DXB SMF FCO RDU TPA SZX PEK CTG PUJ CLO SJU | Destinos internacionales del Aeropuerto de Ciudad de México YYC YUL YYZ YVR AUS PHL BOS PHX LAX OAK SFO CLT DEN MIA MCO ATL ORD DTW LAS EWR JFK DFW IAH SAT SLC SEA IAD SJO HAV SAL GUA SAP MGA PTY EZE GRU SCL BOG MDE UIO LIM NRT FRA MUC MAD CDG AMS LHR IST VRA SDQ ICN MSP BCN DXB SMF FCO RDU TPA SZX PEK CTG PUJ CLO SJU | Destinos internacionales del Aeropuerto de Ciudad de México YYC YUL YYZ YVR AUS PHL BOS PHX LAX OAK SFO CLT DEN MIA MCO ATL ORD DTW LAS EWR JFK DFW IAH SAT SLC SEA IAD SJO HAV SAL GUA SAP MGA PTY EZE GRU SCL BOG MDE UIO LIM NRT FRA MUC MAD CDG AMS LHR IST VRA SDQ ICN MSP BCN DXB SMF FCO RDU TPA SZX PEK CTG PUJ CLO SJU |
| --- | --- | --- | --- | --- | --- | --- | --- |

| Ciudad                                          | Aeropuerto                                             | Aerolíneas                                                                                            |              |              |
| Norteamérica                                    | Norteamérica                                           | Norteamérica                                                                                          | Norteamérica | Norteamérica |
| ----------------------------------------------- | ------------------------------------------------------ | --- | ------------ | ------------ |
| Canadá (4 destinos, 4 aerolíneas)               |                                                        | |              |              |
| Calgary                                         | Aeropuerto Internacional de Calgary                    | WestJet                                                                                               |              |              |
| Montreal                                        | Aeropuerto Internacional Pierre Elliott Trudeau        | Aeroméxico / Air Canada                                                                               |              |              |
| Toronto                                         | Aeropuerto Internacional Toronto Pearson               | Aeroméxico / Air Canada / Flair Airlines (inicia el 29 de octubre de 2025)                            |              |              |
| Vancouver                                       | Aeropuerto Internacional de Vancouver                  | Aeroméxico / Air Canada / Flair Airlines (inicia el 28 de octubre de 2025)                            |              |              |
| Estados Unidos (27 destinos, 7 aerolíneas)      |                                                        | |              |              |
| Atlanta                                         | Aeropuerto Internacional Hartsfield-Jackson            | Delta Air Lines                                                                                       |              |              |
| Austin                                          | Aeropuerto Internacional de Austin-Bergstrom           | Aeroméxico (Estacional) / Aeroméxico Connect                                                          |              |              |
| Boston                                          | Aeropuerto Internacional Logan                         | Aeroméxico                                                                                            |              |              |
| Charlotte                                       | Aeropuerto Internacional de Charlotte-Douglas          | American Airlines                                                                                     |              |              |
| Chicago                                         | Aeropuerto Internacional O'Hare                        | Aeroméxico / American Airlines (reinicia el 26 de octubre de 2025) / United Airlines / Viva / Volaris |              |              |
| Dallas                                          | Aeropuerto Internacional de Dallas-Fort Worth          | Aeroméxico / American Airlines / Viva / Volaris                                                       |              |              |
| Denver                                          | Aeropuerto Internacional de Denver                     | Aeroméxico / United Airlines (Estacional) (reinicia el 26 de octubre de 2025) / Volaris               |              |              |
| Detroit                                         | Aeropuerto Internacional de Detroit                    | Delta Air Lines                                                                                       |              |              |
| Filadelfia                                      | Aeropuerto Internacional de Filadelfia                 | Aeroméxico                                                                                            |              |              |
| Houston                                         | Aeropuerto Intercontinental George Bush                | Aeroméxico / Aeroméxico Connect / United Airlines / Viva / Volaris                                    |              |              |
| Las Vegas                                       | Aeropuerto Internacional Harry Reid                    | Aeroméxico / Viva / Volaris                                                                           |              |              |
| Los Ángeles                                     | Aeropuerto Internacional de Los Ángeles                | Aeroméxico / American Airlines / Delta Air Lines / Viva / Volaris                                     |              |              |
| Miami                                           | Aeropuerto Internacional de Miami                      | Aeroméxico / American Airlines / Volaris                                                              |              |              |
| Mineápolis                                      | Aeropuerto Internacional de Mineápolis-Saint Paul      | Delta Air Lines                                                                                       |              |              |
| Newark                                          | Aeropuerto Internacional Libertad de Newark            | Aeroméxico / United Airlines / Volaris (inicia el 2 de noviembre de 2025)                             |              |              |
| Nueva York                                      | Aeropuerto Internacional John F. Kennedy               | Aeroméxico / American Airlines / Delta Air Lines / Viva                                               |              |              |
| Oakland                                         | Aeropuerto de Oakland de la Bahía de San Francisco     | Volaris                                                                                               |              |              |
| Orlando                                         | Aeropuerto Internacional de Orlando                    | Aeroméxico / Volaris                                                                                  |              |              |
| Phoenix                                         | Aeropuerto Internacional de Phoenix-Sky Harbor         | Aeroméxico / American Airlines                                                                        |              |              |
| Raleigh                                         | Aeropuerto Internacional de Raleigh-Durham             | Aeroméxico Connect                                                                                    |              |              |
| Sacramento                                      | Aeropuerto Internacional de Sacramento                 | Volaris                                                                                               |              |              |
| Salt Lake City                                  | Aeropuerto Internacional de Salt Lake City             | Aeroméxico / Delta Air Lines                                                                          |              |              |
| San Antonio                                     | Aeropuerto Internacional de San Antonio                | Aeroméxico / Aeroméxico Connect / Viva / Volaris                                                      |              |              |
| San Francisco                                   | Aeropuerto Internacional de San Francisco              | Aeroméxico / United Airlines                                                                          |              |              |
| Seattle                                         | Aeropuerto Internacional de Seattle-Tacoma             | Aeroméxico                                                                                            |              |              |
| Tampa                                           | Aeropuerto Internacional de Tampa                      | Aeroméxico / Aeroméxico Connect                                                                       |              |              |
| Washington D. C.                                | Aeropuerto Internacional de Washington-Dulles          | Aeroméxico / United Airlines                                                                          |              |              |
| Centroamérica y El Caribe                       |                                                        | |              |              |
| Costa Rica (1 destino, 4 aerolíneas)            |                                                        | |              |              |
| San José                                        | Aeropuerto Internacional Juan Santamaría               | Aeroméxico / Aeroméxico Connect / Avianca Costa Rica / Volaris Costa Rica                             |              |              |
| Cuba (2 destinos, 2 aerolíneas)                 |                                                        | |              |              |
| La Habana                                       | Aeropuerto Internacional José Martí                    | Aeroméxico                                                                                            |              |              |
| Varadero                                        | Aeropuerto Juan Gualberto Gómez                        | Viva (Chárter)                                                                                        |              |              |
| El Salvador (1 destino, 3 aerolíneas)           |                                                        | |              |              |
| San Salvador                                    | Aeropuerto Internacional de El Salvador                | Aeroméxico / Avianca El Salvador / Volaris El Salvador                                                |              |              |
| Guatemala (1 destino, 3 aerolíneas)             |                                                        | |              |              |
| Ciudad de Guatemala                             | Aeropuerto Internacional La Aurora                     | Aeroméxico / Aeroméxico Connect / Volaris Costa Rica                                                  |              |              |
| Honduras (1 destino, 1 aerolínea)               |                                                        | |              |              |
| San Pedro Sula                                  | Aeropuerto Internacional Ramón Villeda Morales         | Aeroméxico Connect                                                                                    |              |              |
| Nicaragua (1 destino, 1 aerolínea)              |                                                        | |              |              |
| Managua                                         | Aeropuerto Internacional Augusto C. Sandino            | Aeroméxico Connect                                                                                    |              |              |
| Panamá (1 destino, 2 aerolíneas)                |                                                        | |              |              |
| Ciudad de Panamá                                | Aeropuerto Internacional de Tocumen                    | Aeroméxico / Copa Airlines                                                                            |              |              |
| Puerto Rico (1 destino, 1 aerolínea)            |                                                        | |              |              |
| San Juan                                        | Aeropuerto Internacional Luis Muñoz Marín              | Aeroméxico (inicia el 29 de octubre de 2025)                                                          |              |              |
| República Dominicana (2 destinos, 2 aerolíneas) |                                                        | |              |              |
| Punta Cana                                      | Aeropuerto Internacional de Punta Cana                 | Aeroméxico                                                                                            |              |              |
| Santo Domingo                                   | Aeropuerto Internacional Las Américas                  | Aeroméxico / Aeroméxico Connect                                                                       |              |              |
| Sudamérica                                      |                                                        | |              |              |
| Argentina (1 destino, 1 aerolínea)              |                                                        | |              |              |
| Buenos Aires                                    | Aeropuerto Internacional Ministro Pistarini            | Aeroméxico                                                                                            |              |              |
| Brasil (1 destino, 2 aerolíneas)                |                                                        | |              |              |
| São Paulo                                       | Aeropuerto Internacional de São Paulo-Guarulhos        | Aeroméxico / LATAM Brasil                                                                             |              |              |
| Chile (1 destino, 2 aerolíneas)                 |                                                        | |              |              |
| Santiago de Chile                               | Aeropuerto Internacional Arturo Merino Benítez         | Aeroméxico (Estacional) / LATAM Chile                                                                 |              |              |
| Colombia (4 destinos, 3 aerolíneas)             |                                                        | |              |              |
| Bogotá                                          | Aeropuerto Internacional El Dorado                     | Aeroméxico / Avianca / Volaris                                                                        |              |              |
| Cali                                            | Aeropuerto Internacional Alfonso Bonilla Aragón        | Aeroméxico                                                                                            |              |              |
| Cartagena                                       | Aeropuerto Internacional Rafael Núñez                  | Aeroméxico                                                                                            |              |              |
| Medellín                                        | Aeropuerto Internacional José María Córdova            | Aeroméxico / Avianca                                                                                  |              |              |
| Ecuador (1 destino [estacional], 1 aerolínea)   |                                                        | |              |              |
| Quito                                           | Aeropuerto Internacional Mariscal Sucre                | Aeroméxico (Estacional)                                                                               |              |              |
| Perú (1 destino, 3 aerolíneas)                  |                                                        | |              |              |
| Lima                                            | Aeropuerto Internacional Jorge Chávez                  | Aeroméxico / LATAM Perú / Volaris                                                                     |              |              |
| Asia                                            |                                                        | |              |              |
| China (2 destinos, 2 aerolíneas)                |                                                        | |              |              |
| Pekín                                           | Aeropuerto Internacional de Pekín-Capital (vía TIJ)    | Hainan Airlines                                                                                       |              |              |
| Shenzhen                                        | Aeropuerto Internacional de Shenzhen-Bao'an (vía TIJ)  | China Southern Airlines                                                                               |              |              |
| Corea del Sur (1 destino, 1 aerolínea)          |                                                        | |              |              |
| Seúl                                            | Aeropuerto Internacional de Incheon (vía MTY)          | Aeroméxico                                                                                            |              |              |
| EAU (1 destino, 1 aerolínea)                    |                                                        | |              |              |
| Dubái                                           | Aeropuerto Internacional de Dubái (vía BCN)            | Emirates                                                                                              |              |              |
| Japón (1 destino, 2 aerolíneas)                 |                                                        | |              |              |
| Tokio                                           | Aeropuerto Internacional de Narita                     | Aeroméxico / All Nippon Airways                                                                       |              |              |
| Europa                                          |                                                        | |              |              |
| Alemania (2 destinos, 1 aerolínea)              |                                                        | |              |              |
| Fráncfort                                       | Aeropuerto de Fráncfort del Meno                       | Lufthansa                                                                                             |              |              |
| Múnich                                          | Aeropuerto Internacional de Múnich-Franz Josef Strauss | Lufthansa                                                                                             |              |              |
| España (2 destinos, 3 aerolíneas)               |                                                        | |              |              |
| Barcelona                                       | Aeropuerto Josep Tarradellas Barcelona-El Prat         | Emirates                                                                                              |              |              |
| Madrid                                          | Aeropuerto Adolfo Suárez Madrid-Barajas                | Aeroméxico / Iberia                                                                                   |              |              |
| Francia (1 destino, 2 aerolíneas)               |                                                        | |              |              |
| París                                           | Aeropuerto de París-Charles de Gaulle                  | Aeroméxico / Air France                                                                               |              |              |
| Italia (1 destino, 1 aerolínea)                 |                                                        | |              |              |
| Roma                                            | Aeropuerto de Roma-Fiumicino                           | Aeroméxico                                                                                            |              |              |
| Países Bajos (1 destino, 2 aerolíneas)          |                                                        | |              |              |
| Ámsterdam                                       | Aeropuerto de Ámsterdam-Schiphol                       | Aeroméxico / KLM                                                                                      |              |              |
| Reino Unido (1 destino, 2 aerolíneas)           |                                                        | |              |              |
| Londres                                         | Aeropuerto de Londres-Heathrow                         | Aeroméxico / British Airways                                                                          |              |              |
| Turquía (1 destino, 1 aerolínea)                |                                                        | |              |              |
| Estambul                                        | Aeropuerto de Estambul (vía CUN)                       | Turkish Airlines                                                                                      |              |              |
| Total: 65 destinos, 28 países, 30 aerolíneas    |                                                        | |              |              |

### Vuelos internacionales cesados
| Ciudad                    | Aeropuerto                                            | Aerolíneas                                                  |
| Norteamérica              | Norteamérica                                          | Norteamérica                                                |
| ------------------------- | ----------------------------------------------------- | ----------------------------------------------------------- |
| Canadá                    |                                                       |                                                             |
| Calgary                   | Aeropuerto Internacional de Calgary                   | Aeroméxico                                                  |
| Montreal                  | Aeropuerto Internacional Pierre Elliott Trudeau       | Interjet                                                    |
| Toronto                   | Aeropuerto Internacional Toronto Pearson              | Interjet                                                    |
| Vancouver                 | Aeropuerto Internacional de Vancouver                 | Interjet / Japan Airlines / WestJet                         |
| Estados Unidos            |                                                       |                                                             |
| Albuquerque               | Aeropuerto Internacional Sunport                      | Aeroméxico                                                  |
| Boston                    | Aeropuerto Internacional Logan                        | JetBlue Airways                                             |
| Chicago                   | Aeropuerto Internacional O'Hare                       | Interjet                                                    |
| Dallas                    | Aeropuerto Internacional de Dallas-Fort Worth         | Braniff International / Interjet                            |
| El Paso                   | Aeropuerto Internacional de El Paso                   | Aeroméxico                                                  |
| Filadelfia                | Aeropuerto Internacional de Filadelfia                | American Airlines                                           |
| Fresno                    | Aeropuerto Internacional de Fresno-Yosemite           | Volaris                                                     |
| Fort Lauderdale           | Aeropuerto Internacional de Fort Lauderdale-Hollywood | Aeroméxico / JetBlue Airways / Volaris                      |
| Houston                   | Aeropuerto Intercontinental George Bush               | Interjet                                                    |
| Houston                   | Aeropuerto William P. Hobby                           | Southwest Airlines                                          |
| Laredo                    | Aeropuerto Internacional de Laredo                    | Aeromar                                                     |
| Las Vegas                 | Aeropuerto Internacional Harry Reid                   | Interjet                                                    |
| Los Ángeles               | Aeropuerto Internacional de Los Ángeles               | Alaska Airlines / Interjet / Malaysia Airlines              |
| McAllen                   | Aeropuerto Internacional de McAllen-Miller            | Aeromar / Aeroméxico                                        |
| Miami                     | Aeropuerto Internacional de Miami                     | Braniff International / Interjet                            |
| Nueva Orleans             | Aeropuerto Internacional Louis Armstrong              | Aeroméxico                                                  |
| Nueva York                | Aeropuerto Internacional John F. Kennedy              | Interjet / JetBlue Airways / Volaris                        |
| Ontario                   | Aeropuerto Internacional LA/Ontario                   | Volaris                                                     |
| Orange County             | Aeropuerto John Wayne                                 | Interjet                                                    |
| Orlando                   | Aeropuerto Internacional de Orlando                   | Interjet / JetBlue Airways                                  |
| Orlando                   | Aeropuerto Internacional Sanford                      | Interjet                                                    |
| Portland                  | Aeropuerto Internacional de Portland                  | Aeroméxico                                                  |
| San Antonio               | Aeropuerto Internacional de San Antonio               | Interjet                                                    |
| San Diego                 | Aeropuerto Internacional de San Diego                 | Aeroméxico / Alaska Airlines / Volaris                      |
| San Francisco             | Aeropuerto Internacional de San Francisco             | Alaska Airlines / Volaris                                   |
| San José                  | Aeropuerto Internacional de San José                  | Volaris                                                     |
| Tucson                    | Aeropuerto Internacional de Tucson                    | Aeroméxico                                                  |
| Washington D. C.          | Aeropuerto Internacional de Washington-Dulles         | Air France                                                  |
| Centroamérica y El Caribe |                                                       |                                                             |
| Belice                    |                                                       |                                                             |
| Ciudad de Belice          | Aeropuerto Internacional Philip S. W. Goldson         | Aeroméxico Connect                                          |
| Costa Rica                |                                                       |                                                             |
| Liberia                   | Aeropuerto de Guanacaste                              | Aeroméxico Connect                                          |
| San José                  | Aeropuerto Internacional Juan Santamaría              | Interjet                                                    |
| Cuba                      |                                                       |                                                             |
| La Habana                 | Aeropuerto Internacional José Martí                   | Cubana de Aviación / Interjet                               |
| Santa Clara               | Aeropuerto Internacional Abel Santamaría              | Interjet                                                    |
| Varadero                  | Aeropuerto Juan Gualberto Gómez                       | Interjet                                                    |
| El Salvador               |                                                       |                                                             |
| San Salvador              | Aeropuerto Internacional de El Salvador               | Interjet                                                    |
| Guatemala                 |                                                       |                                                             |
| Ciudad de Guatemala       | Aeropuerto Internacional La Aurora                    | Interjet                                                    |
| Honduras                  |                                                       |                                                             |
| Tegucigalpa               | Aeropuerto Internacional de Comayagua                 | Aeroméxico Connect                                          |
| Panamá                    |                                                       |                                                             |
| Ciudad de Panamá          | Aeropuerto Internacional de Tocumen                   | AeroPerú / Air Panama Internacional / Lloyd Aéreo Boliviano |
| Sudamérica                |                                                       |                                                             |
| Argentina                 |                                                       |                                                             |
| Buenos Aires              | Aeropuerto Internacional Ministro Pistarini           | Aerolíneas Argentinas                                       |
| Bolivia                   |                                                       |                                                             |
| La Paz                    | Aeropuerto Internacional El Alto                      | Lloyd Aéreo Boliviano                                       |
| Santa Cruz de la Sierra   | Aeropuerto Internacional Viru Viru                    | Lloyd Aéreo Boliviano                                       |
| Brasil                    |                                                       |                                                             |
| Río de Janeiro            | Aeropuerto Internacional de Galeão                    | Aeroméxico / Varig                                          |
| São Paulo                 | Aeropuerto Internacional de São Paulo-Guarulhos       | Avianca Brasil / Varig                                      |
| Chile                     |                                                       |                                                             |
| Santiago de Chile         | Aeropuerto Internacional Arturo Merino Benítez        | Ladeco                                                      |
| Colombia                  |                                                       |                                                             |
| Bogotá                    | Aeropuerto Internacional El Dorado                    | Interjet / Ladeco / Varig / Wingo                           |
| Cartagena de Indias       | Aeropuerto Internacional Rafael Núñez                 | Interjet / Viva Air Colombia                                |
| Medellín                  | Aeropuerto Internacional José María Córdova           | Interjet / Viva / Viva Air Colombia                         |
| Ecuador                   |                                                       |                                                             |
| Guayaquil                 | Aeropuerto Internacional José Joaquín de Olmedo       | Ecuatoriana de Aviación / Interjet / Ladeco                 |
| Quito                     | Aeropuerto Internacional Mariscal Sucre               | Ecuatoriana de Aviación / Interjet / TAME                   |
| Paraguay                  |                                                       |                                                             |
| Asunción                  | Aeropuerto Internacional Silvio Pettirossi            | LAP                                                         |
| Perú                      |                                                       |                                                             |
| Lima                      | Aeropuerto Internacional Jorge Chávez                 | AeroPerú / Avianca Perú / Interjet                          |
| Venezuela                 |                                                       |                                                             |
| Caracas                   | Aeropuerto Internacional de Maiquetía Simón Bolívar   | Aeroméxico / Avensa / Viasa                                 |
| Asia                      |                                                       |                                                             |
| China                     |                                                       |                                                             |
| Cantón                    | Aeropuerto Internacional de Cantón-Baiyun             | China Southern Airlines                                     |
| Shanghái                  | Aeropuerto Internacional de Shanghái-Pudong           | Aeroméxico                                                  |
| Israel                    |                                                       |                                                             |
| Tel Aviv                  | Aeropuerto Internacional Ben Gurión                   | El Al                                                       |
| Japón                     |                                                       |                                                             |
| Tokio                     | Aeropuerto Internacional de Narita                    | Japan Airlines                                              |
| Malasia                   |                                                       |                                                             |
| Kuala Lumpur              | Aeropuerto Internacional de Kuala Lumpur              | Malaysia Airlines                                           |
| República de China        |                                                       |                                                             |
| Taipéi                    | Aeropuerto Internacional de Taiwán Taoyuan            | Malaysia Airlines                                           |
| Europa                    |                                                       |                                                             |
| España                    |                                                       |                                                             |
| Barcelona                 | Aeropuerto Josep Tarradellas Barcelona-El Prat        | Aeroméxico                                                  |
| Alemania                  |                                                       |                                                             |
| Fráncfort                 | Aeropuerto de Fráncfort del Meno                      | Aeroméxico                                                  |
| Italia                    |                                                       |                                                             |
| Roma                      | Aeropuerto de Roma-Fiumicino                          | Alitalia                                                    |
| Reino Unido               |                                                       |                                                             |
| Londres                   | Aeropuerto de Londres-Heathrow                        | Qantas                                                      |
| Rusia                     |                                                       |                                                             |
| Moscú                     | Aeropuerto Internacional de Moscú-Sheremétievo        | Aeroflot                                                    |
| Oceanía                   |                                                       |                                                             |
| Australia                 |                                                       |                                                             |
| Sídney                    | Aeropuerto Internacional Kingsford Smith              | Qantas                                                      |

### Carga

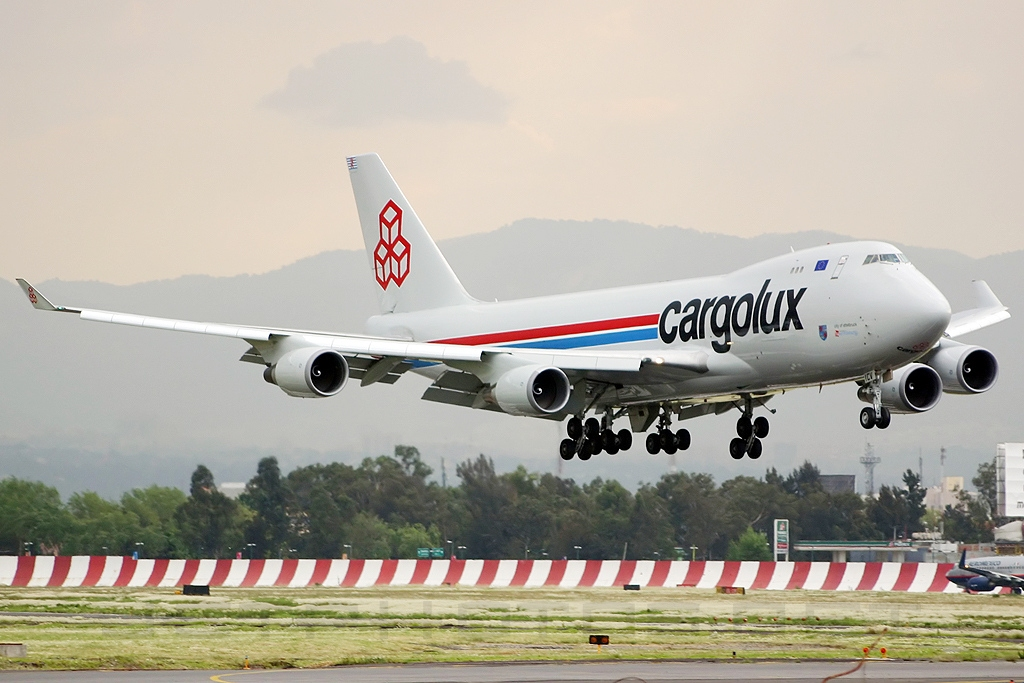
Boeing 747-400F de Cargolux aterrizando en el aeropuerto.

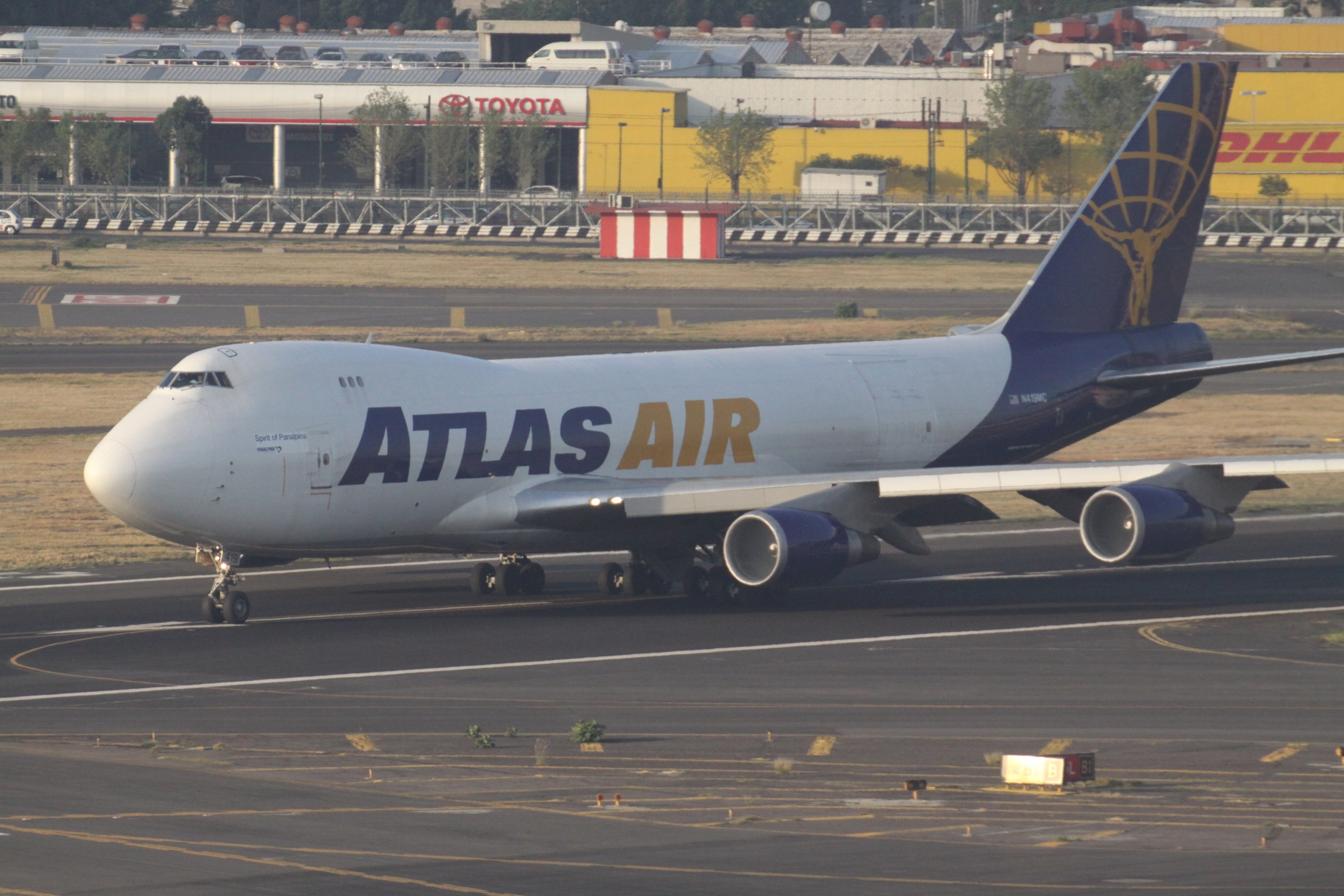
747-400F de Atlas Air despegando hacaia Huntsville, AL.

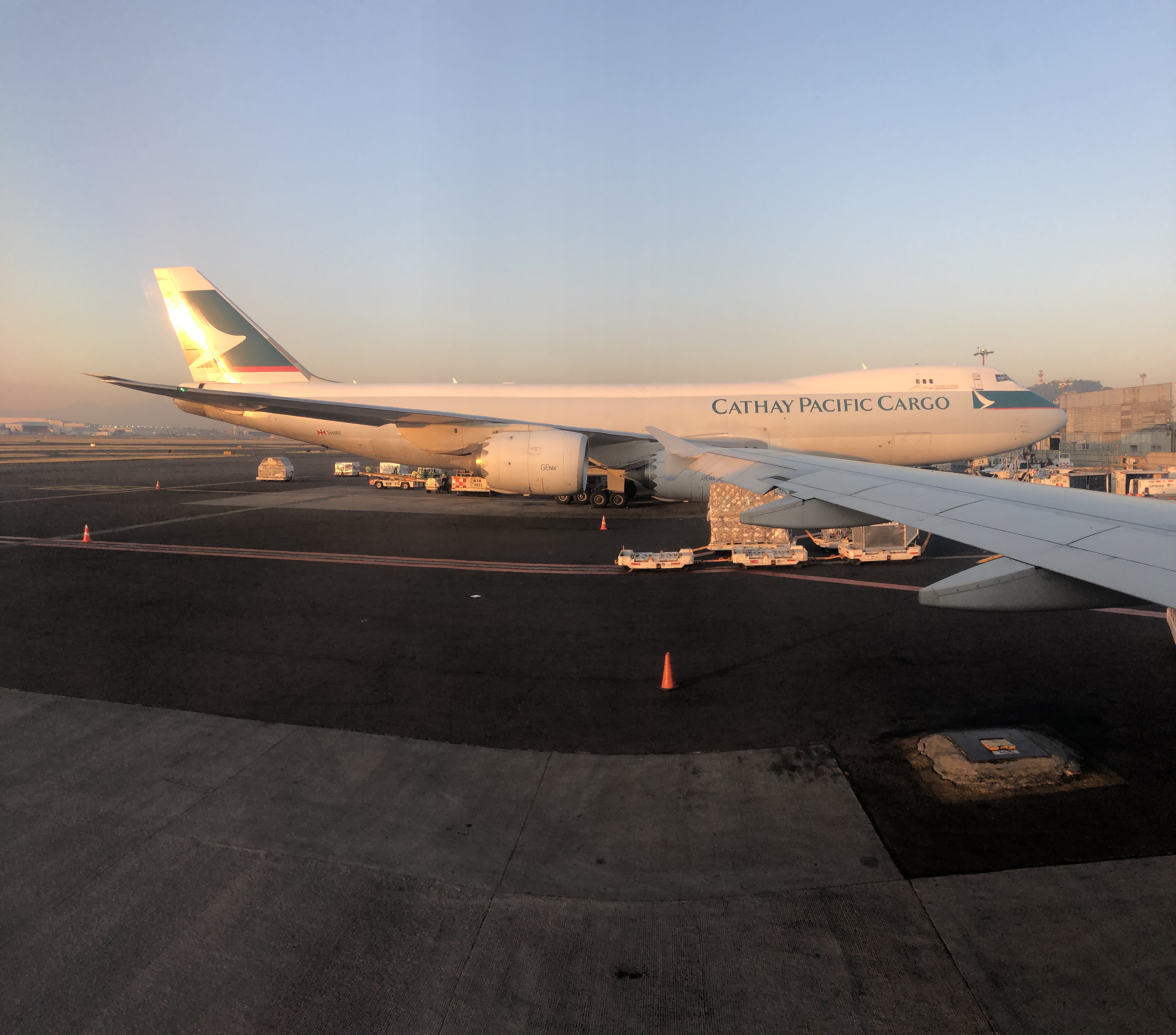
Boeing 747-8F de Cathay Pacific Cargo en el aeropuerto.

En julio de 2023, las operaciones de carga en el Aeropuerto Internacional de la Ciudad de México se trasladaron al Aeropuerto Internacional Felipe Ángeles, tras un decreto gubernamental. Las siguientes aerolíneas operaron los siguientes destinos programados:
| Aerolínea                | Destinos |
| ------------------------ | --- |
| ABX Air                  | Cincinnati, Guadalajara, Los Ángeles                                                                                            |
| Aeroméxico Cargo         | Wuhan |
| AeroUnion                | Chicago-O'Hare, Cincinnati, Guadalajara, León/El Bajío, Los Ángeles, Miami, Monterrey                                           |
| Air France Cargo         | Atlanta, Guadalajara, Houston-Intercontinental, París-Charles de Gaulle, Oporto                                                 |
| Amerijet International   | Miami |
| Atlas Air                | Huntsville |
| Avianca Cargo            | Bogotá |
| CAL Cargo Air Lines      | Lieja, Tel Aviv |
| Cargolux                 | Dallas/Fort Worth, Houston-Intercontinental, Los Ángeles, Luxemburgo, Nueva York-JFK                                            |
| Cargolux Italia          | Milán-Malpensa |
| Cathay Pacific Cargo     | Anchorage, Guadalajara, Hong Kong, Los Ángeles                                                                                  |
| DHL Aviation             | Cincinnati, Guadalajara, Los Ángeles Estacional: Ciudad de Guatemala                                                            |
| Emirates SkyCargo        | Copenhague, Dubái-Al Maktoum, Fráncfort, Guadalajara, Houston-Intercontinental, Los Ángeles, Quito, Zaragoza                    |
| Estafeta                 | San Luis Potosí, Villahermosa Estacional: Mérida                                                                                |
| Ethiopian Airlines Cargo | Adís Abeba, Los Ángeles, Miami, Zaragoza                                                                                        |
| Lufthansa Cargo          | Chicago O'Hare, Dallas/Fort Worth, Fráncfort, Guadalajara, Nueva York-JFK                                                       |
| Mas Air                  | Bogotá, Buenos Aires, Fráncfort, Guadalajara, Guayaquil, Hong Kong, Lima, Los Ángeles, Miami, Quito                             |
| Qatar Airways Cargo      | Atlanta, Doha, Houston-Intercontinental, Lieja, Los Ángeles, Luxemburgo, Macao, Ostend/Bruges París-Charles de Gaulle, Zaragoza |
| Turkish Cargo            | Bogotá, Curazao, Estambul-Atatürk, Houston-Intercontinental, Maastricht, Madrid                                                 |
| UPS Airlines             | Louisville |

## Estadísticas
En 2024, el Aeropuerto Internacional de la Ciudad de México movió 45,359,485 pasajeros, lo que lo convierte en el segundo aeropuerto más transitado de América Latina solo por detrás del Aeropuerto Internacional El Dorado de Bogotá. Registró una caída interanual del 6.31%.
En términos de pasajeros internacionales, es el tercer aeropuerto más transitado de América Latina con 17,116,325 pasajeros después del Aeropuerto de Cancún y Aeropuerto de Ciudad de Panamá.
En 2020, el aeropuerto fue el más transitado de América Latina por movimiento de aeronaves con un 24% más de operaciones que El Dorado y un 44.65% más que São Paulo-Guarulhos. Es el decimoséptimo aeropuerto más ocupado del mundo en términos de movimientos de aeronaves, subiendo 4 posiciones en comparación con el año anterior. En 2022, el aeropuerto manejó 385,313 operaciones de aeronaves, un promedio de 1,055 operaciones por día.
En cuanto a carga, el aeropuerto también es el más transitado del país y el segundo más transitado de América Latina, después del Aeropuerto Internacional El Dorado en Bogotá. También es el quincuagésimo más activo del mundo. Durante 2023 movió 447,887.2 toneladas, un decremento anual del 21.5%.

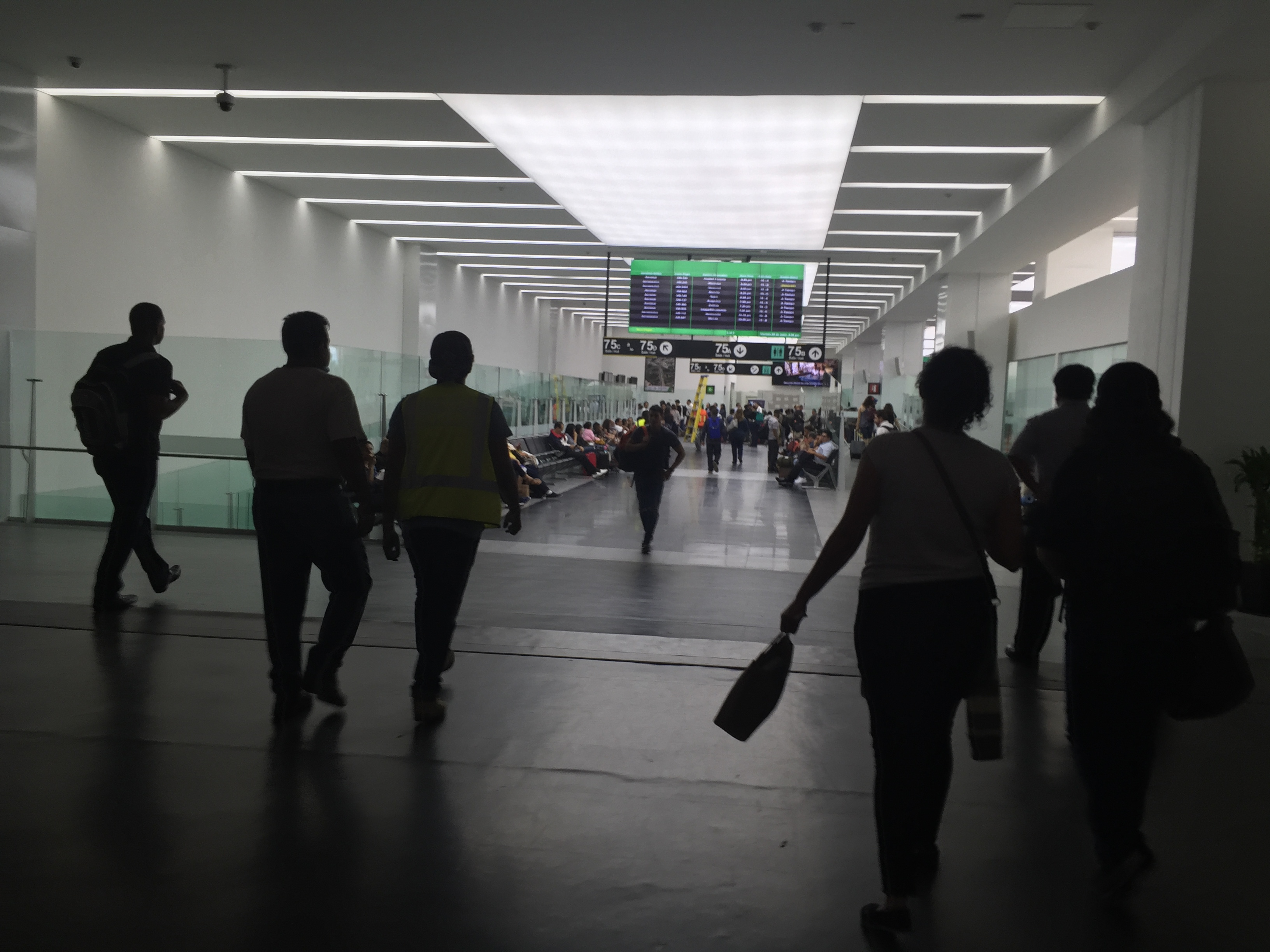
Nueva Sala 75 de la Terminal 2 del aeropuerto.

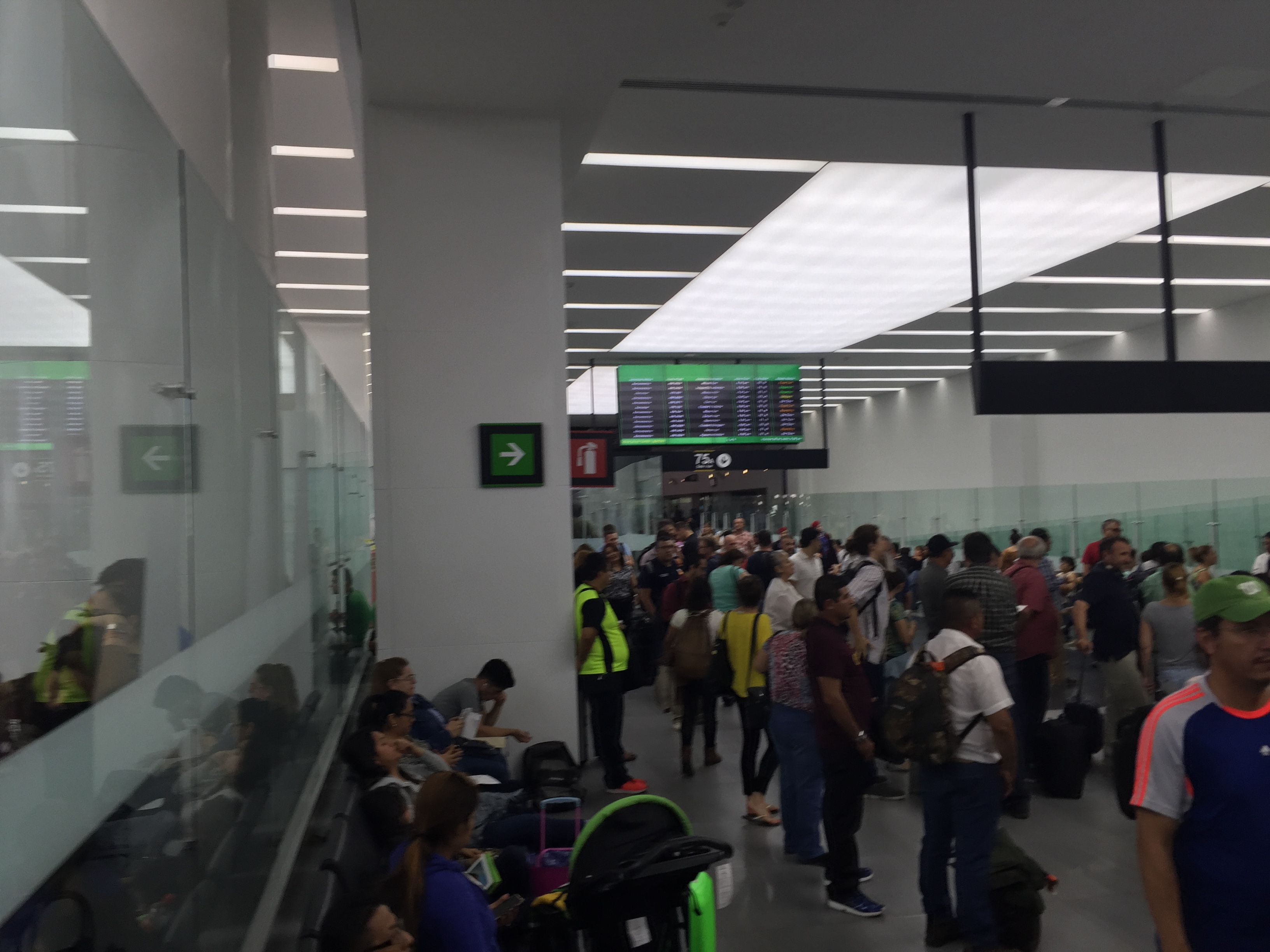
Nueva Sala 75 de la Terminal 2 del aeropuerto.

### Estadísticas de pasajeros
| Año  | Pasajeros totales | % cambio | Movimientos | % cambio | Carga      | % cambio |
| ---- | ----------------- | -------- | ----------- | -------- | ---------- | -------- |
| 2005 | 24 115 552        | -        | 332 623     | -        | 373 910.11 | -        |
| 2006 | 24 727 296        | 2.5      | 355 593     | 6.9      | 409 205.74 | 9.4      |
| 2007 | 25 881 662        | 4.7      | 378 161     | 6.3      | 405 536.42 | 0.9      |
| 2008 | 26 210 217        | 1.3      | 366 561     | 3.1      | 376 095.71 | 7.2      |
| 2009 | 24 243 056        | 7.5      | 348 306     | 5.0      | 321 133.44 | 14.6     |
| 2010 | 24 130 535        | 0.46     | 339 898     | 2.4      | 393 075.87 | 22.4     |
| 2011 | 26 368 861        | 9.1      | 350 032     | 2.9      | 411 455.59 | 4.6      |
| 2012 | 29 491 553        | 11.8     | 377 743     | 7.9      | 397 018.08 | 3.5      |
| 2013 | 31 534 638        | 6.9      | 392 566     | 3.9      | 376 589.85 | 5.15     |
| 2014 | 34 255 739        | 8.6      | 409 954     | 4.4      | 398 556.47 | 5.83     |
| 2015 | 38 433 078        | 12.2     | 426 761     | 5.0      | 446 915.11 | 12.13    |
| 2016 | 41 710 254        | 8.5      | 408 972     | 5.0      | 483 433.40 | 8.17     |
| 2017 | 44 732 418        | 7.2      | 449 664     | 0.30     | 537 262.69 | 11.13    |
| 2018 | 47 697 547        | 6.60     | 458 588     | 2.00     | 581 675.28 | 8.27     |
| 2019 | 50 304 011        | 5.46     | 459 987     | 0.16     | 556 142.24 | 4.39     |
| 2020 | 21 981 711        | 56.3     | 239 367     | 48.0     | 469 714.3  | 16.69    |
| 2021 | 36 056 614        | 64.0     | 327 889     | 36.9     | 567 779.1  | 18.40    |
| 2022 | 46 200 529        | 28.23    | 385 313     | 17.54    | 570 808.1  | 0.53     |
| 2023 | 48 415 693        | 4.7      | 363 271     | 6.2      | 447 887.2  | 21.5     |
| 2024 | 45 359 485        | 6.3      | 322 427     | 11.2     | 240 034.6  | 46.4     |

### Estadísticas de pasajeros internacionales
| Año  | Pasajeros internacionales | % cambio |
| ---- | ------------------------- | -------- |
| 2005 | 8 591 797                 | -        |
| 2006 | 8 872 792                 | 3.27     |
| 2007 | 9 283 460                 | 4.63     |
| 2008 | 9 423 989                 | 1.51     |
| 2009 | 8 092 359                 | 14.13    |
| 2010 | 8 532 638                 | 5.44     |
| 2011 | 8 904 004                 | 4.35     |
| 2012 | 9 803 301                 | 10.10    |
| 2013 | 10 632 324                | 8.46     |
| 2014 | 11 499 031                | 8.15     |
| 2015 | 12 755 938                | 10.93    |
| 2016 | 14 053 352                | 10.97    |
| 2017 | 15 750 053                | 12.07    |
| 2018 | 17 201 961                | 9.22     |
| 2019 | 17 643 753                | 2.57     |
| 2020 | 5 794 875                 | 67.20    |
| 2021 | 10 172 889                | 75.5     |
| 2022 | 14 506 234                | 42.99    |
| 2023 | 16 332 734                | 12.1     |
| 2024 | 17 116 325                | 4.8      |

### 1990 en adelante
|  |

### Estadísticas de tráfico

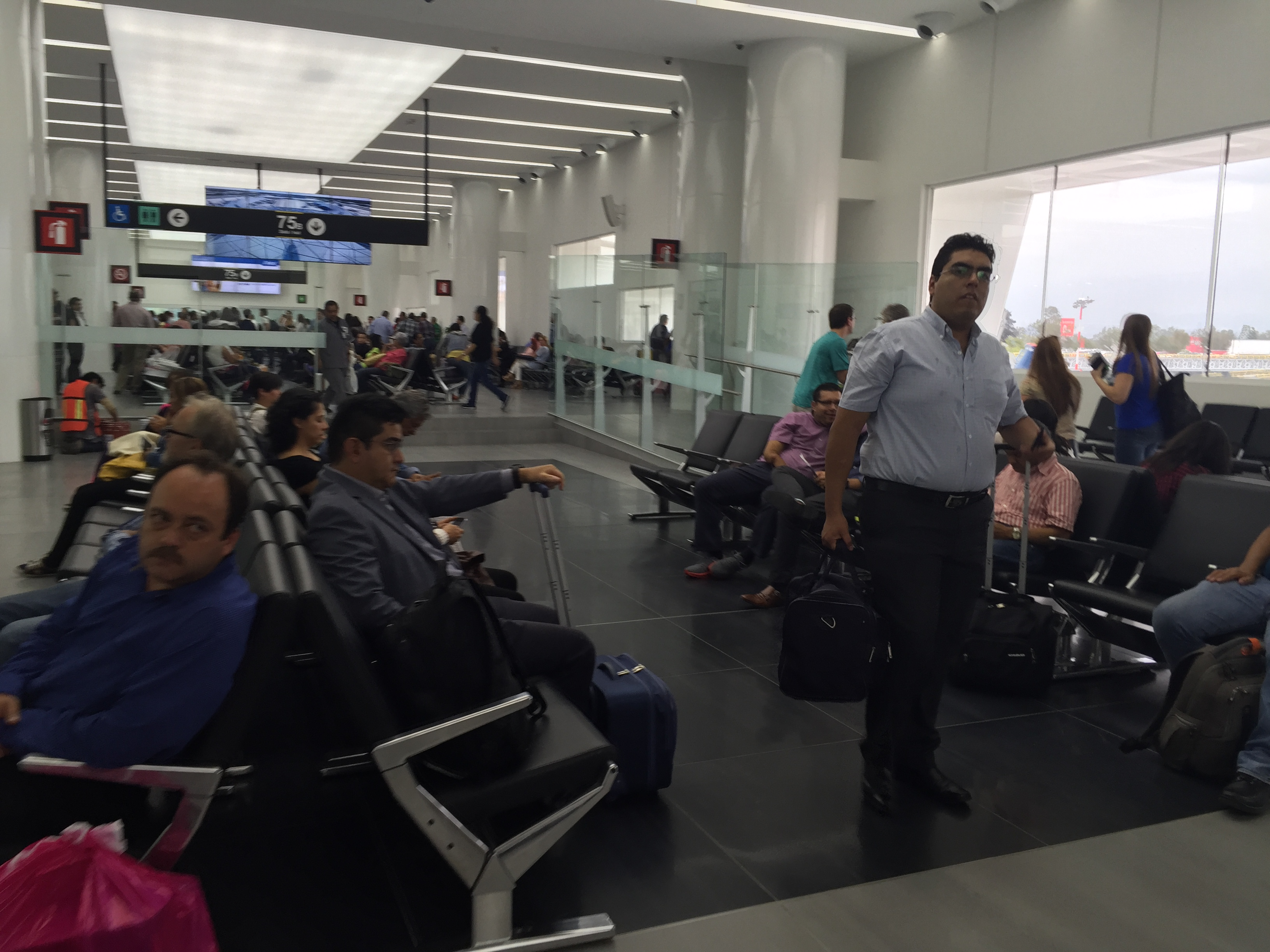
Nueva Sala 75 de la Terminal 2 del aeropuerto.

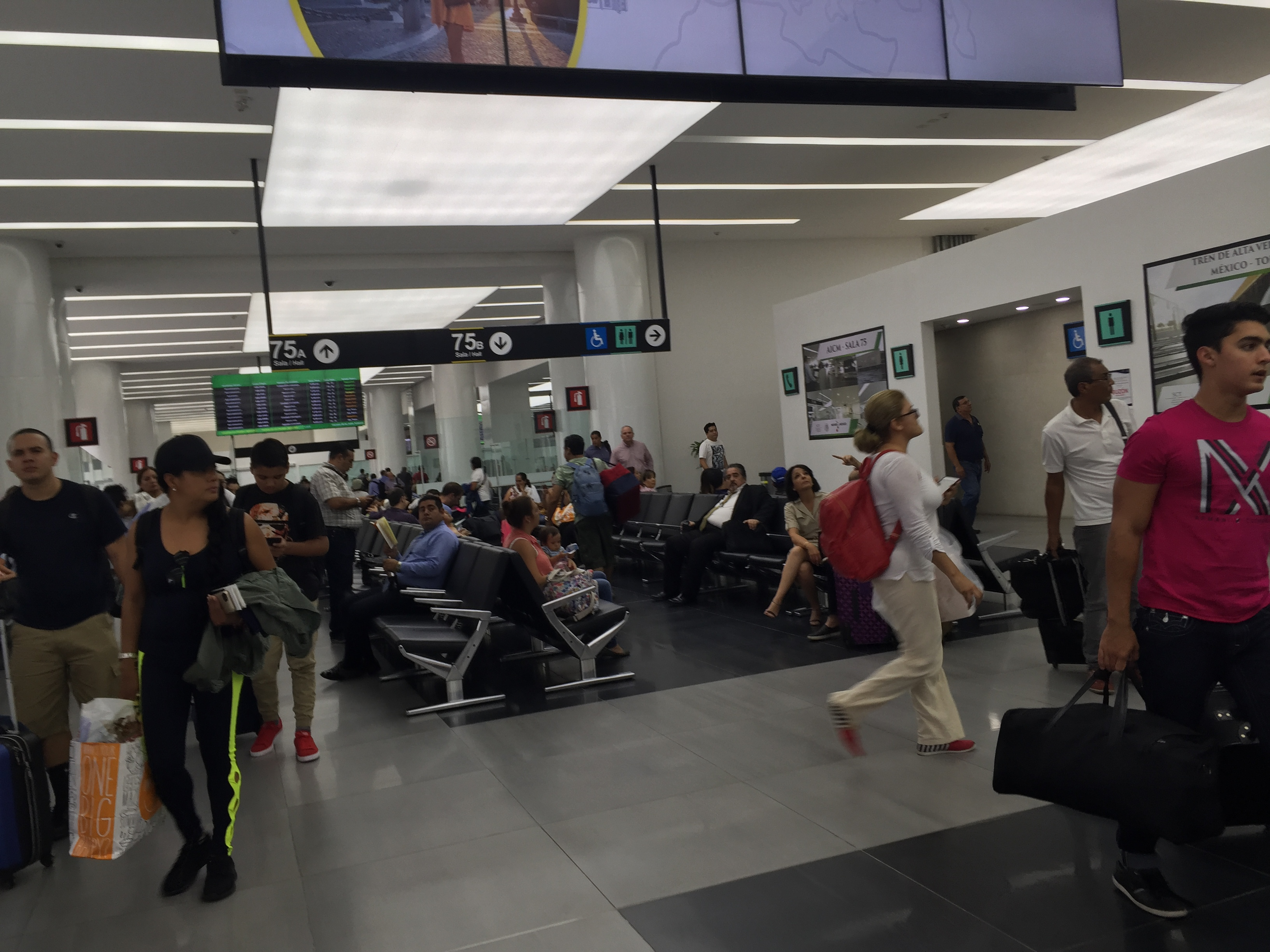
Nueva Sala 75 de la Terminal 2 del aeropuerto.

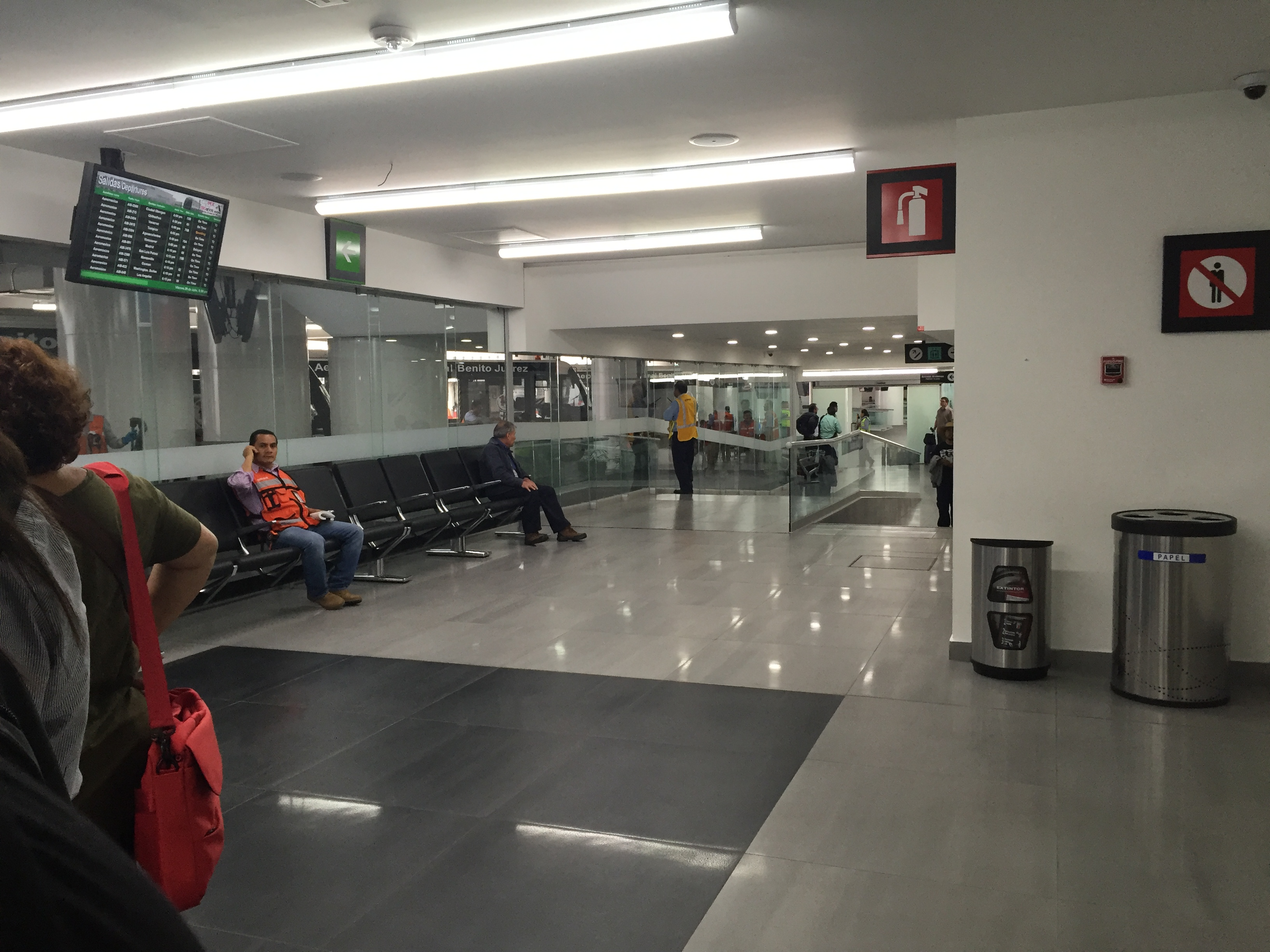
Nueva Sala 75 de la Terminal 2 del aeropuerto.

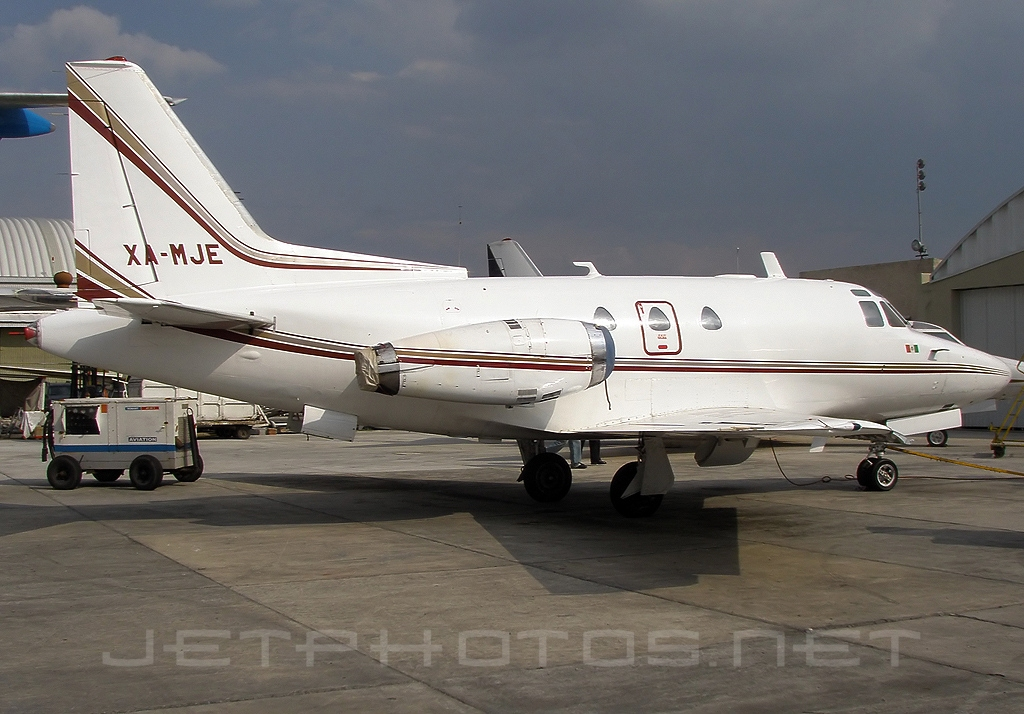
Rockwell Sabreliner 40 en plataforma de aviación general.

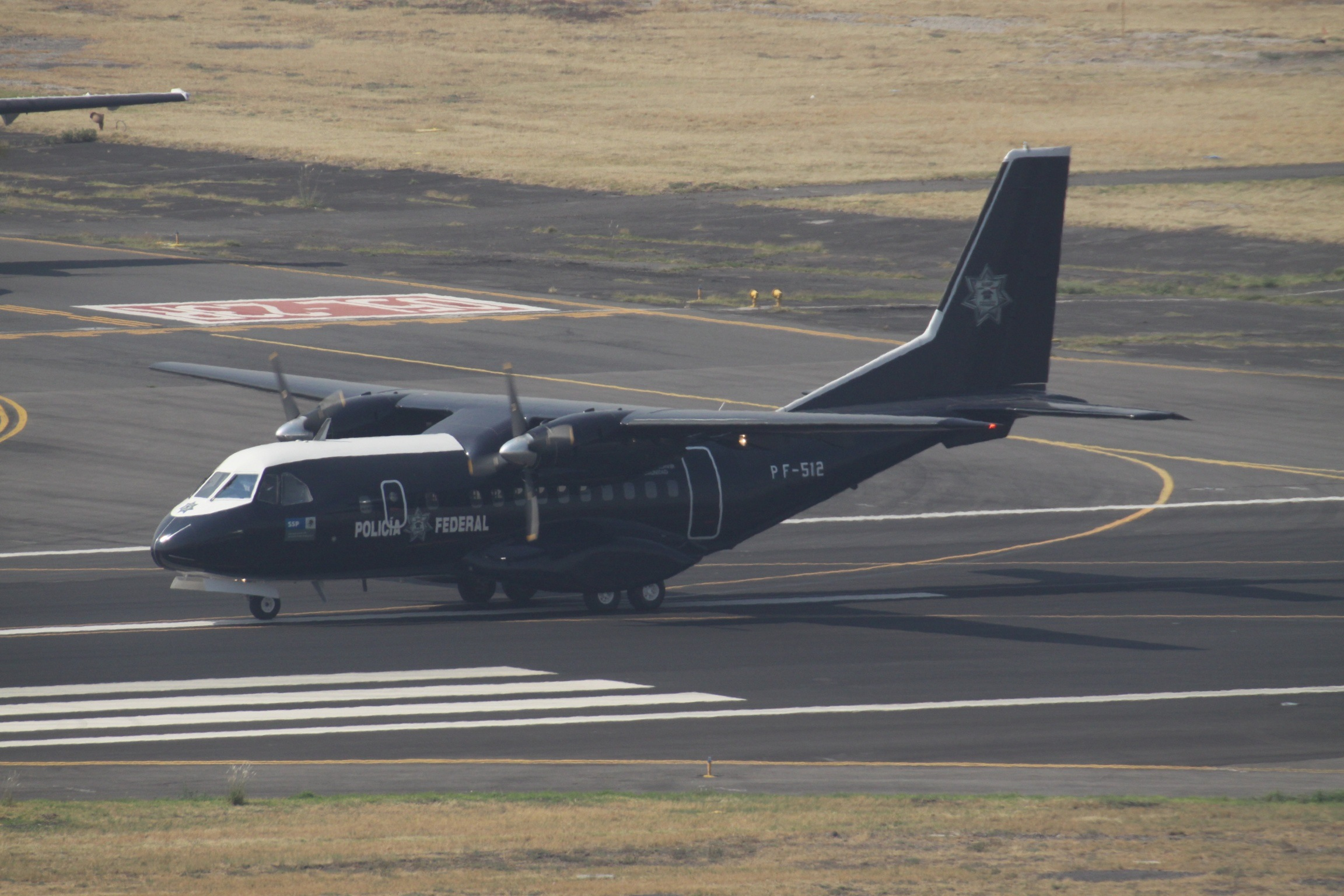
CASA CN-235 (PF-512) de la Policía Federal preparándose para despegar.

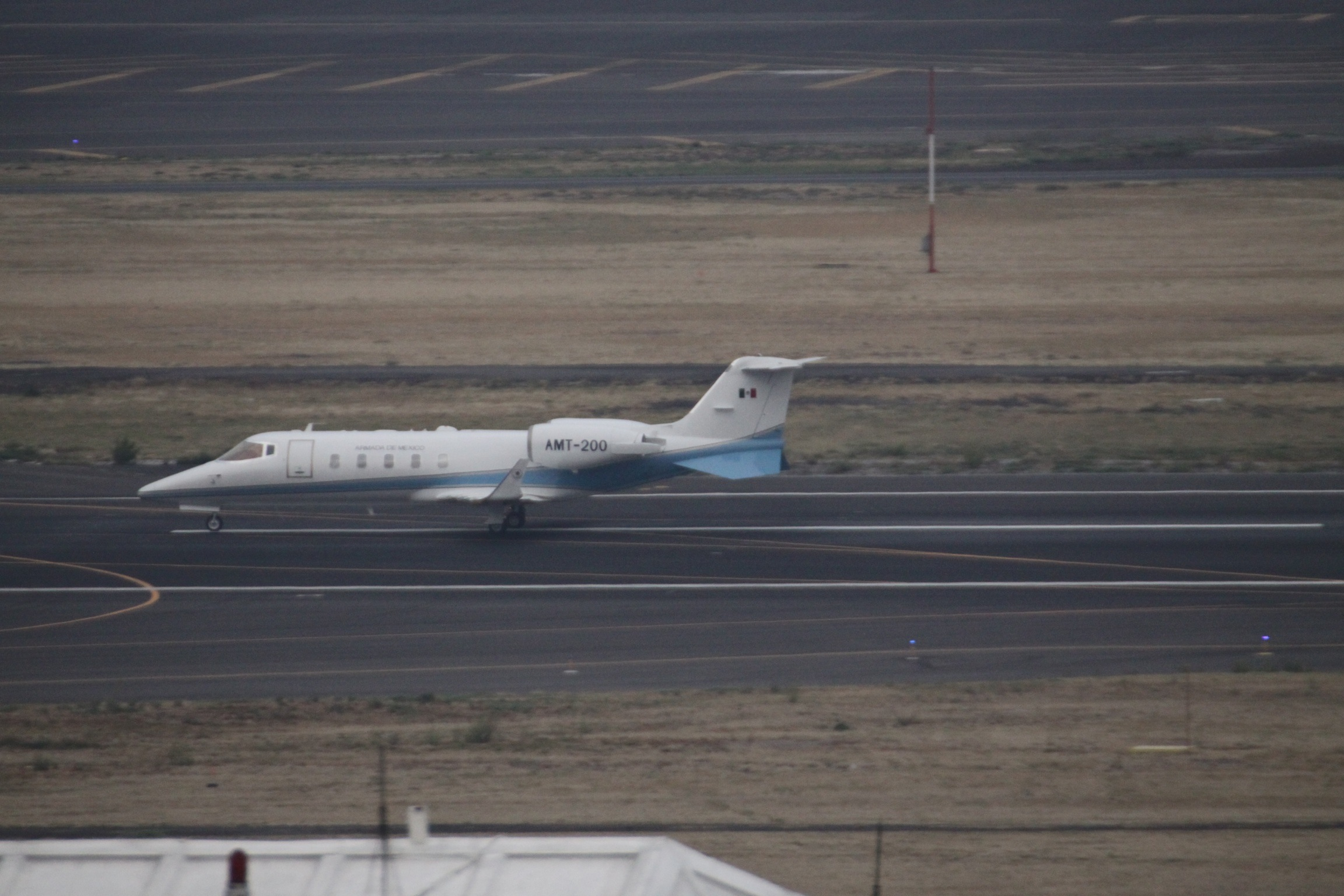
Learjet 60 (AMT-200) de la Armada de México rodando en AICM.

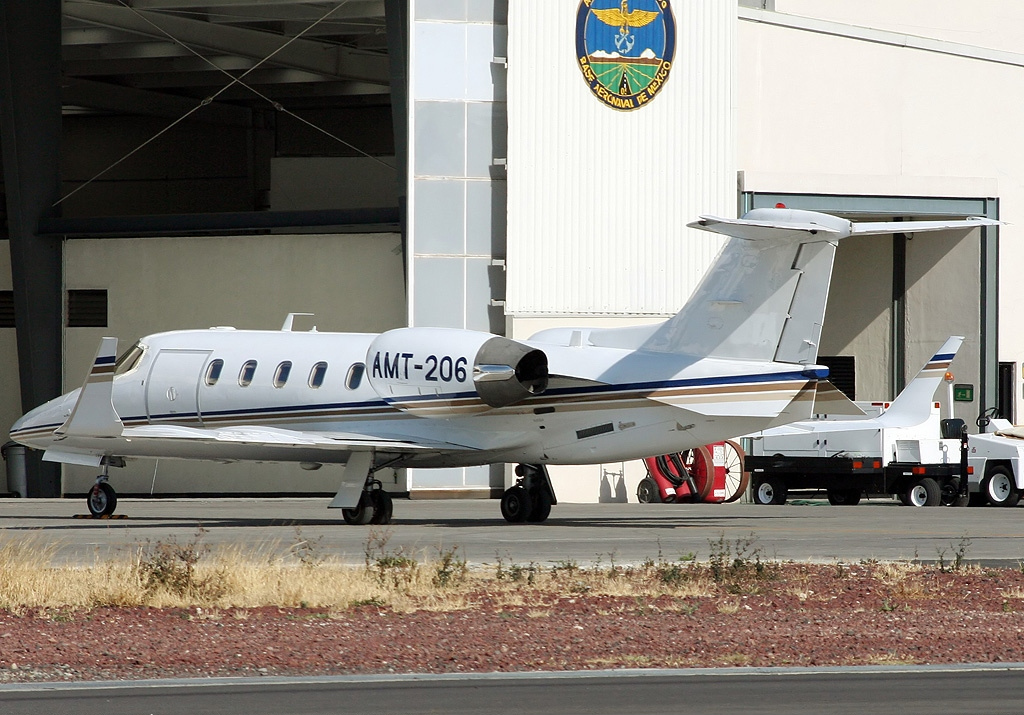
Learjet 31A (AMT-206) de la Armada de México en el hangar de la Base Aeronaval de Ciudad de México.

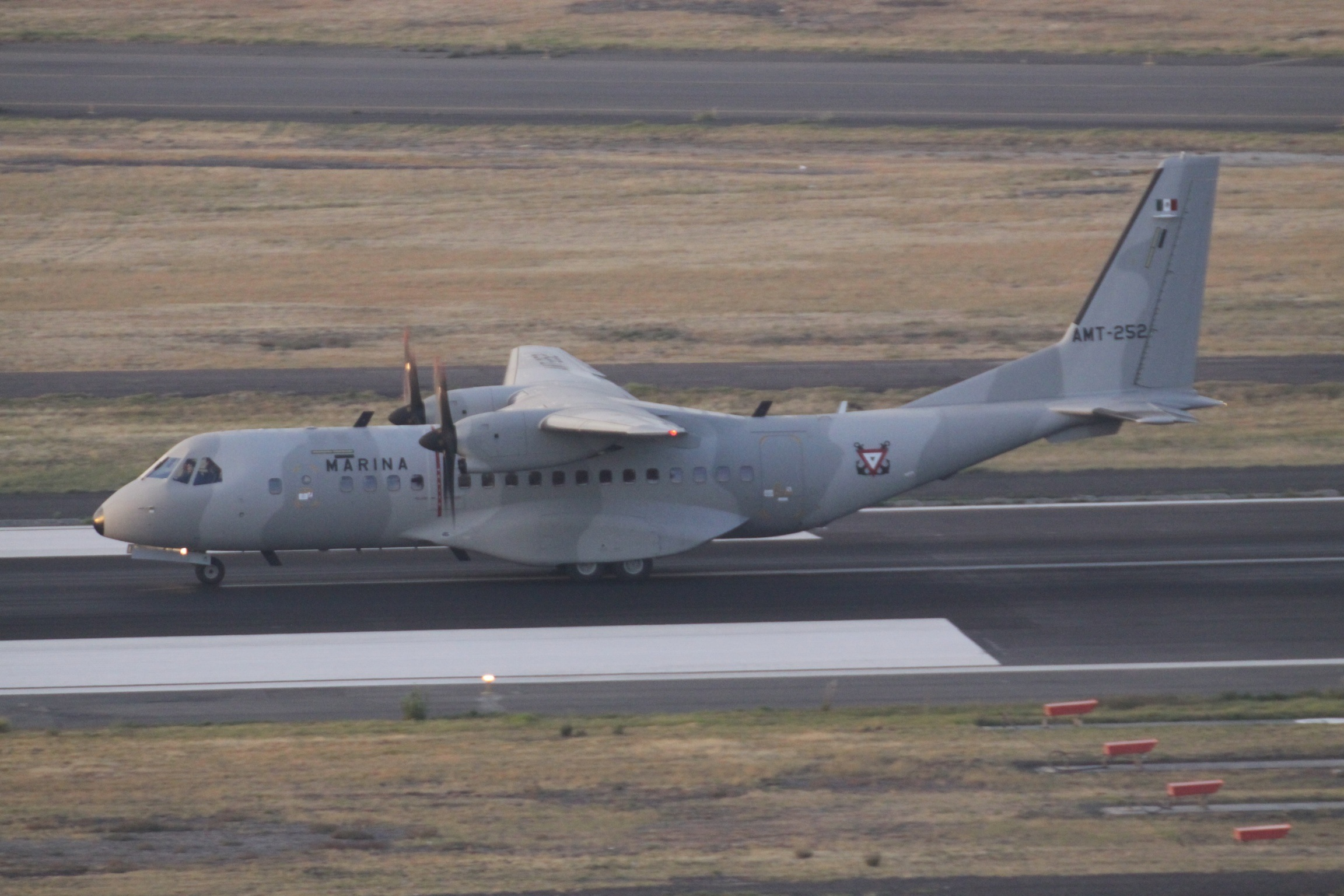
CASA C-295 (AMT-252) de la Armada de México en carrera de despegue en el AICM.

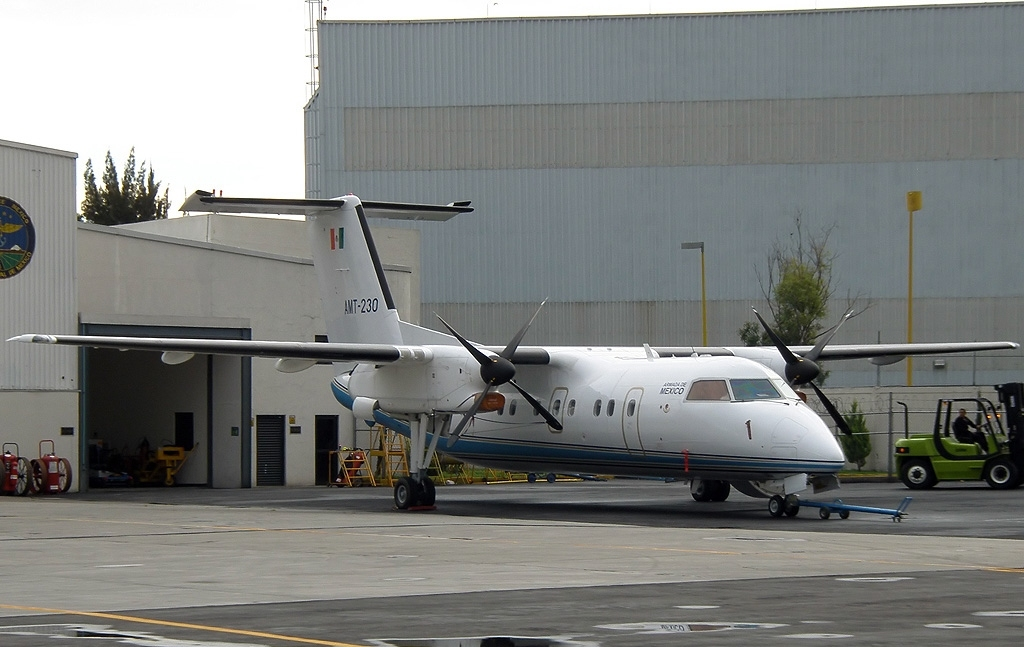
Bombardier Dash-8-Q-202 de la Armada de México en el AICM.

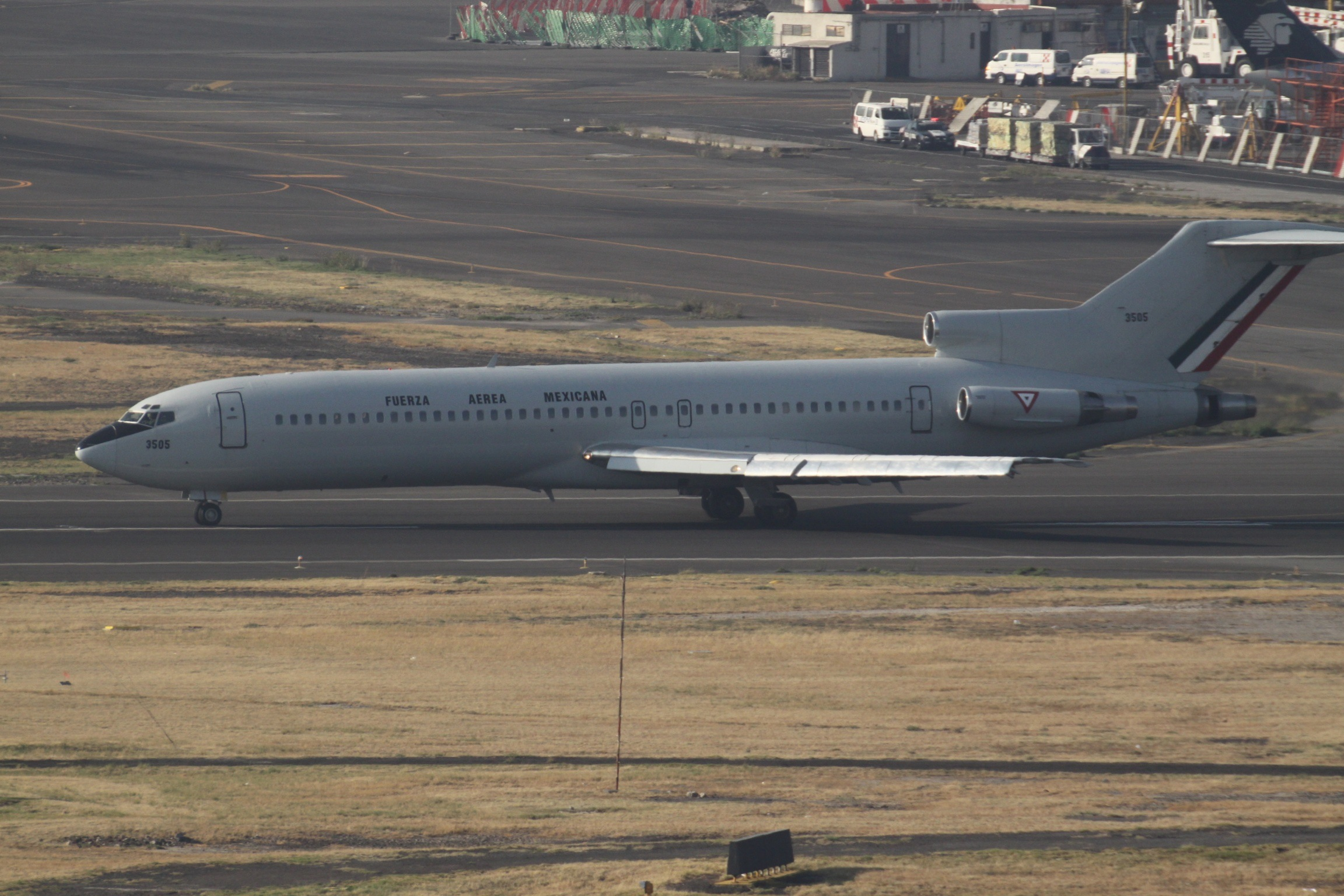
Boeing 727-200 (3505) de la Fuerza Aérea Mexicana preparándose para despegar del AICM.

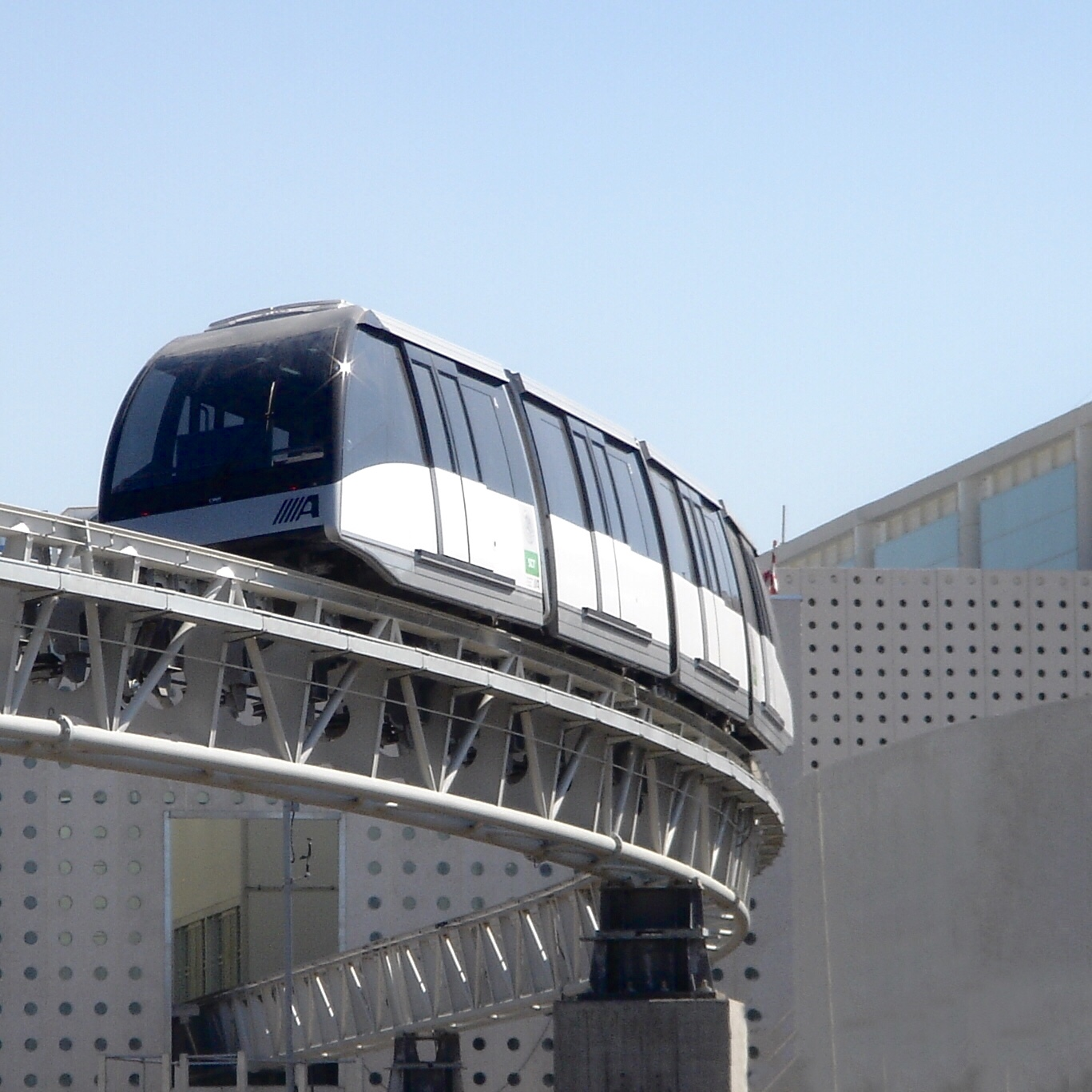
Aerotrén que conecta las terminales 1 y 2.

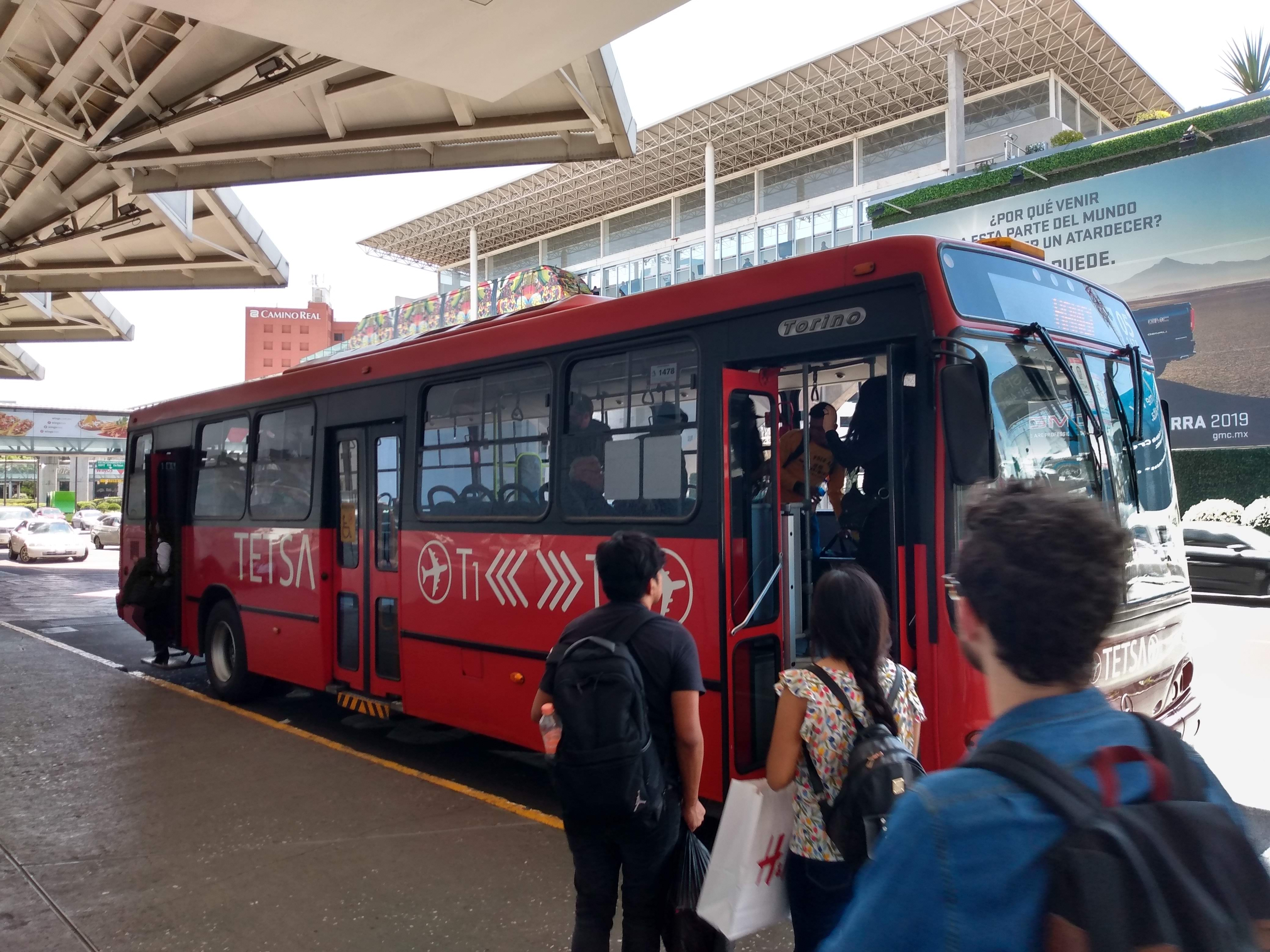
Transporte público entre las terminales 1 y 2.

| Posición | Ciudad                                 | Pasajeros | Posición    | Compañías                                                    |
| -------- | -------------------------------------- | --------- | ----------- | ------------------------------------------------------------ |
| 1        | Cancún, Quintana Roo                   | 1,665,578 | Sin cambios | Aeroméxico, Aeroméxico Connect, Magnicharters, Viva, Volaris |
| 2        | Monterrey, Nuevo León                  | 1,578,366 | Sin cambios | Aeroméxico, Aeroméxico Connect, Viva, Volaris                |
| 3        | Guadalajara, Jalisco                   | 1,414,248 | Sin cambios | Aeroméxico, Aeroméxico Connect, Viva, Volaris                |
| 4        | Tijuana, Baja California               | 1,099,156 | Sin cambios | Aeroméxico, Viva, Volaris                                    |
| 5        | Mérida, Yucatán                        | 843,225   | Sin cambios | Aeroméxico, Aeroméxico Connect, Magnicharters, Viva, Volaris |
| 6        | Puerto Vallarta, Jalisco               | 514,591   | Sin cambios | Aeroméxico, Aeroméxico Connect, Magnicharters, Viva, Volaris |
| 7        | Hermosillo, Sonora                     | 441,719   | 1           | Aeroméxico, Viva, Volaris                                    |
| 8        | Villahermosa, Tabasco                  | 437,941   | 3           | Aeroméxico, Aeroméxico Connect, Viva, Volaris                |
| 9        | San José del Cabo, Baja California Sur | 413,573   | 2           | Aeroméxico, Aeroméxico Connect, Magnicharters, Viva, Volaris |
| 10       | Chihuahua, Chihuahua                   | 390,318   | 2           | Aeroméxico, Aeroméxico Connect, Viva, Volaris                |
| 11       | Tuxtla Gutiérrez, Chiapas              | 388,054   | 1           | Aeroméxico, Aeroméxico Connect, Viva, Volaris                |
| 12       | Ciudad Juárez, Chihuahua               | 377,685   | 3           | Aeroméxico, Aeroméxico Connect, Viva, Volaris                |
| 13       | Oaxaca, Oaxaca                         | 335,090   | Sin cambios | Aeroméxico, Aeroméxico Connect, Viva, Volaris                |
| 14       | Mazatlán, Sinaloa                      | 308,599   | 3           | Aeroméxico, Aeroméxico Connect, Viva, Volaris                |
| 15       | Veracruz, Veracruz                     | 285,909   | 3           | Aeroméxico, Aeroméxico Connect, Viva, Volaris                |
| 16       | Huatulco, Oaxaca                       | 260,362   | 2           | Aeroméxico, Aeroméxico Connect, Magnicharters, Viva, Volaris |
| 17       | Puerto Escondido, Oaxaca               | 259,398   | 2           | Aeroméxico Connect, Viva, Volaris                            |
| 18       | Torreón, Coahuila                      | 257,315   | 2           | Aeroméxico, Aeroméxico Connect, Viva, Volaris                |
| 19       | Culiacán, Sinaloa                      | 219,021   | Sin cambios | Aeroméxico, Aeroméxico Connect, Viva, Volaris                |
| 20       | Mexicali, Baja California              | 202,729   | 4           | Aeroméxico, Aeroméxico Connect, Volaris                      |
| 21       | León, Guanajuato                       | 182,251   | 2           | Aeroméxico, Aeroméxico Connect                               |
| 22       | La Paz, Baja California Sur            | 174,103   | 5           | Aeroméxico Connect, Volaris                                  |
| 23       | Chetumal, Quintana Roo                 | 167,137   | 5           | Aeroméxico Connect, Viva, Volaris                            |
| 24       | Tapachula, Chiapas                     | 162,917   | 1           | Aeroméxico, Aeroméxico Connect, Volaris                      |
| 25       | Aguascalientes, Aguascalientes         | 156,528   | 4           | Aeroméxico, Aeroméxico Connect                               |
| 26       | Tampico, Tamaulipas                    | 146,871   | Sin cambios | Aeroméxico Connect, Viva                                     |
| 27       | San Luis Potosí, San Luis Potosí       | 144,319   | 3           | Aeroméxico Connect                                           |
| 28       | Ixtapa-Zihuatanejo, Guerrero           | 137,007   | 4           | Aeromar, Aeroméxico Connect, Magnicharters, Viva, Volaris    |
| 29       | Reynosa, Tamaulipas                    | 129,484   | 7           | Aeroméxico, Aeroméxico Connect, Viva                         |
| 30       | Acapulco, Guerrero                     | 127,322   | 9           | Aeroméxico, Aeroméxico Connect, Viva, Volaris                |

| Tráfico | Ciudad                         | Pasajeros | Posición    | Compañía                                                       |
| ------- | ------------------------------ | --------- | ----------- | -------------------------------------------------------------- |
| 1       | Madrid, España                 | 577,191   | Sin cambios | Aeroméxico, Iberia                                             |
| 2       | Los Ángeles, California        | 470,894   | Sin cambios | Aeroméxico, American Airlines, Delta Air Lines, Viva, Volaris  |
| 3       | Bogotá, Colombia               | 442,118   | 1           | Aeroméxico, Avianca, Volaris                                   |
| 4       | Houston, Texas                 | 423,418   | 1           | Aeroméxico, Aeroméxico Connect, United Airlines, Viva, Volaris |
| 5       | Miami, Florida                 | 402,109   | Sin cambios | Aeroméxico, Aeroméxico Connect, American Airlines, Volaris     |
| 6       | Nueva York, Nueva York         | 399,756   | Sin cambios | Aeroméxico, Delta Air Lines, Viva                              |
| 7       | Chicago, Illinois              | 384,979   | Sin cambios | Aeroméxico, United Airlines, Viva, Volaris                     |
| 8       | Dallas, Texas                  | 301,215   | Sin cambios | Aeroméxico Connect, American Airlines, Viva, Volaris           |
| 9       | París, Francia                 | 292,871   | Sin cambios | Aeroméxico, Air France                                         |
| 10      | Ciudad de Panamá, Panamá       | 262,658   | Sin cambios | Copa Airlines                                                  |
| 11      | Atlanta, Georgia               | 256,915   | Sin cambios | Delta Air Lines                                                |
| 12      | San Francisco, California      | 244,586   | Sin cambios | Aeroméxico, United Airlines                                    |
| 13      | San José, Costa Rica           | 203,395   | 2           | Aeroméxico, Volaris Costa Rica                                 |
| 14      | Las Vegas, Nevada              | 201,574   | 3           | Aeroméxico, Viva, Volaris                                      |
| 15      | Ciudad de Guatemala, Guatemala | 199,856   | 1           | Aeroméxico Connect, Volaris Costa Rica                         |
| 16      | Orlando, Florida               | 199,505   | 2           | Aeroméxico, Volaris                                            |
| 17      | Ámsterdam, Países Bajos        | 172,148   | 2           | Aeroméxico, KLM                                                |
| 18      | Lima, Perú                     | 168,866   | 2           | Aeroméxico, LATAM Perú, Volaris                                |
| 19      | San Antonio, Texas             | 164,547   | 2           | Aeroméxico Connect, Viva, Volaris                              |
| 20      | Toronto, Canadá                | 163,185   | 7           | Aeroméxico, Air Canada Rouge                                   |
| 21      | Londres, Reino Unido           | 150,326   | 2           | Aeroméxico, British Airways                                    |
| 22      | São Paulo, Brasil              | 146,517   | 2           | Aeroméxico, LATAM Brasil                                       |
| 23      | Vancouver, Canadá              | 135,990   | 5           | Aeroméxico, Air Canada                                         |
| 24      | Fráncfort, Alemania            | 115,682   | 3           | Lufthansa                                                      |
| 25      | Montreal, Canadá               | 113,948   | 3           | Aeroméxico, Air Canada Rouge                                   |
| 26      | Medellín, Colombia             | 111,015   | 4           | Aeroméxico, Avianca                                            |
| 27      | Buenos Aires, Argentina        | 110,682   |             | Aeroméxico                                                     |
| 28      | Estambul, Turquía              | 109,634   | 2           | Turkish Airlines                                               |
| 29      | Denver, Colorado               | 105,565   | 1           | Aeroméxico, Volaris                                            |
| 30      | Tokio, Japón                   | 99,465    | 1           | Aeroméxico, All Nippon Airways                                 |

## Servicios
Existen una diversidad de hoteles, restaurantes, tiendas de libros y regalos en ambas terminales y circundando a las mismas.

### Hoteles
- Asociación de Hoteles de la Ciudad de México
- Camino Real Aeropuerto México
- City Express Aeropuerto Ciudad de México
- Courtyard Mexico City Airport
- Fiesta Inn Aeropuerto México
- Fiesta Inn Plaza Central Aeropuerto
- Hilton Aeropuerto México
- Holiday Inn México Dalí Aeropuerto
- Hotel Grand Prix
- Hotel Riazor
- NH Aeropuerto T2 México
- izZzleep Hotel
- Krystal Urban Aeropuerto
- We Hotel Aeropuerto

### Estacionamientos
- Estacionamiento Nacional/Internacional Terminal 1
- Estacionamiento Terminal 2
- iPark
- Park’n Fly

## Transporte entre terminales
La Terminal 1 está conectada con la Terminal 2 por el sistema de monorraíl Aerotrén en el que solo los pasajeros de conexión con equipaje de mano pueden usar con su tarjeta de embarque. También pueden utilizarlo técnicos y tripulantes de cabina. 
La distancia entre las terminales es de 3 km (1,9 mi) y la velocidad del Airtrain es de 45 km/h (28 mph). Asimismo, existe un servicio terrestre entre terminales denominado “transporte Inter terminales”. Estos autobuses están ubicados en la entrada n.º 6 de la Terminal 1 y entrada núm. 4 de la Terminal 2.

## Transporte Terrestre

### Autobuses foráneos
En la Terminal 1, la terminal de autobuses de larga distancia, también conocida como Terminal de Autobuses o Autobuses Foráneos, presta servicio a diversas compañías de autobuses. Se accede desde la sección de salidas internacionales en la planta alta, cerca del patio de comidas, a través de una pasarela elevada que cruza la calle de entrada. Hay mostradores de venta de billetes y se puede acceder a los andenes mediante escaleras mecánicas hasta la planta baja.
La Terminal 1 también cuenta con una terminal privada para la compañía de autobuses ADO, denominada ADO Llegadas Nacionales. Ubicada junto al Hotel Camino Real, se accede a través de una pasarela elevada secundaria que cruza la calle de entrada. Esta pasarela comienza en la sección de vuelos nacionales en la planta alta, frente a la Sala B, sobre la Entrada 4.
En la Terminal 2, la terminal de autobuses de larga distancia, denominada "Transportación Terrestre" o "Autobuses Foráneos", se encuentra en la planta baja, junto a la Sala Q de Llegadas.
| Terminal 1 Terminal de Autobuses Foráneos | Terminal 1 Terminal de Autobuses Foráneos   | Terminal 1 Terminal de Autobuses Foráneos                           |
| Línea                                     | Tipo de Servicio                            | Destinos                                                            |
| ----------------------------------------- | ------------------------------------------- | ------------------------------------------------------------------- |
| ADO                                       | Autobús de larga distancia                  | Puebla CAPU, Puebla Paseo Destino                                   |
| ADO conecta                               | Servicio de Shuttle                         | Ciudad de México-AIFA                                               |
| Caminante                                 | Autobús de larga distancia                  | Toluca Tollocan                                                     |
| Estrella Blanca                           | Autobús de larga distancia                  | Pachuca                                                             |
| Estrella Roja                             | Autobús de larga distancia                  | Puebla CAPU, Puebla Paseo Destino                                   |
| Primera Plus                              | Autobús de larga distancia                  | Querétaro Central, Querétaro 5 de Febrero, Celaya, San Juan del Río |
| Pullman de Morelos                        | Autobús de larga distancia                  | Cuernavaca Casino                                                   |
| Terminal 1 ADO Llegadas Nacionales        |                                             |                                                                     |
| ADO                                       | Autobús de larga distancia                  | Córdoba, Orizaba, Veracruz                                          |
| ADO Aeropuerto                            | Servicio de Shuttle                         | Xalapa                                                              |
| ADO GL                                    | Autobús de primera clase de larga distancia | Oaxaca                                                              |
| Diamante                                  | Autobús de larga distancia                  | Acapulco Costera                                                    |
| Terminal 2 Autobuses Foráneos             |                                             |                                                                     |
| ADO                                       | Autobús de larga distancia                  | Puebla CAPU, Puebla Paseo Destino                                   |
| Caminante                                 | Autobús de larga distancia                  | Toluca Tollocan                                                     |
| Estrella Roja                             | Autobús de larga distancia                  | Puebla CAPU, Puebla Paseo Destino                                   |
| Primera Plus                              | Autobús de larga distancia                  | Querétaro Central, Querétaro 5 de Febrero, Celaya, San Juan del Río |

### Renta de autos
En el Aeropuerto Internacional de la Ciudad de México están presentes todas las mayores compañías de alquiler de autos nacionales e internacionales. Prestan servicio Avis, Alamo, Budget, Dollar, Enterprise, Europcar, Fox, Greenmotion, Hertz, National, Thrifty o Sixt entre otras.

### Taxis autorizados

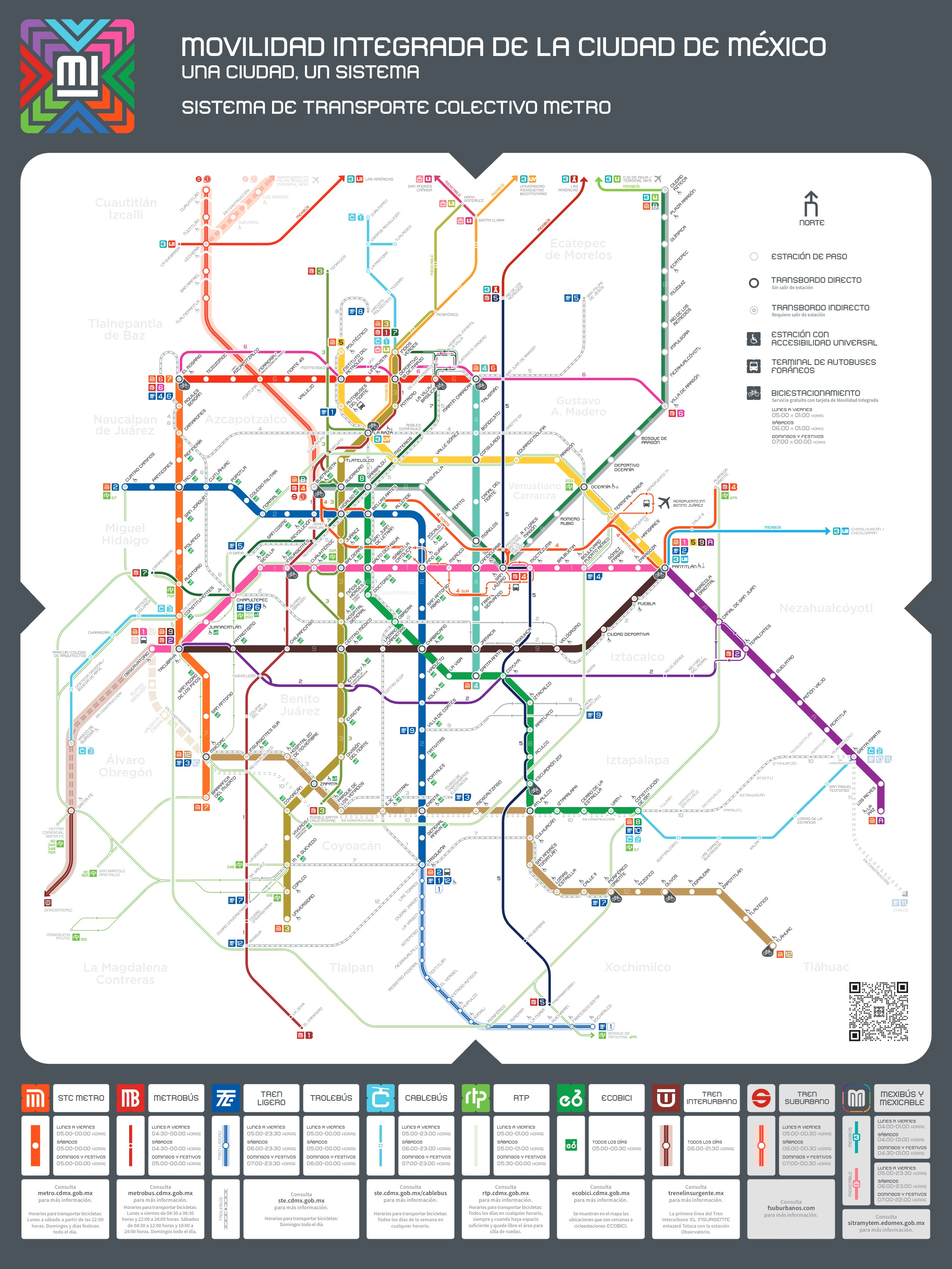
Mapa del transporte público de la Ciudad de México.

Los taxis operan en las Terminales 1 y 2 y existen dos modelos de servicio: Servicio ordinario en vehículo tipo sedán para 4 pasajeros. Servicio ejecutivo en camionetas de 8 pasajeros. Estos son los únicos taxis autorizados por la (SICT) del Gobierno Federal:
- Aerotaxi
- CASADEY
- Confort Unlimited
- Nueva Imagen
- Porto Taxi
- Prho Taxi
- PSTA
- Sitio 300
- T&M
- Yellow Cab

### Metro

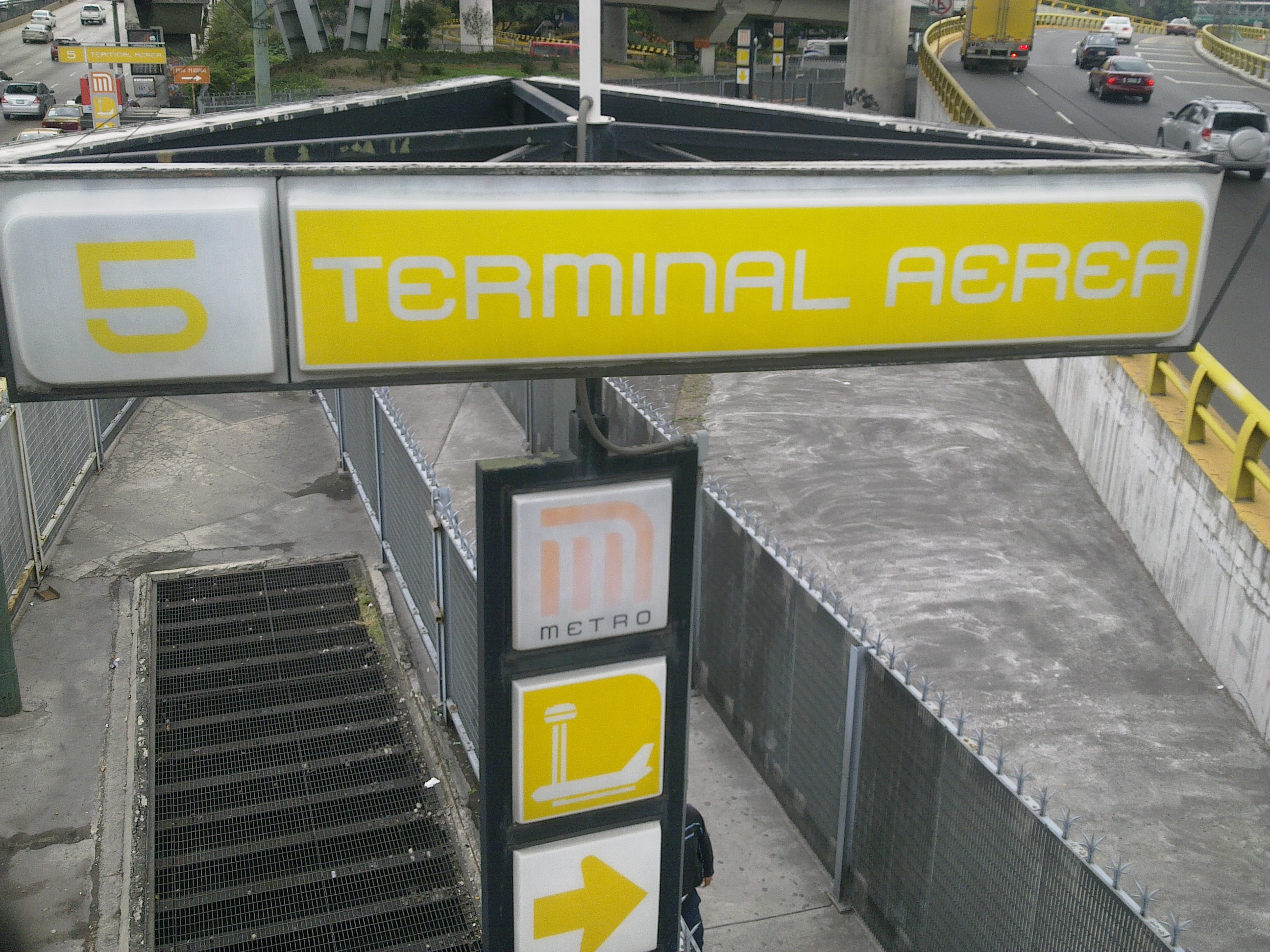
Entrada de la estación de metro Terminal Aérea.

La Terminal 1 está conectada con la estación de metro Terminal Aérea, que forma parte de la Línea 5 del Metro de la Ciudad de México, que va de Pantitlán a Politécnico. Se conecta con la Terminal 1 a través de un pasillo peatonal que comienza en la Puerta 1. La Terminal Aérea también cuenta con el servicio de la Línea 4 del Trolebús de la Ciudad de México en dirección norte, que sigue una ruta similar a la de la Línea 2 del Metro antes de desviarse hacia la estación de metro El Rosario.
La Terminal 2 no tiene una estación de metro cercana. Sin embargo, se encuentra a menos de 800 metros de la estación de metro Pantitlán, a la que llegan las líneas 1, 5, 9 y A del Metro, así como varias rutas de autobuses locales.

### Metrobús
La Línea 4 del Metrobús de la Ciudad de México comunica al Aeropuerto con el centro de la Ciudad.
Las áreas de abordaje se encuentran en:
- Terminal 1, en la puerta 7
- Terminal 2, en la puerta 2

El servicio opera todos los días de la semana durante los 365 días del año.
El pago se realiza por medio de la tarjeta inteligente Metrobús, la cual puede ser adquirida en las máquinas de venta y recarga de tarjetas, ubicadas en las áreas de ascenso y/o descenso de las dos terminales. El pasaje a San Lázaro cuesta $30 pesos mexicanos, y la tarjeta cuesta $21 pesos.
Opera de lunes a sábado de 4:30 horas a 24:00 horas; y domingos y días festivos de 5:00 horas a 24:00 horas.

## Accidentes e incidentes
- El 27 de septiembre de 1949, un DC-3 con matricula XA-DUH de Mexicana de Aviación proveniente de Tapachula, se desplomó sobre el volcan Popocatépetl sin que se conozcan las causas, las 23 personas a bordo fallecieron, incluida la actriz Blanca Estela Pavón y el senador Gabriel Ramos Millán.[51]
- El 10 de abril de 1968, un Douglas R4D-3 propiedad de Aerolíneas Rojas se estrelló durante la aproximación, falleciendo los 18 ocupantes a bordo. La aeronave operaba un vuelo doméstico de pasajeros, en lo que era el vuelo inaugural de la aerolínea entre el Aeropuerto Internacional de Aguascalientes y Ciudad de México[52]
- El 31 de octubre de 1979, el Vuelo 2605 de Western Airlines chocó al aterrizar. La tripulación del DC-10 aterrizó en la pista equivocada y el avión chocó contra vehículos que se encontraban en la pista de aterrizaje cerrada. Hubo 78 muertos (incluyendo a uno en tierra) y 14 sobrevivientes.
- Vuelo 498 de Aeroméxico: El 31 de agosto de 1986, un DC-9 de Aeroméxico que había salido de la Ciudad de México habiendo hecho escalas en Guadalajara, Loreto y Tijuana, chocó contra una aeronave privada cuando intentaba aterrizar en el Aeropuerto Internacional de Los Ángeles.
- El 14 de septiembre de 1991 un Tupolev Tu-154B-2 de Cubana de Aviación despistó al aterrizar por malas condiciones climatológicas. Sus 112 ocupantes sobrevivieron a pesar de que la aeronave quedó aparatosamente dañada del costado izquierdo, particularmente el ala y parte del fuselaje.
- En 2004 un DC-9-15 de Aero California se sobrepasó durante una fuerte tormenta en el aeropuerto. No hubo víctimas durante la colisión, pero la aeronave quedó destrozada.
- El 4 de noviembre de 2008, el secretario de Gobernación Juan Camilo Mouriño murió en el Accidente aéreo del XC-VMC de la Secretaría de Gobernación, un Learjet 45 de la SEGOB en el que viajaba de regreso de San Luis Potosí que se estrelló en Ciudad de México antes de alcanzar el aeropuerto.[53]
- El 9 de septiembre de 2009, fue secuestrado el vuelo 576 de Aeroméxico con 104 pasajeros a las 13:40. Al parecer el secuestrador, portaba un artefacto explosivo, pero esto fue desmentido por el Secretario de Comunicaciones y Transportes Juan Molinar. Genaro García Luna, Secretario de Seguridad Pública identificó en rueda de prensa a José Marc Flores Pereira conocido como Josmar, de 44 años y originario de Santa Cruz, Bolivia, como el autor del secuestro.
- El 13 de septiembre de 2009, un McDonnell Douglas MD-11 de Lufthansa Cargo matrícula D-ALCO fue dañado en un aterrizaje pesado. La inspección después del aterrizaje reveló que la aeronave tenía torcido el eje.[54] De acuerdo con Lufthansa, la aeronave fue reparada y regresó a servicio regular.
- El 25 de junio de 2012, un tiroteo registrado en la Terminal 2 del aeropuerto dejó como resultado a tres Policías Federales muertos.
- El 18 de febrero de 2013, un avión de United Airlines, con destino a Nueva Jersey, aterrizó de emergencia en el Aeropuerto Internacional de la Ciudad de México (AICM). El avión había despegado del Aeropuerto capitalino a las tres de la tarde y veinte minutos. Los pilotos del vuelo 1066 informaron de una avería en uno de los motores del avión que causó una pérdida de presión en la cabina, por lo que tuvieron que regresar y aterrizar de inmediato. No hubo lesionados, ni daños por este incidente; tampoco fue necesaria la intervención de los servicios de emergencia. La línea aérea programó de nuevo el vuelo a los Estados Unidos en las horas siguientes.

- El 26 de noviembre de 2015, un avión de la línea Magnicharters sufrió un percance al aterrizar.

- El 16 de julio de 2017, un avión de Aeroméxico sufrió un incidente a la hora de despegar. Se trató del vuelo 698 que tenía como destino el Aeropuerto Internacional de Boston, a la hora de despegar el Boeing 737-800 tuvo que abortar la carrera de despegue debido a una ponchadura en el tren de aterrizaje. No hubo heridos, los pasajeros fueron evacuados y la aeronave fue reemplazada para reanudar el viaje.[55]

- El 31 de julio de 2018 una aeronave Embraer ERJ-190AR con matrícula XA-GAL que operaba el vuelo 2431 de Aeroméxico Connect con destino al Aeropuerto Internacional de la Ciudad de México impactó contra el terreno poco después de despegar del Aeropuerto Internacional de Durango. A bordo de la aeronave se encontraban 97 pasajeros y 4 miembros de tripulación los cuales lograron salir poco antes de que el avión se incendiara. Cuerpos de rescate informaron del traslado de 18 personas heridas a hospitales.[56][57]

Para integrar el AIFA al espacio aéreo del Valle de México, éste ha debido ser reconfigurado pero aún se ha notado un incremento de incidentes, por lo cual se ha reducido la capacidad en hora pico del AICM.

## Crítica del área de fotografía por periódico estadounidense
El 28 de noviembre del 2004, el periódico estadounidense The Arizona Republic, publicó un artículo expresando que era notorio que después de los Atentados del 11 de septiembre de 2001, el aeropuerto de Ciudad de México mantenía su área de spotting abierta al público, a pesar de que diversos aeropuertos del mundo habían decidido cerrarlas. El Republic estimó que cerca de 300 espectadores y 100 aeromodelistas y vendedores de comida llegan al área cada día. El director del aeropuerto dijo al periódico que ellos decidieron dejar el área abierta porque ofrecía una alternativa gratuita de pasar el día para las familias de bajos ingresos. Sin embargo, desde el interior de las instalaciones del aeropuerto, es prácticamente imposible tener una vista del aeropuerto, debido a que muchas obstrucciones han sido construidas para mantener los estándares de seguridad del aeropuerto.

## Aeropuertos cercanos
Los aeropuertos más cercanos son:
- Aeropuerto Internacional Felipe Ángeles (35km)
- Aeropuerto Internacional Lic. Adolfo López Mateos (52km)
- Aeropuerto Internacional de Puebla (81km)
- Aeropuerto Intercontinental de Querétaro (176km)
- Aeropuerto Internacional General Francisco J. Múgica (208km)
- Aeropuerto Nacional El Tajín (212km)